# Скульптура Стародавньої Греції
Давньогрецькі скульптури або Давньогрецька скульптура — уславлена галузь мистецтва стародавніх греків, базова галузь західноєвропейської скульптури, її підмурки, сюжетна основа європейських стилів класицизму, маньєризму, академізму, постмодерну тощо.

## Політичний стан
Мистецтво Стародавньої Греції і скульптура в її складі — відіграли важливішу роль в формуванні та розвитку європейської цивілізації і вплинули на розвиток культури та мистецтва всього людства. На Балканському півострові, Пелопоннесі і численних островах архіпелагу та на вузькій приморській смузі Передньої Азії розвинулась висока грецька цивілізація, відверто не схожа на сусідні цивілізації на кшталт східних держав Персії чи Єгипту.
Якщо східні деспотії на кшталт Персії силоміць поєднали в єдину державу низку народів і сконцентрували під орудою царя велетенські людські та матеріальні ресурси, грецькі племена не створили єдиної держави навіть в десятиліття власного розквіту, мешкали на неплодючих, кам'янистих землях і не мали велетенських людських і матеріальних ресурсів. Тим разючішими є їх досягнення в захисті власних земель, в їх військових перемогах, в їх досягненнях в різних галузях ремесел, мистецтв, в культурі взагалі. Грецький поліс, головна частина суспільного устрою, мав у своєму складі лише саме місто та сільські передмістя, що разом нараховували лише декілька тисяч родин. А змогли протистояти агресивним, але консервативним за устроєм, ворогам-завойовникам.
Шлях до об'єднання був, чому докази в ідеологічних зрушеннях, в ідеях грецької єдності племен, в уяві про Грецію з єдиною історичною долею, у свідомості про єдиних еллінів (якими почали усвідомлювати себе племена греків). Саме бідні мешканці грецьких полісів, вимушені десятиліттями шукати нових плодючих земель заради їх колонізації, вибороли і виробили багату культуру і згодом створили умови для якісних змін у світовому мистецтві та світовій культурі. Усвідомлення цього вже мали греки-нащадки, підкорені варварським Римом і вимушені рахуватись з отрутою рабовласництва та бездержавного полону.

## Стан вивчення і класифікація
Скульптура Стародавньої Греції належить до найвідоміших пам'яток зниклої цивілізації, більше, ніж архітектура і тим паче живопис, котрий використовував нетривкі матеріали. Хоча більшість скульптур того періоду була або знищена, або дійшла до нашого часу пошкодженою або в уламках. За припущеннями, деяка первісна і схематична скульптура розбивалась на шматки ще перед внесенням до могил. Активну роль в нищенні грецької скульптури зіграли фанатики-християни, котрі нищили пам'ятки нехристиян-язичників скрізь. Низка грецьких скульптур відома лише за уривками давньогрецької літератури чи в незграбних римських копіях. Розшуки, колекціонування і реставрація понівечених скульптур розпочались в добу італійського відродження, незважаючи на неточність, ненауковість реставрацій, що іноді міняли і її зовнішній вигляд, і тематичний зміст.
Давньогрецька скульптура як галузь наукових досліджень — все ще неповна, постійно розвивається і отримує нові матеріали та артефакти завдяки технічному прогресу, що привнесений і в наземну, і в підводну археологію.
Низка знищених пам'яток архітектури та скульптури (тоді як монументальний живопис за рідкісними винятками зник майже повністю) тим не менше не завадила створити умовну класифікацію давньогрецької історії та мистецтва та скульптури в її складі.
1. Так звана гомерівська Греція (XII — VIII ст. до н. е.), на цей період припали розвиток грецького епосу та первісних, примітивних пам'яток образотворчого мистецтва.
2. Архаїка (VII — VI ст. до н. е.) Період формування рабовласницьких міст-держав — полісів. Століття створення і розвитку давньогрецьких ідей та національної архітектури, скульптури, більшості художніх ремесел, розквіт поезії.
3. Класичний період, ранній і пізній (все V століття і частина IV ст. до. н. е.), період першого розквіту давньогрецького рабовласницького суспільства та зростання громадянської свідомості, активної участі в політиці полісів більшості вільних від рабства мешканців. На цей період припали розквіт філософії, поезії, театру і драми, піднесення архітектури та скульптури, повна перемога реалізму в образотворчих мистецтвах і в скульптурі. Політична криза спіткала лише полісне життя в кінці четвертого століття до н. е.
4. Еллінізм (кінець IV — I ст. до н. е.) Доволі тривалий період виходу з культурної кризи і поступове поглинання грецького культурного надбання сусідніми народами та войовничим Римом.
Відгомоном найкращих громадянських і демократичних надбань звучать слова присяги, котру давав вільний грек-громадянин у вісімнадцять років, стаючи повноправним громадянином держави : 
| Я не ганьбитиму священної зброї і не покину товариша-вояка. Обіцяю захищати і один, і разом з іншими все всяте і заповітне. Не зменшу міці і слави Батьківщини, а прагнутиму збільшити їх. Маю підкорятися існуючому уряду і законам, законам вже існуючим або наново виробленим. Якщо хтось кинеться нищити закони або не буде підкорятися їм, буду боротися з ним і один, і разом з іншими. Буду шанувати наші святині. В цьому да будуть мені свідками Боги [2]. |

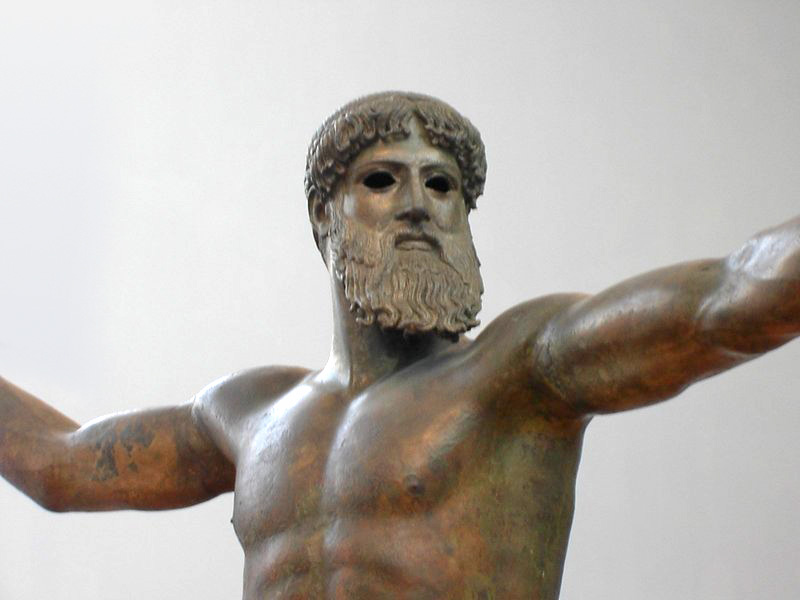
Голова бронзового бога з мису Артемісіон
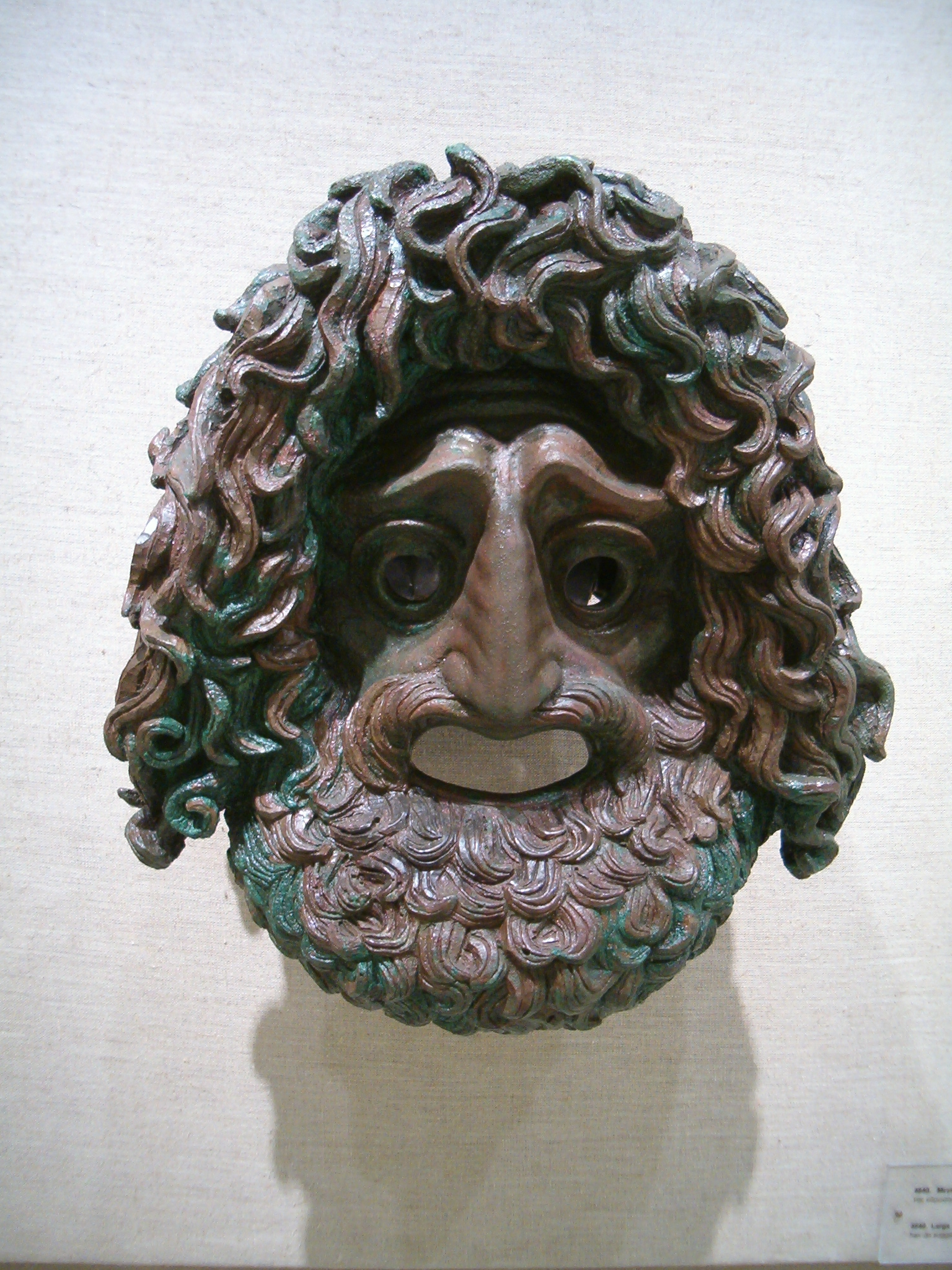
Трагічна маска актора, бронза, знахідка 1959 року. Музей в Піреї, Афіни
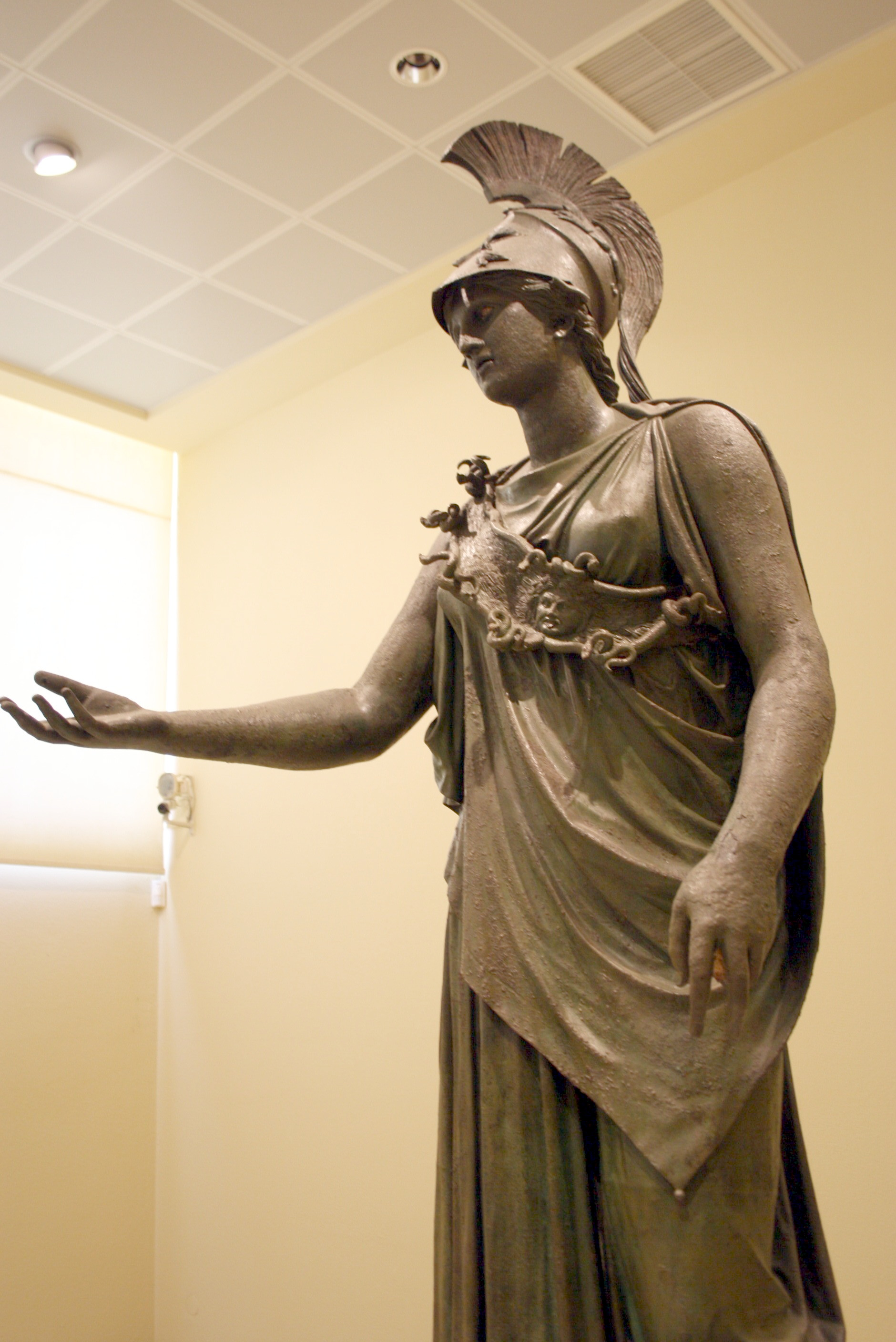
Афіна з Пірея, бронза, знахідка 1959 року. Музей в Піреї, Афіни.
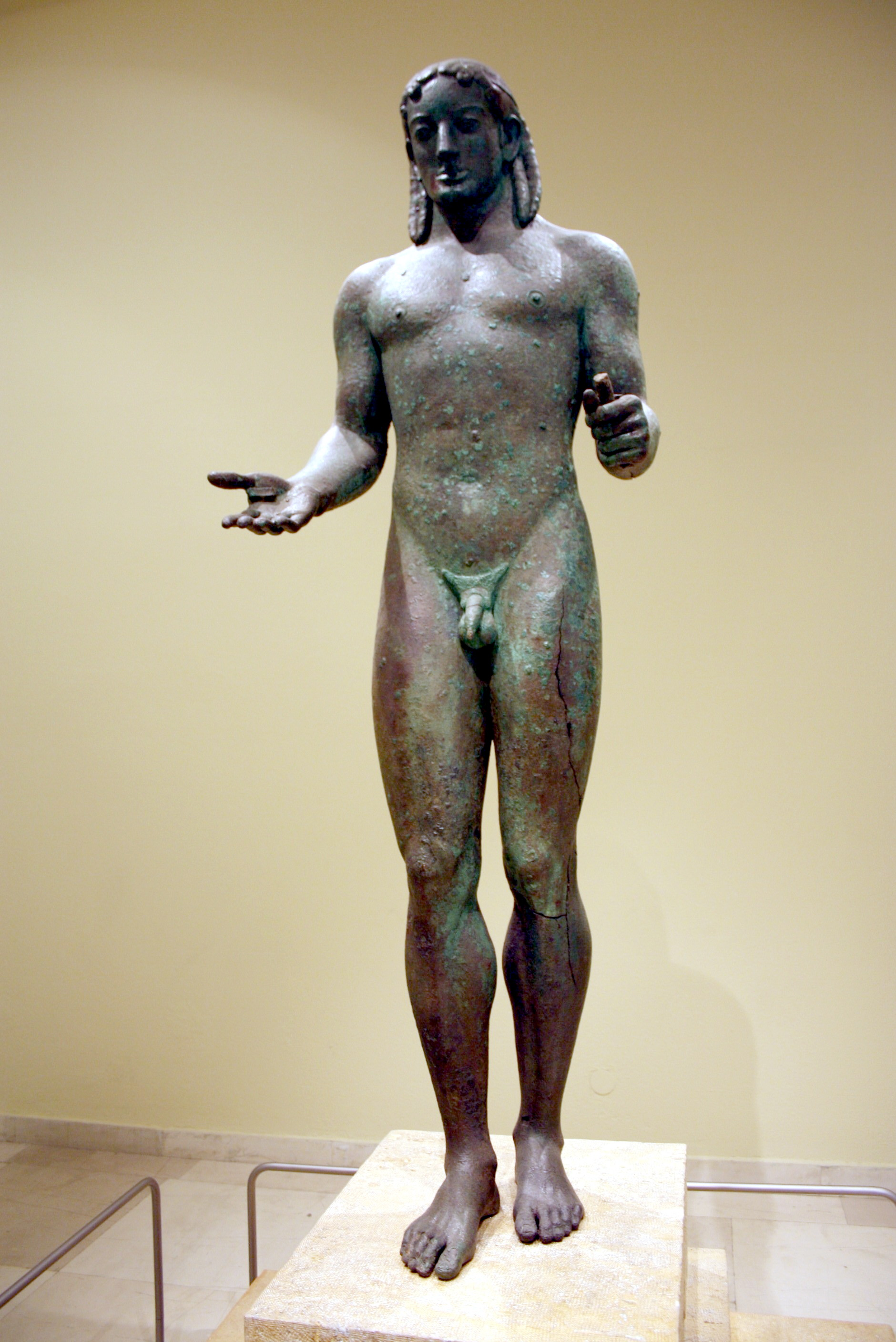
Бронзовий курос або Пірейський Аполлон, знахідка 1959 року. Музей в Піреї, Афіни.
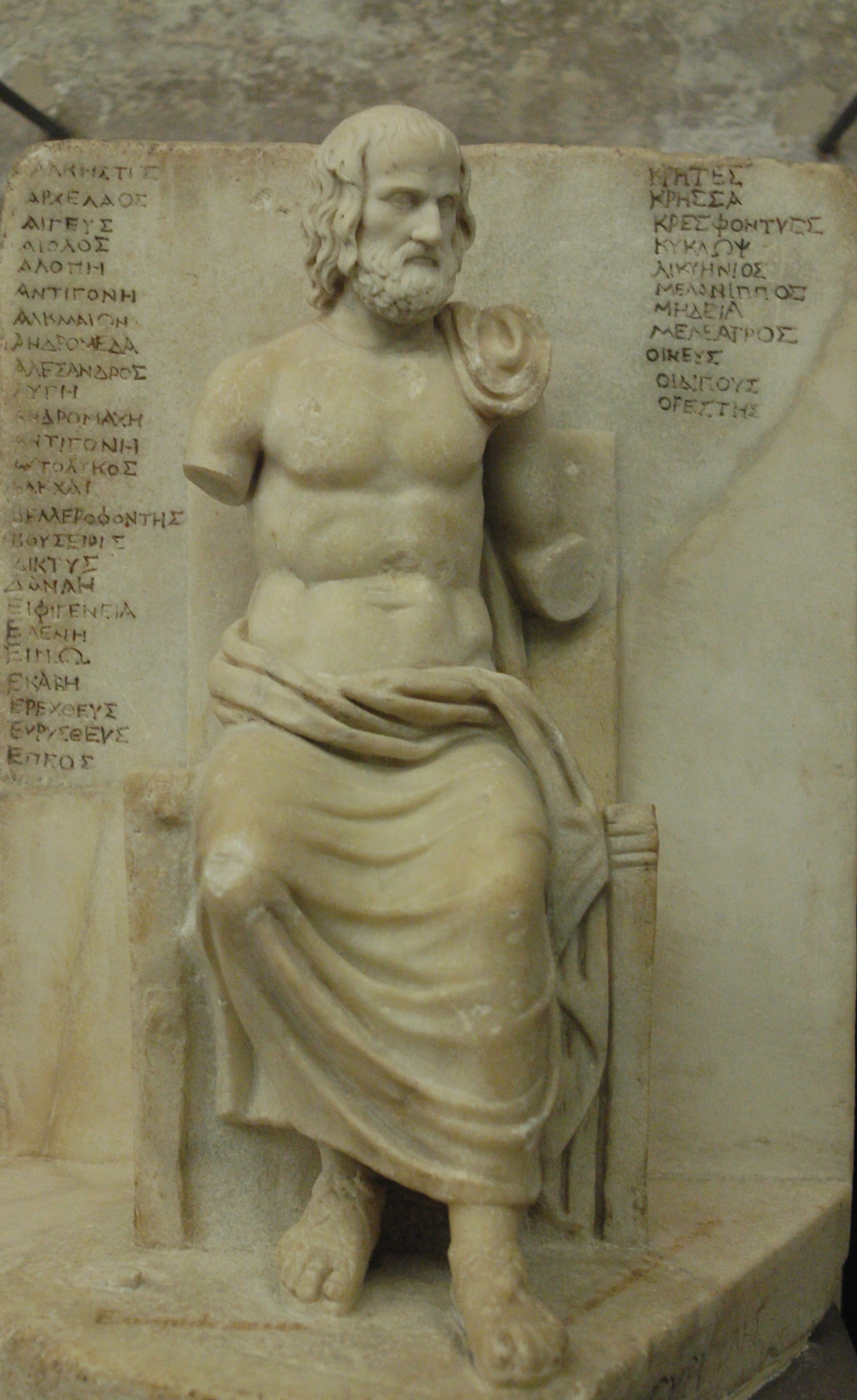
Евріпід. Скульптура знайдена 1704 р. на схилі Есквілин в Римі. Фігура ідентифікована за написом на постаменті. Обличчя відновлене за достовірним портретом з Неаполя. Лувр.
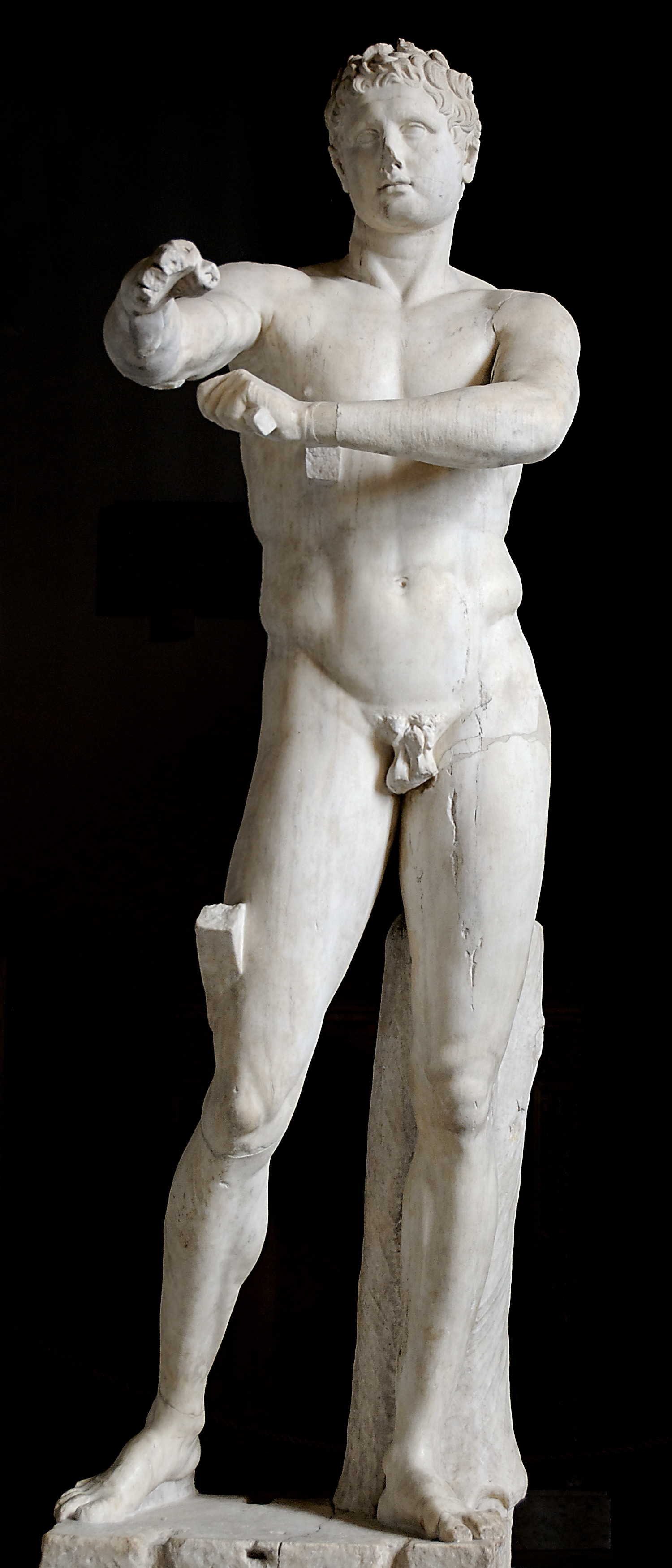
Ватиканський Апоксіомен. Знайдений у 1849 у Трастевере.

## Матеріали та техніки

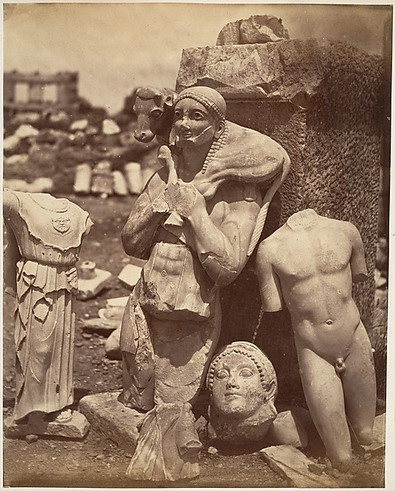
Невдовзі після розкопок на Акрополі, фото 1865 року зі скляного негативу.

Греція мала значні поклади глин, мармуру та копалин для виробництва міді та бронзи. Серед перших матеріалів для скульптури були глина та деревина. Але на кінець XX ст. надто мало відомо про давньогрецьку скульптуру з деревини.
Відомою сторінкою давньогрецької скульптури була хрисоелефантинна техніка. Саме вона потребувала значних матеріальних ресурсів і коштовних та екзотичних матеріалів — деревини, золота, слонової кістки. Так, цю техніку добре опанував скульптор Фідій, котрий створив в хрисоелефантинній техніці фігури Афіни для Парфенону та Зевса для храму в Олімпії. Але жодна зі скульптур майстра не була збережена, як не були збережені і свідоцтва про роки його життя тощо. Зрозуміло, що ця техніка не виникла раптово.
Велетень Зевс роботи Фідія сидів на визолоченому троні. Обличчя, шия та груди та руки були виконані з деревини і прикриті стулками різьбленої слонової кістки. Широкий плащ бога прикривав його тіло, а вінець на голові, зачіска і борода та сам плащ були визолочені.
Давньогрецька монументальна скульптура майже вся виконана з мармуру або бронзи. Бронзова скульптура стала улюбленою технікою давньогрецьких скульпторів на початку V ст. до н. е., коли ливарна техніка пройшла довгий шлях удосконалення. Оригіналів тої доби збережено мало, більшість відома за незграбними копіями давньоримського періоду. Але нові розкопки та підводна археологія надали можливості віднайти та реставрувати нові артефакти грецьких оригіналів доби класики. Бронза належить до досить довготривалих матеріалів навіть в уламках, що дозволило вдало реставрувати знайдені на суходолі чи в морі фігури. Гірше зі знахідками на суходолі. В століття середньовіччя робили розшуки старої бронзи заради переливання в зброю чи господарське знаряддя.
Не мали покладів мармуру лише колонізована греками Сицилія та Південна Італія. До цього скульптори працювали з пісковиком, особливо в період архаїки.
Для підсилення враження від готових скульптур звертались до розфарбування. Його використовували і для архітектурних споруд, і для давньогрецьких скульптур. Нові дослідження поверхні Парфенону та оригінальних скульптур ультрафіолетовим опроміненням, мікроскопія пігментів і їх хімічний аналіз упевнено довели, що розфарбування використовували постійно. Так були спростовані висновки Вінкельмана та його прибічників, що вважали неприпустимою тезою — розфарбування скульптур в античності.

## Скульптура гомерівського періоду
Серед найраніших знахідок давньогрецьких скульптур — теракотова фігура кентавра, знайдена на острові Евбея і датована 920 р. до н. е. Теракота була розбита і похована у двох могилах. Одна нога кентавра має зображення шраму, що надало підстави дослідникам рахувати теракоту зображенням Хірона, що мав рану від стріли Геракла. Якщо це так, то дослідники мають справу з першим свідоцтвом про міф в давньогрецькій скульптурі.
Незабаром після закінчення Троянської війни із північних районів Балкан на Грецію хлинули дорійці (див. Дорійське вторгнення), які захоплювали, грабували та палили ахейські міста. Довше за інші протримались Мікени, проте і вони пали наприкінці XII століття до н. е. Зі знищенням грецьких міст загинула уся їх культурна спадщина того часу. Дорійці, щоправда, сприйняли релігійно-міфологічні уявлення своїх попередників, ремісничі традиції в кераміці та дрібній пластиці, але в цілому створили нову культуру. До XI століття до н. е. дорійці заселяли вже весь Пелопоннес. Ранній період їх історії називають гомерівським, оскільки приблизно наприкінці IX століття до н. е. — на початку VIII століття до н. е. були створені епічні поеми «Іліада» та «Одіссея», що нині приписуються авторству Гомера.
В цю добу формувалася складна система світобачення греків, яка знайшла своє відображення в їх унікальній міфології, тому майже все мистецтво цього періоду звернене сюжетами до міфології та її персонажів і героїв. Поетична фантазія стародавніх греків і нині продовжує впливати на нові покоління, невипадково давньогрецькі міфологічні сцени залишаються популярними темами навіть у сучасному мистецтві.
Монументальна скульптура гомерівської доби (окрім поодиноких і випадкових зразків) — не збережена. Відомості про її наявність є в уривках літературних творів старовинних авторів. Первісно це були грубо оброблені дерев'яні ідоли — ксоани. Ксоан — примітивна скульптура культового призначення, характерний для монументального мистецтва у Стародавній Греції архаїчної епохи, попередник культової статуї. На більш ранніх стадіях — дерев'яний стовп, розфарбований, прикрашений квітами і тканинами ідол, що втілював божество.
Найвідоміший ксоан палладій, який зберігався в Ерехтейоні Афінського акрополя.
За свідченнями стародавніх істориків, у ксоанів очі були зімкнені, а руки притиснуті до боків. За часів Павсанія (II століття н. е.) їм ще поклонялися в деяких храмах. Пофарбовані у білий колір або розфарбовані кіновар'ю, вони були священні, і їх дбайливо зберігали, іноді у них був цілий власний гардероб. Скептики над ними сміялися, простий люд — свято шанував.

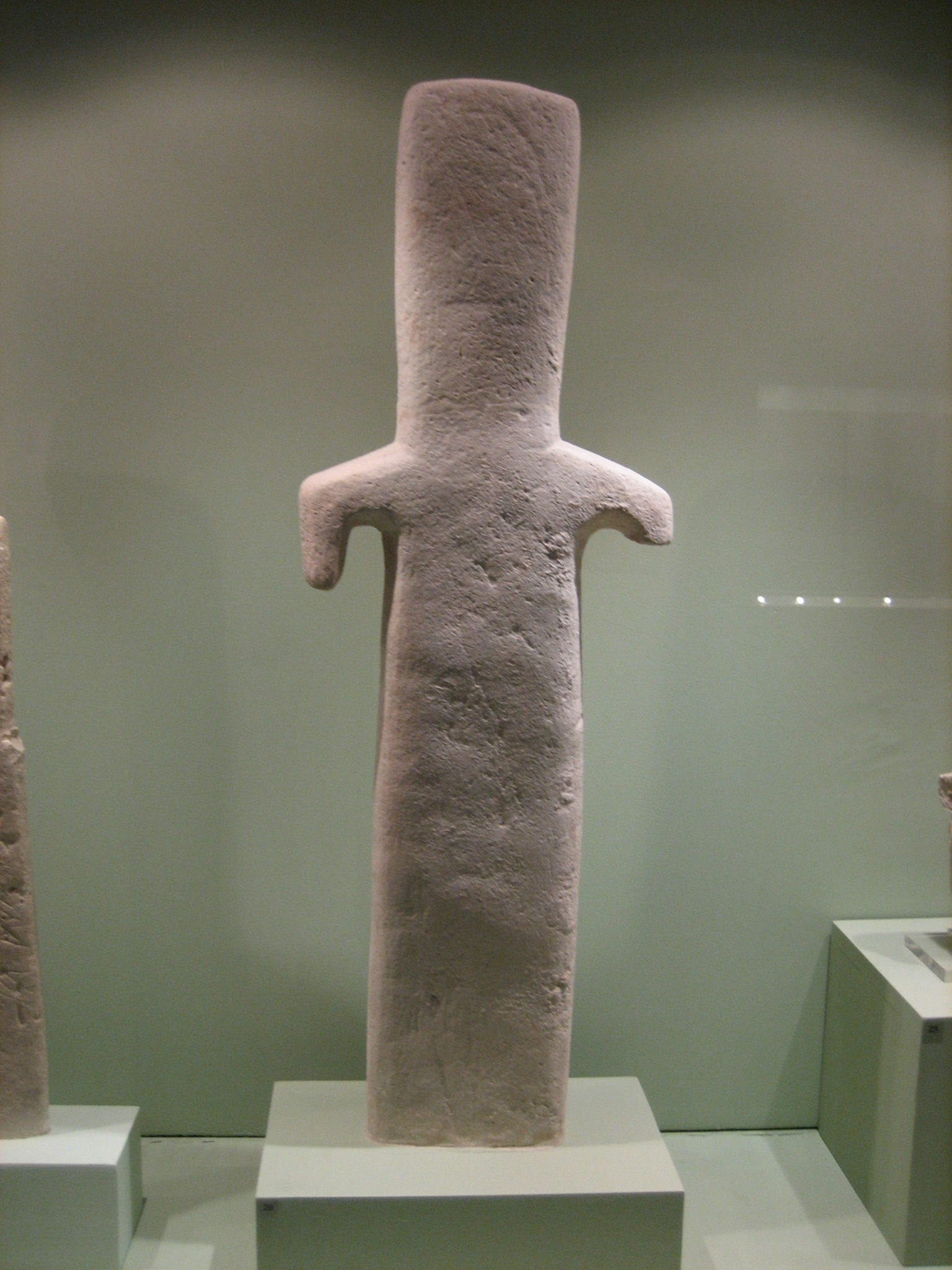
Ксоан кікладської доби. 1900–1800 рр. до н. е., Музей Кікладського мистецтва, Афіни
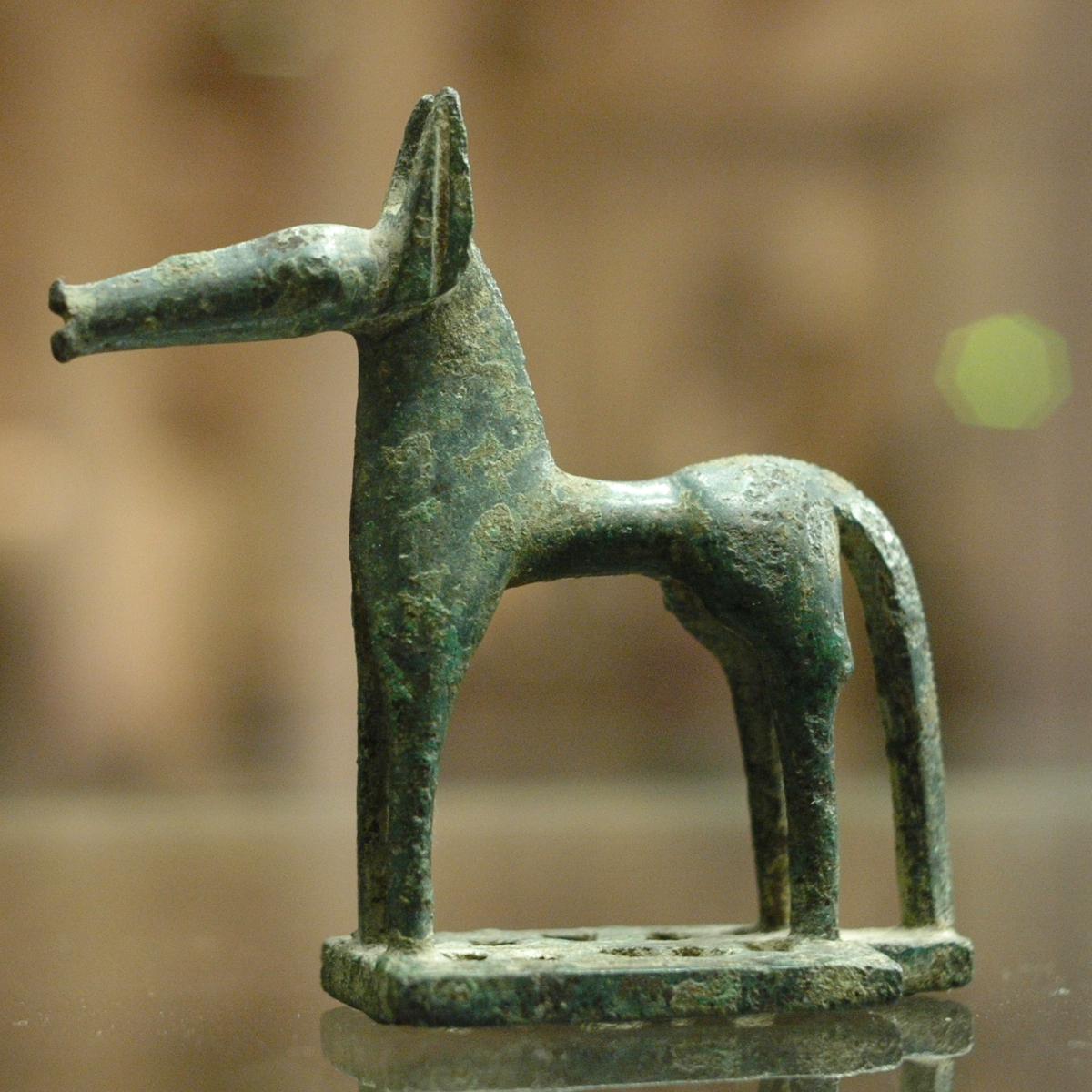
Скульптурка з розкопок в Олімпії, бронза. Восьме ст. до н. е.
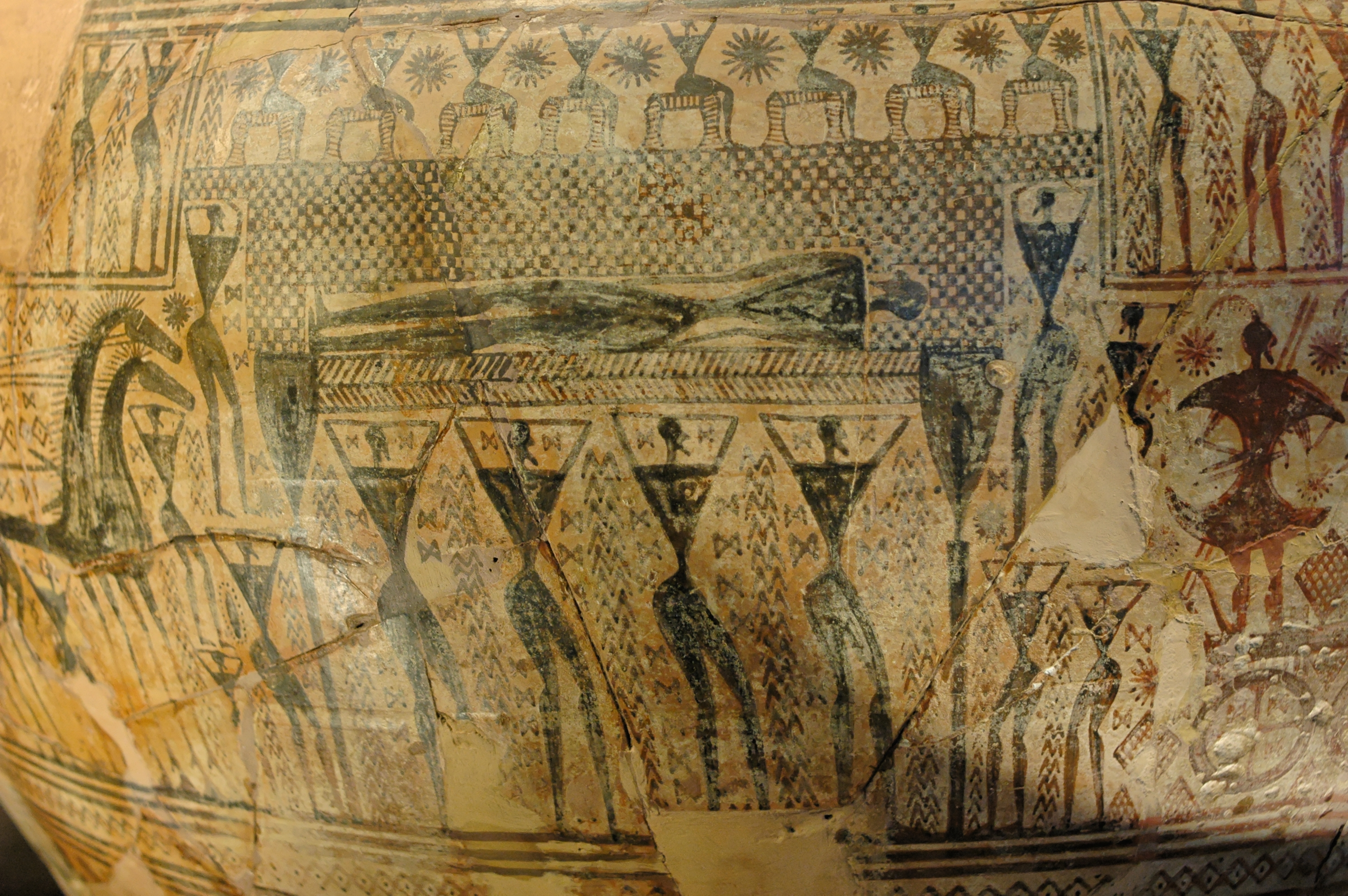
Дипілонська амфора — взірець геометричної кераміки, VIII ст. до н. е.

## Скульптура доби грецької архаїки

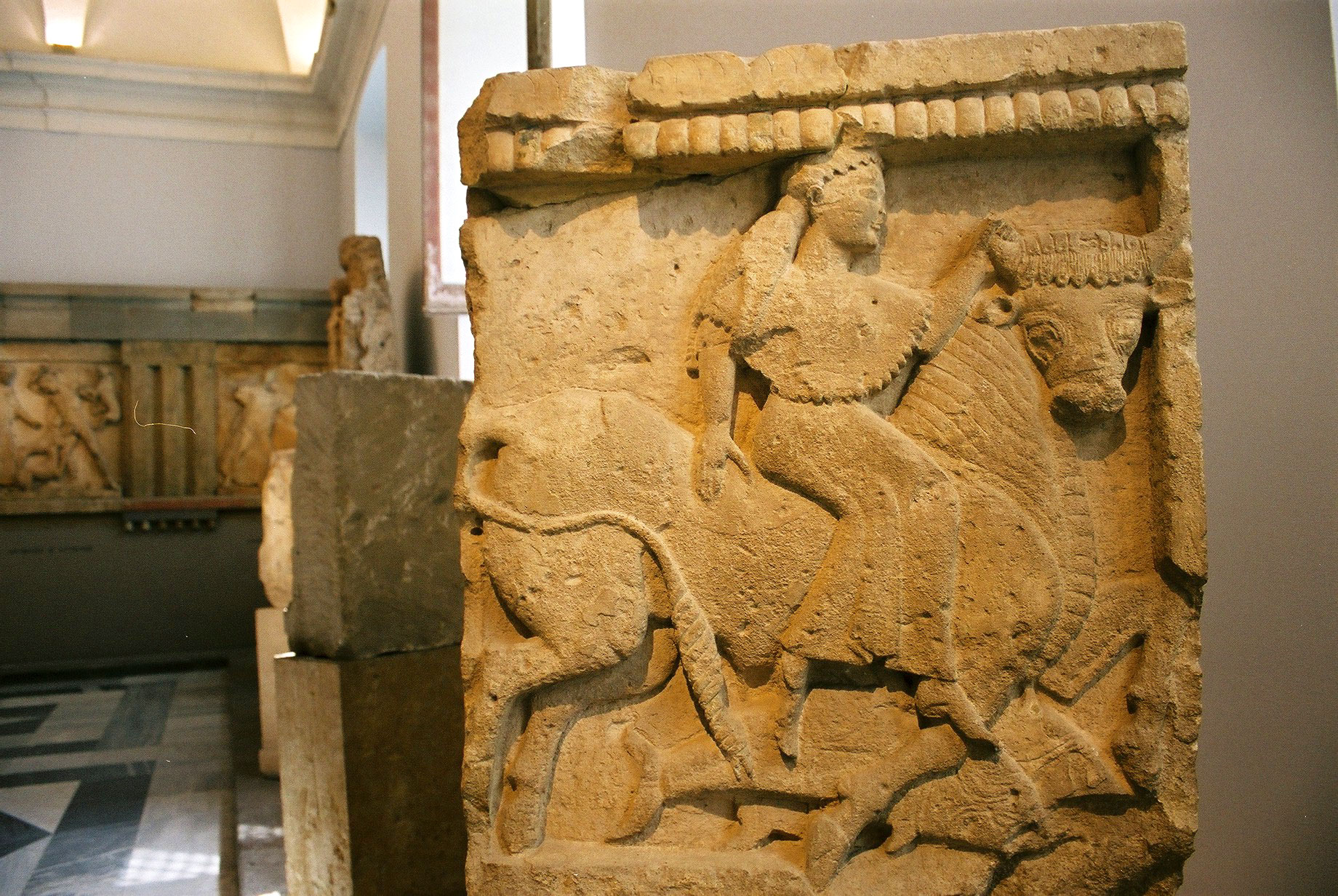
Метопа доби архаїки, Селінунт, Регіональний археологічний музей Антоніо Салінаса (Палермо)

За висновками дослідників, давньогрецькі скульптори надихались скульптурами, баченими у ассирійців та у єгиптян, адже їх цивілізації були старішими за грецьку. Запозичення, однак, не було точним, а більш динамічним і своєрідним. Фігури давньогрецьких скульпторів розділяють на три групи —
- Жінки, що сидять (уособлення богинь?)
- Кора — зображення молодої дівчини в довгому одязі із ретельно-схематичним відтворенням одягу і зачісок.
- Курос — оголена юнацька фігура без жодного одягу і без зброї. Куроси найбільше зберегли впливи східних скульптур — звідси фронтальна подача і скутість фігури, повний зріст, розмір часто більший за людський, поставлена вперед ліва нога, руки вздовж тулуба тощо. Всі фігури з рисами узагальнення і спрощення, м'язи позначені натяками. Згодом обличчя скульптур починають озброювати так званою архаїчною усмішкою.

Створенню скульптур передувала архітектура. Відомо, що перший храм Гери спорудили близько 800 р. до н. е. на острові Самос. Другий храм Гери на Самосі пов'язаний з виникненням храмової архітектури на початку VII ст. до н. е. Саме його вважають раннім прикладом грецького храму в його чистій і закінченій формі.
Третій храм на Самосі, Герайон, пов'язаний з діяльністю архітекторів-братів Ройка та Феодора. Вони були як архітекторами, так і інженерами, торевтами та скульпторами. Вони заклали практичні основи споруд на вологих та болотяних ґрунтах. З ними пов'язують і віднайдення техніки виливання бронзових скульптур у формах. Можливо, це вдале запозичення бронзоливарної техніки з Сирії.
Власна школа скульпторів склалась і на острові Крит. Античні міфи з захопленням розповідали про винаходи архітектора і інженера Дедала. Існування Дедала сумнівне, але хтось був його прототипом. Так, учнями Дедала вважають Дипойна та Скилла, котрі працювали в декількох грецьких центрах в VII ст. до н. е.
Окрім Криту відомо щонайменше п'ять інших центрів виготовлення скульптур в Егейському регіоні — Парос, Хіос, Наксос, Самос та Мелос. Скульптурні майстерні на Наксосі вважають найстарішими. Саме в них були спроби створити і завеликі скульптури. На Наксосі знайдена скульптура-заготівка одинадцяти метрів довжиною, котра досі лежить в кам'яному кар'єрі. Скульптори-вихідці з Наксоса працювали на сусідньому Делосі, котрий був релігійним центром іонійського регіону з середини VII ст. до н. е. До творів скульпторів з Самоса належить Гера Герама, одягнена в тонкий хітон та товстий гіматій. Самос був перехрестям різних культурних впливів сходу і суто Греції. Ймовірно, що через Самос в грецькі сакральні споруди потрапляли східні вироби з бронзи, котрі з початку VII ст. до н. е. вплинули на грецьких ремісників і сприяли появі нового стилю — орієнталізуючого.
Вагомим був і внесок в розвиток скульптури з майстерень острову Хіос. Збережені відомості про родину скульпторів з Хіосу, започатковану Міккіадом. Скульпторами були його син Архерм та онуки Афен та Бупал, що працювали на островах Делос, Лесбос та ін. Їх твори помітно вплинули на твори скульпторів Аттики, котрі в VI ст. до н. е. запозичили іонійські знахідки та пристосували їх під власні завдання.
З початку VI ст. до н. е. уславились і скульптурні майстерні острова Парос. Вони користувались покладами місцевого, пароського мармуру. Саме майстрів з Паросу запрошували на працю до себе урядовці міста Афіни. Продукція пароських скульпторів — куроси та кори, відомі пластичними контурами та емоційністю, такими відмінними від стриманої та схематичної продукції майстерень Кіклад.
У VII ст. до н. е., коли з'явилися перші статуї людини в повний зріст, куроси використовувались з подвійною метою. У храмах вони були втіленням вотивних обіцянок видатних еллінів, чому свідоцтво — написи, які часто зустрічаються на їх постаментах. Крім того, їх також ставили на цвинтарях, щоб позначити могили шляхетних громадян. На кладовищах ці куроси зображували покійних, як грецький ідеал мужності. У найбільш ранній період, ймовірно, куросам приписували магічні здібності, і вони могли бути уособленням Даймона богів (традиція, що збереглася і в наступні часи). Курос ніколи не був портретом якогось конкретного індивідуума. Приміром, один з відомих куросів служив надгробком Кроісосу (Kroisos), афінському солдатові, і на постаменті його написано: «Зупинись і погорюй перед пам'ятним каменем Кроісоса, тепер покійного». Давньогрецьке слово «пам'ятний камінь» — sema, вжите тут, показує, що цей Курос був символічною репрезентацією воїна, а не його портретом.
Мистецтво доби грецької архаїки мало здатність до динамічного і плідного розвитку — і не було застиглим чи консервативним, незважаючи на назву «Архаїка» (тобто старе і маловартісне). Воно поступово розвивалось і збагачувалось як в технічному, так і в художньому значенні. Деякі види мистецтв виривались вперед, особливо архітектура і живопис. Найбільші досягнення були у вазопису (Чорнофігурний вазопис), динамічному, здатному відтворити візуально значне коло ідей, міфічних чи побутових сцен, спортивних змагань, сцен боїв і сакральних свят.

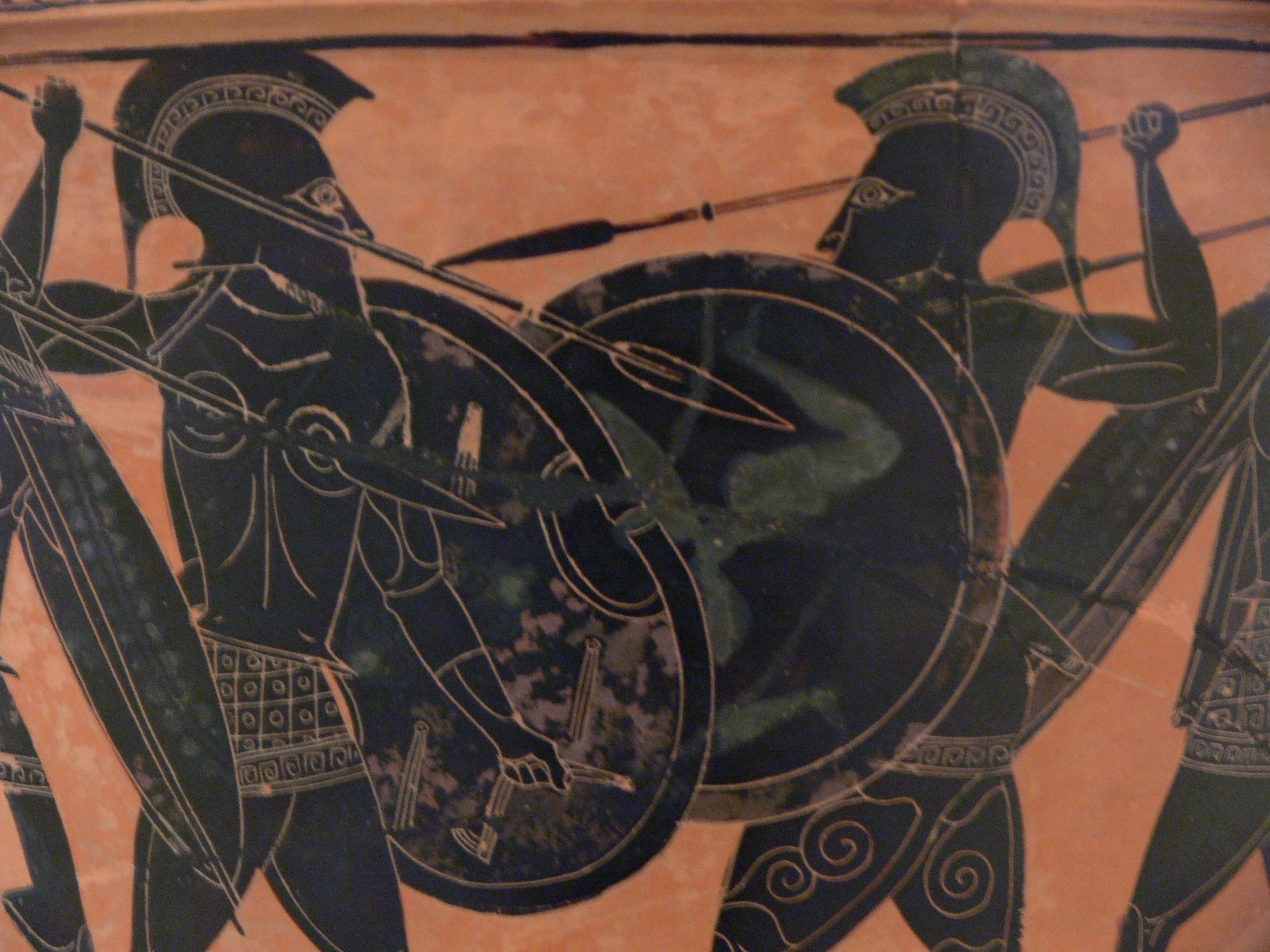
Фрагмент амфори:гопліти з аспісами, Національний археологічний музей Афін
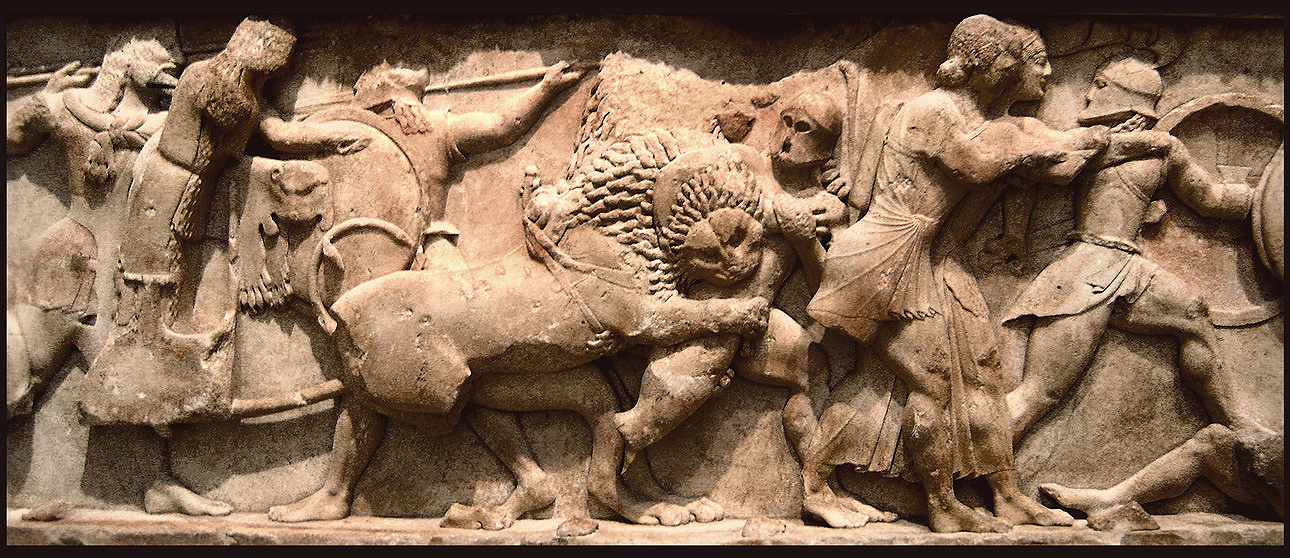
Фриз з колишньої Сифніанської скарбниці «Боротьба з гігантами», бл. 525 до н. е., Археологічний музей, Дельфи
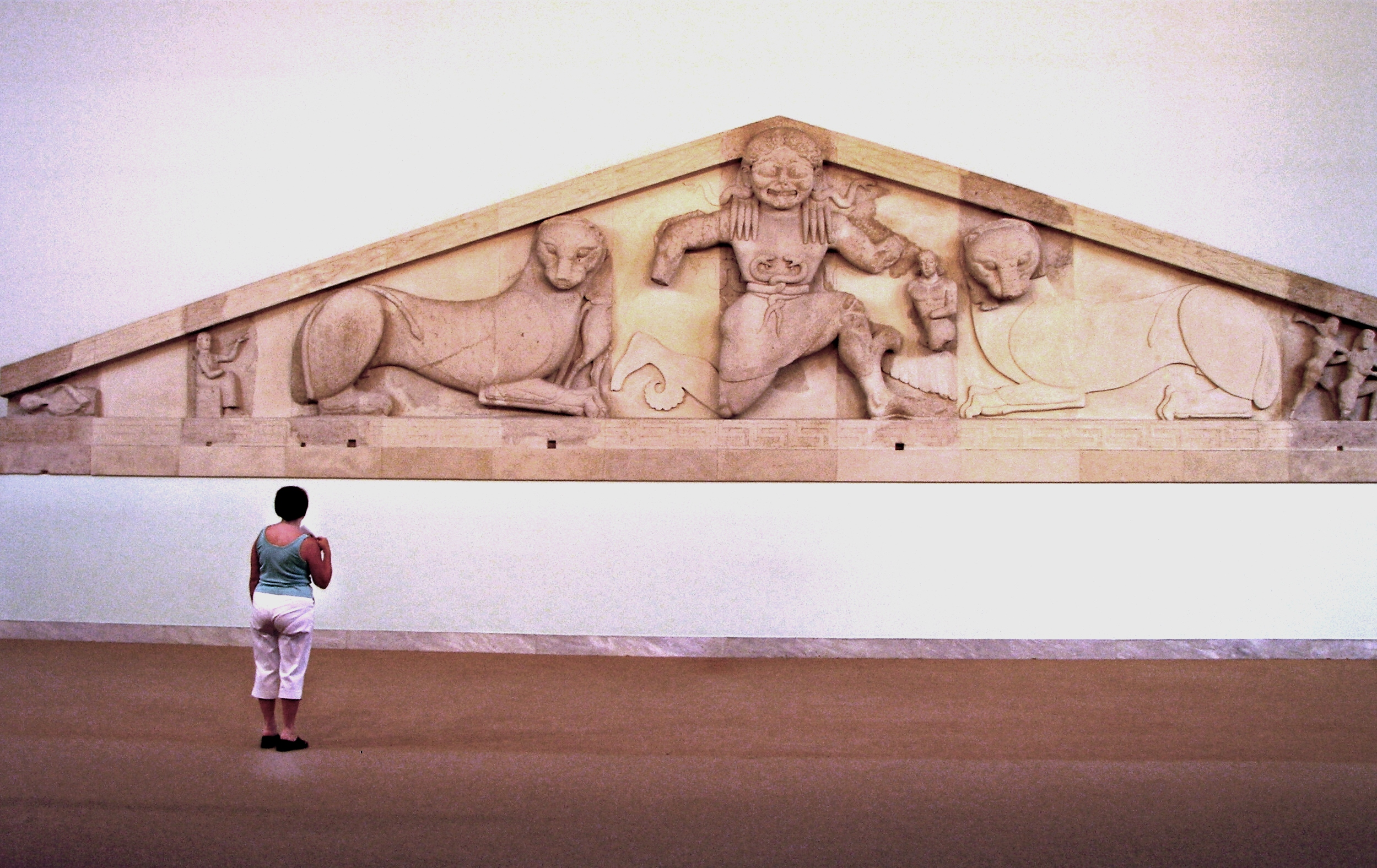
Фронтон храму Артеміди з Медузою Горгоною, бл. 590 до н. е., (Керкира, музей)
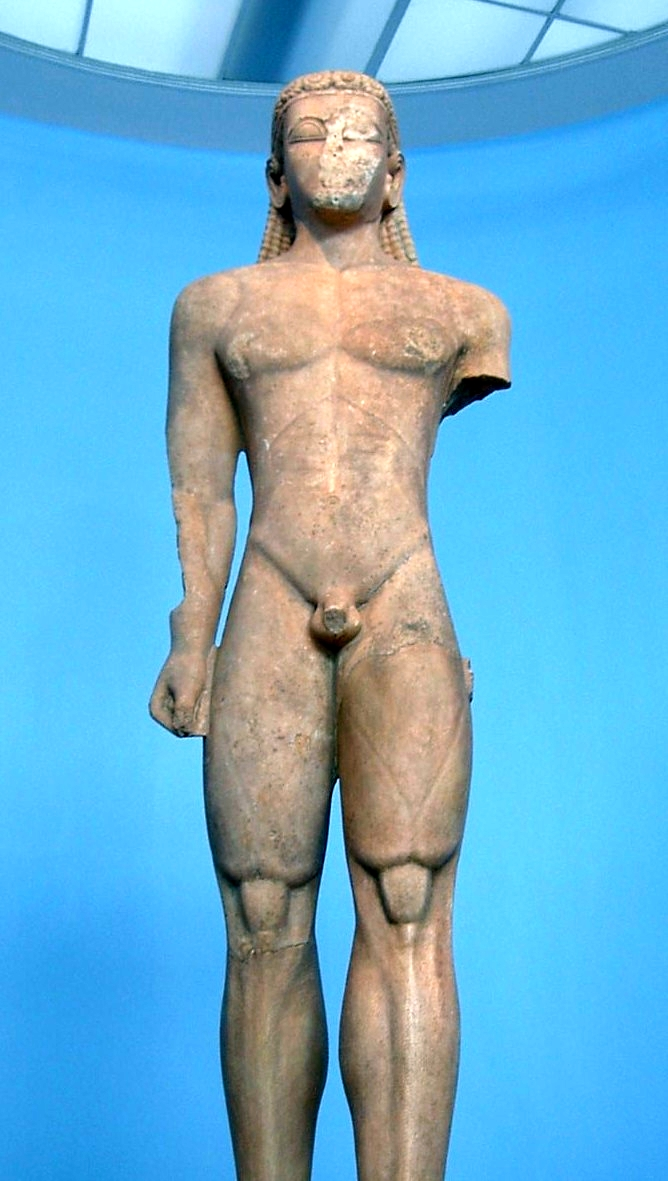
Курос, знайдений на мисі Суніон, вис. 3,05 м. Обітниця-посвята богу Посейдону. Мармур з острову Наксос, бл. VI ст. до н.е. Національний археологічний музей (Афіни)
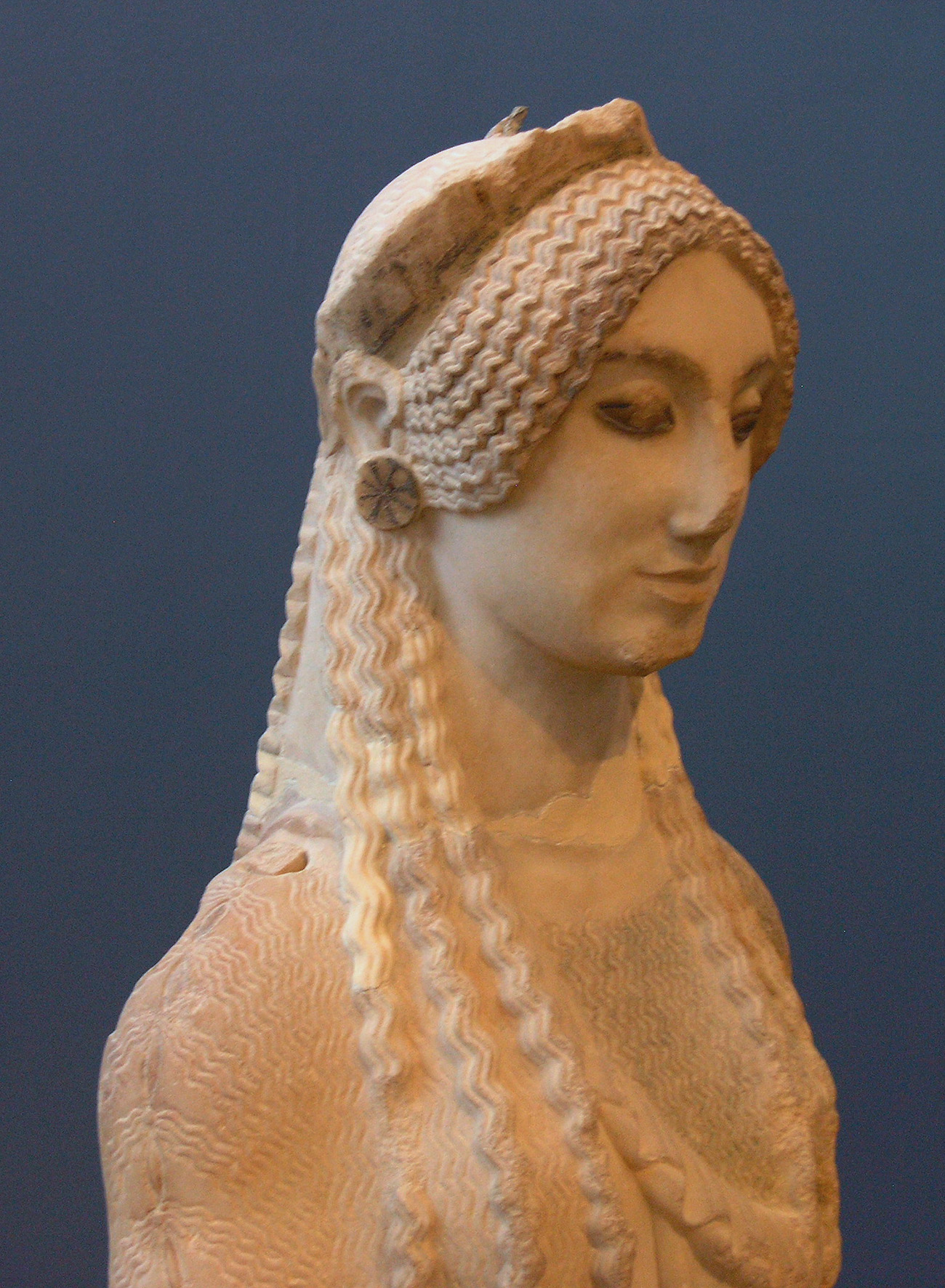
«Кора № 674» Афінського акрополя
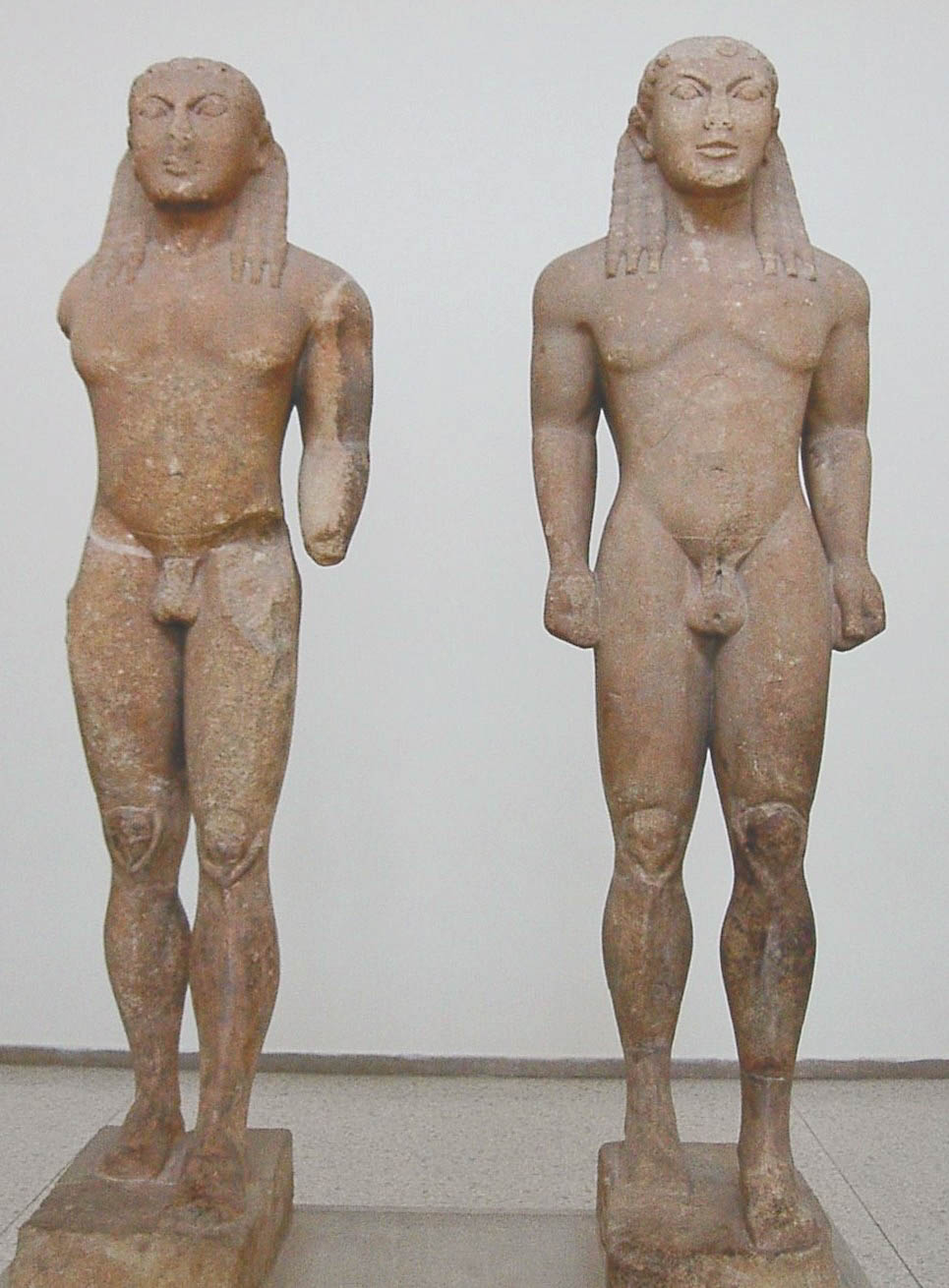
Клеобіс і Бітон, куроси архаїчного періоду, бл. 580 до н. е., Археологічний музей Дельфи.
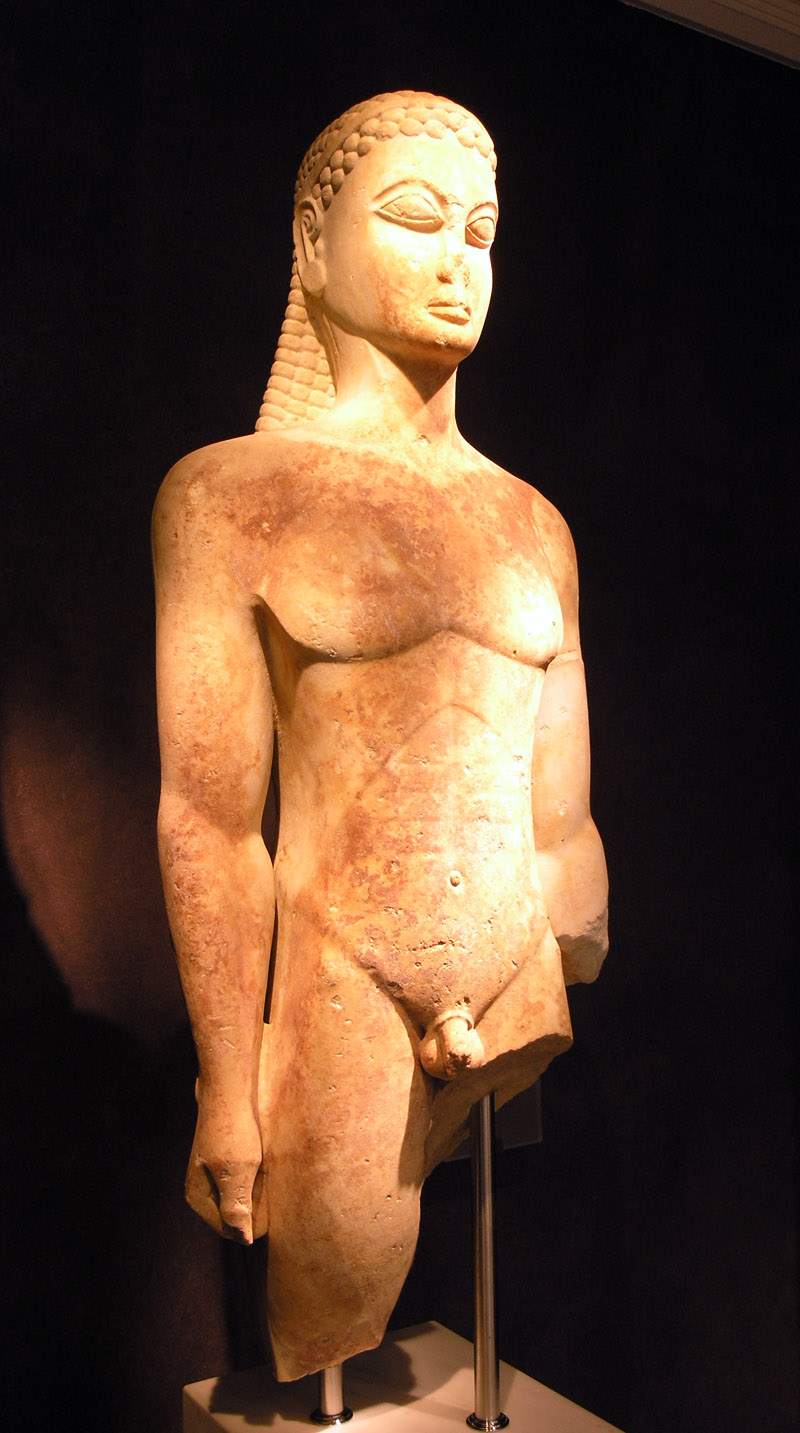
Дипилонський курос, знайдений 2002 року, бл. 600  до н. е., Афіни, Музей Керамікос.
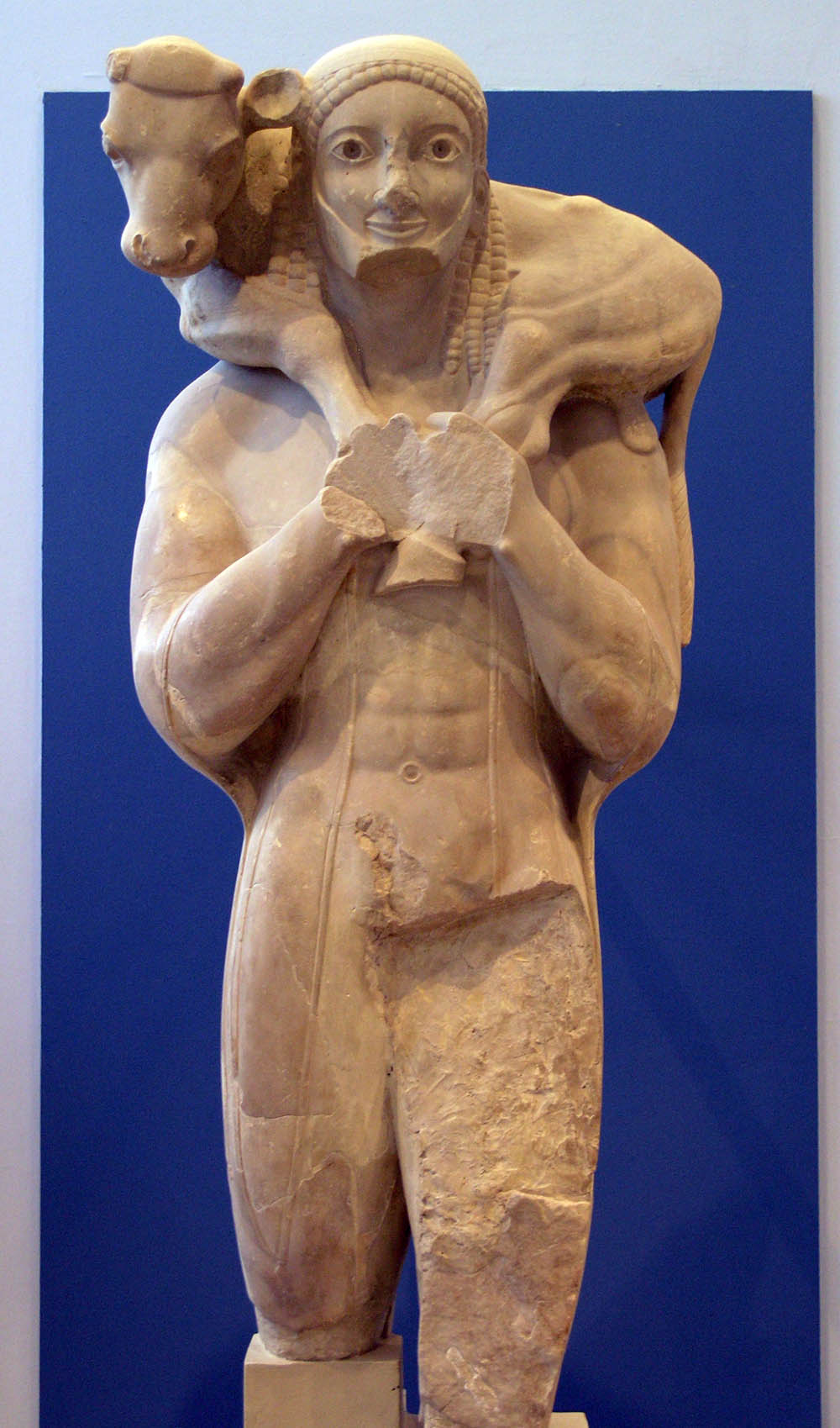
Атлет з телям, бл.. 570 до н. е., Афіни, Музей Акрополя.
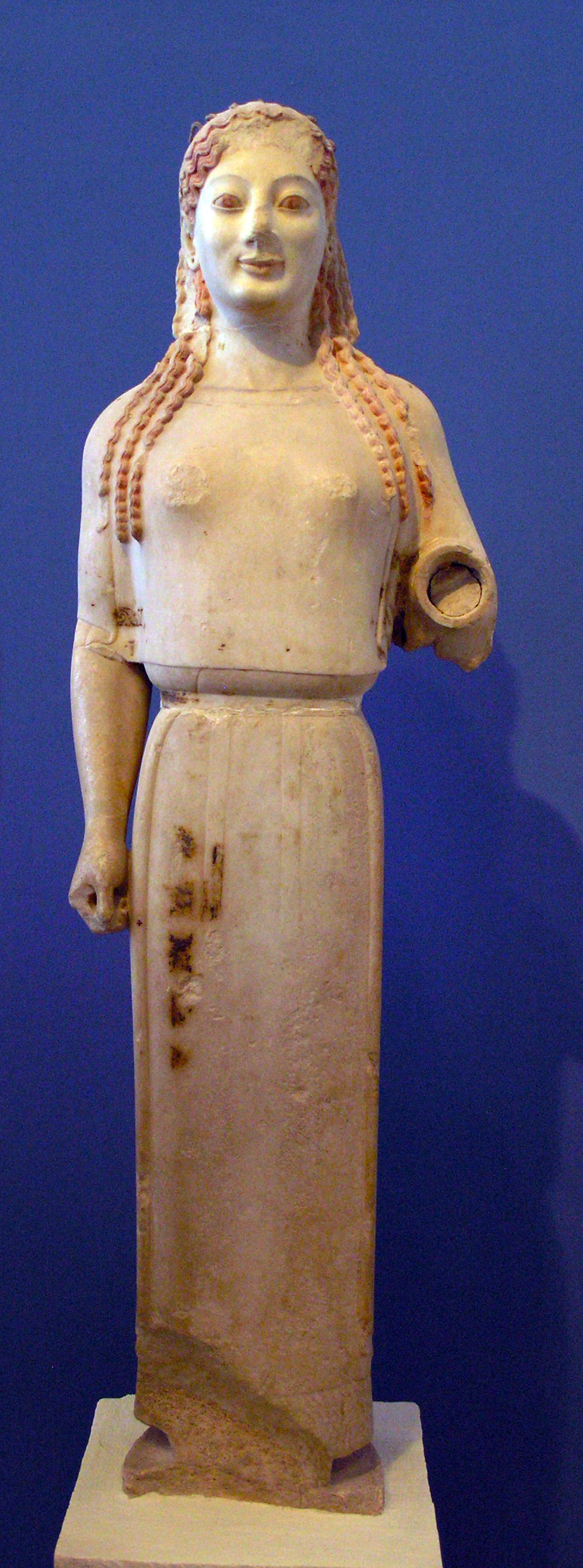
Кора в пеплосі, бл. 530 до н. е., Афіни, Музей Акрополя.
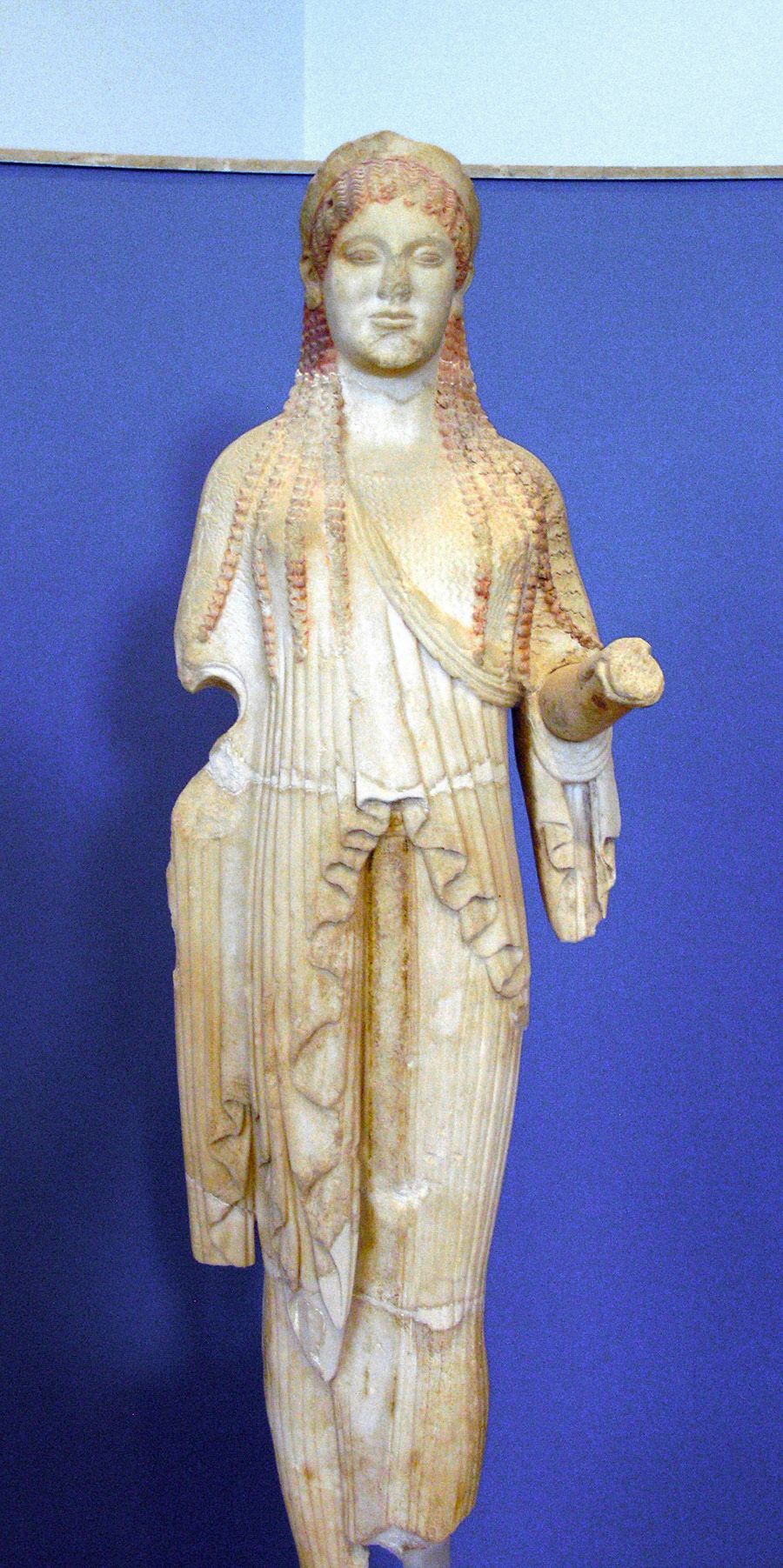
Афінська кора, бл. 500–490 до н. е., Афіни, Музей Акрополя.
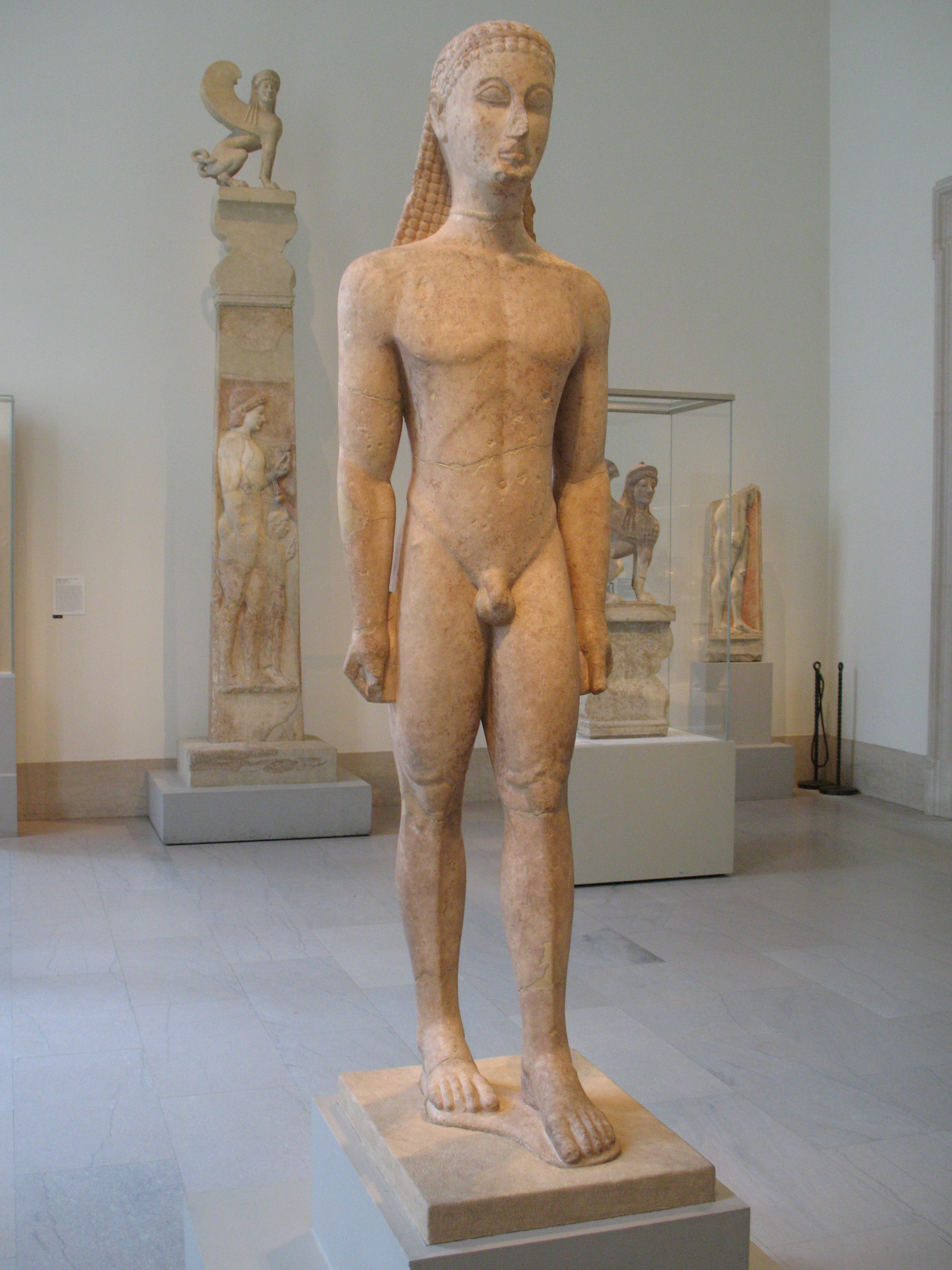
Курос, Аттика, 580 до н. е., Музей мистецтва Метрополітен
Надгробкова стела з атлетом і малою дівчинкою (верхня частина), 530-і до н. е. Музей мистецтва Метрополітен
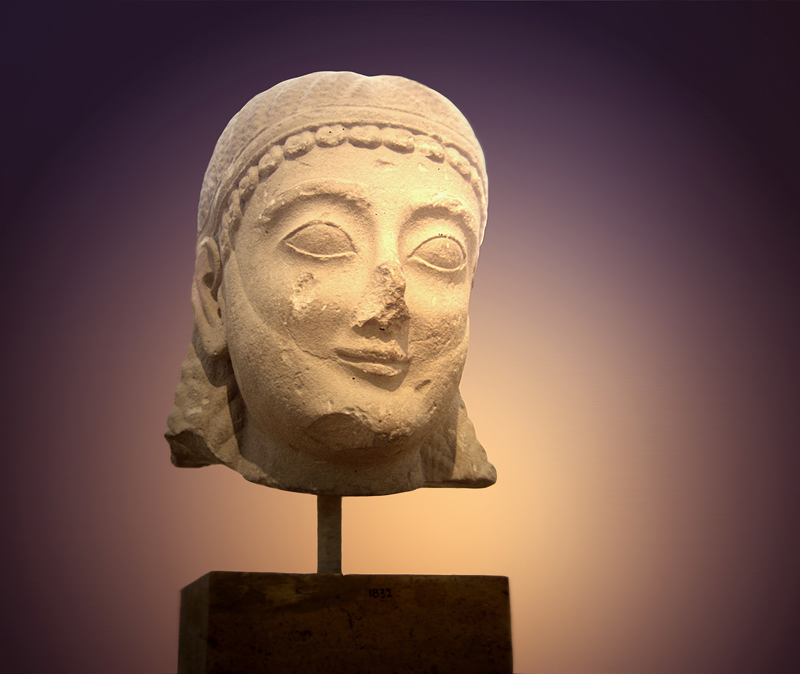
Голова куроса, Національний археологічний музей (Афіни)
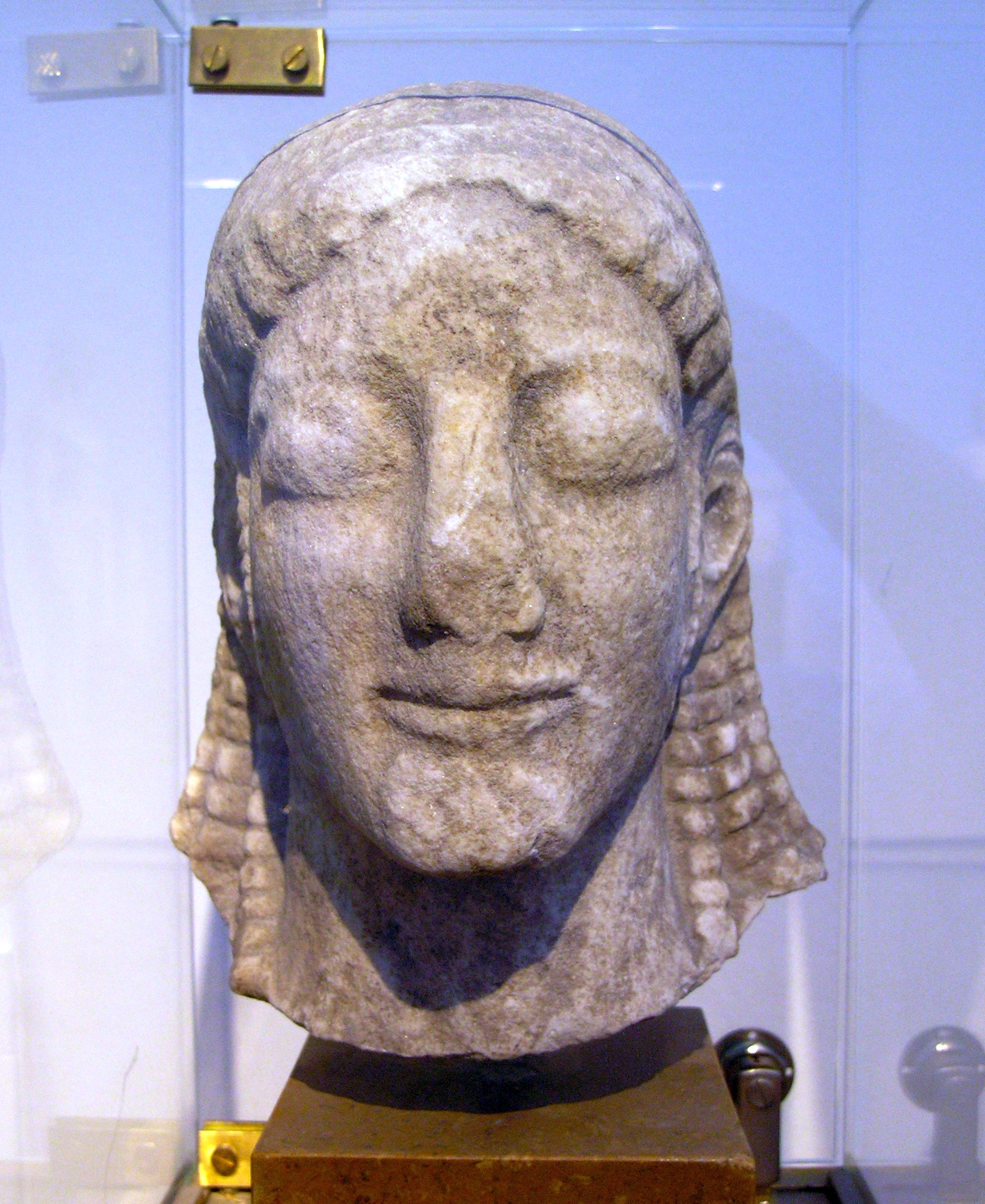
Курос Аполона
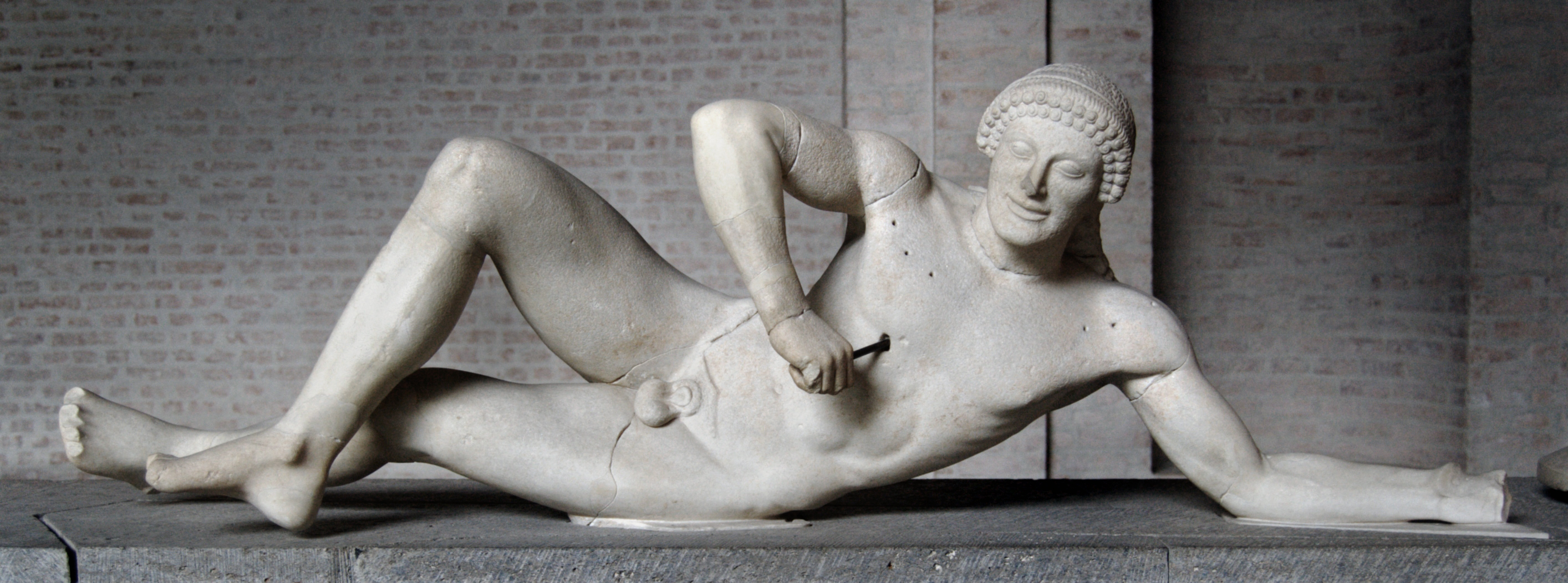
Повержений троянський воїн, скульптура W–VII західного фронтону храму Афаї на острові Егіна, Мюнхенська гліптотека, бл. 50–500 до н. е.
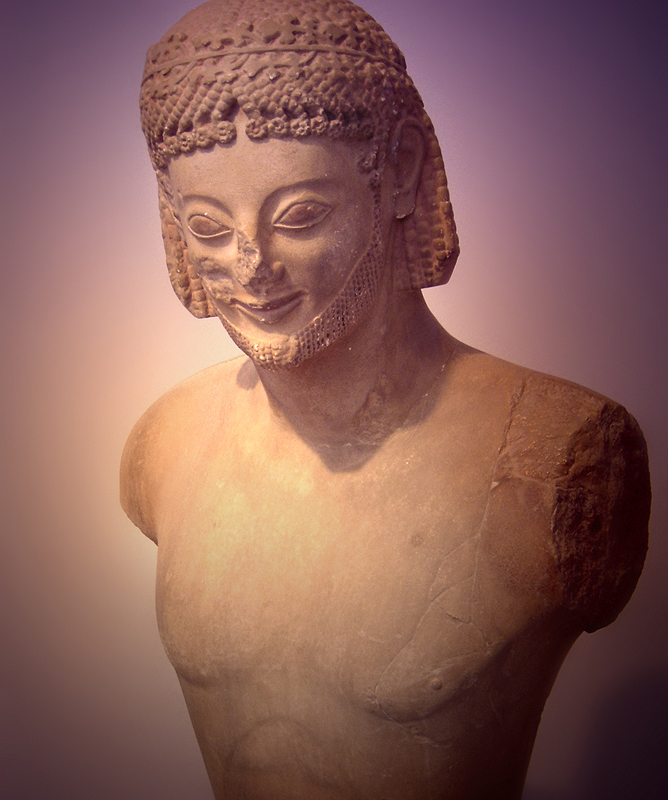
Давньогрецька скульптура «Вершник Рампен», Лувр, 560 до н. е.
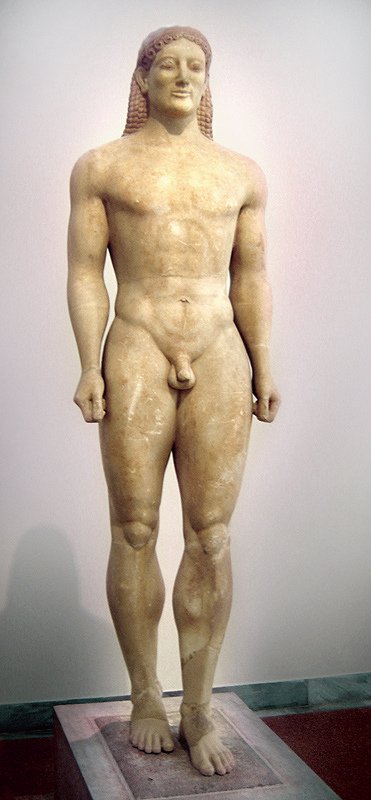
Кройсос Курос, Національний археологічний музей (Афіни), 520 до. н. е.
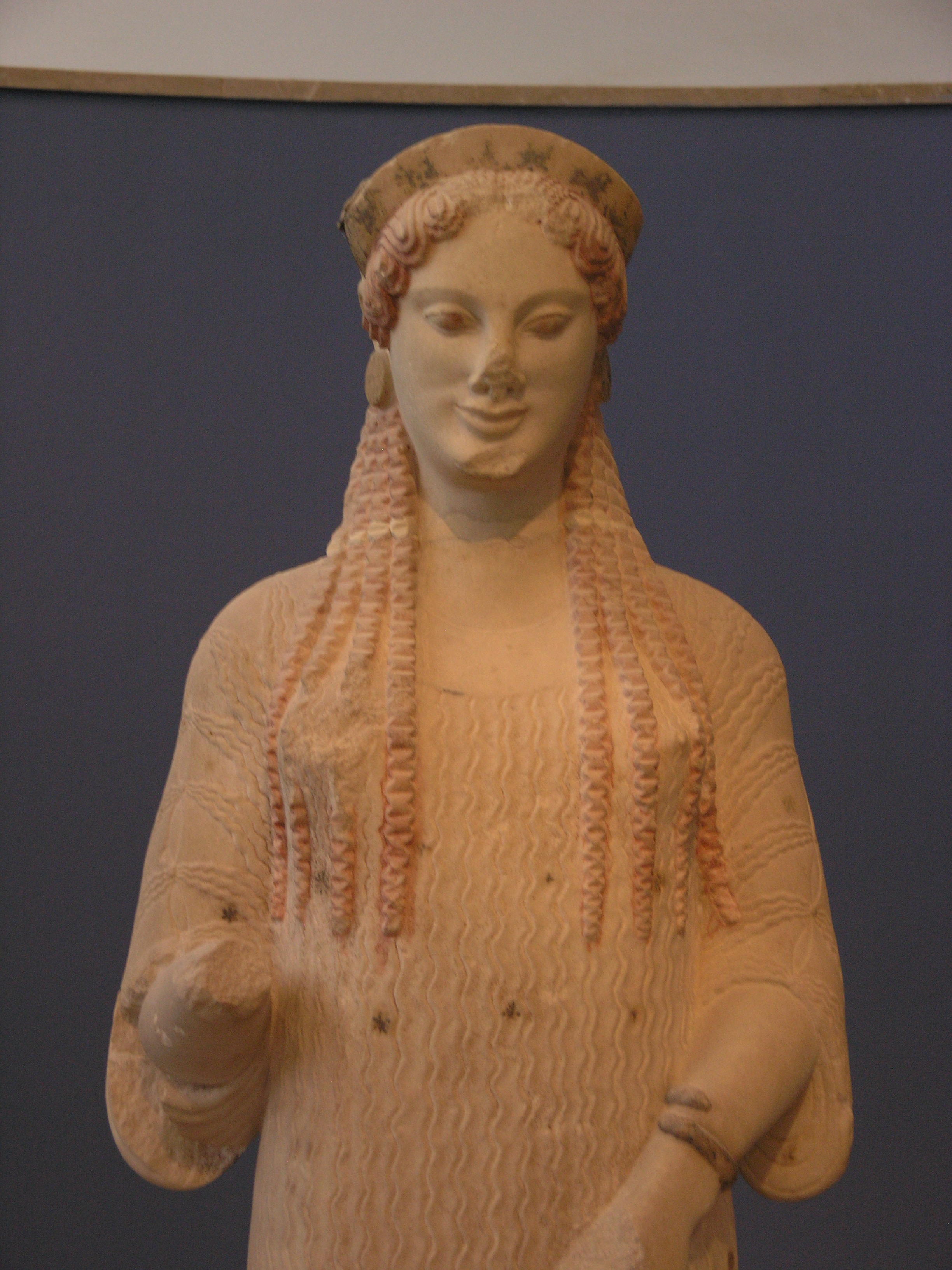
Пеплофорська кора, Новий музей Акрополя, 520–510 до н. е.
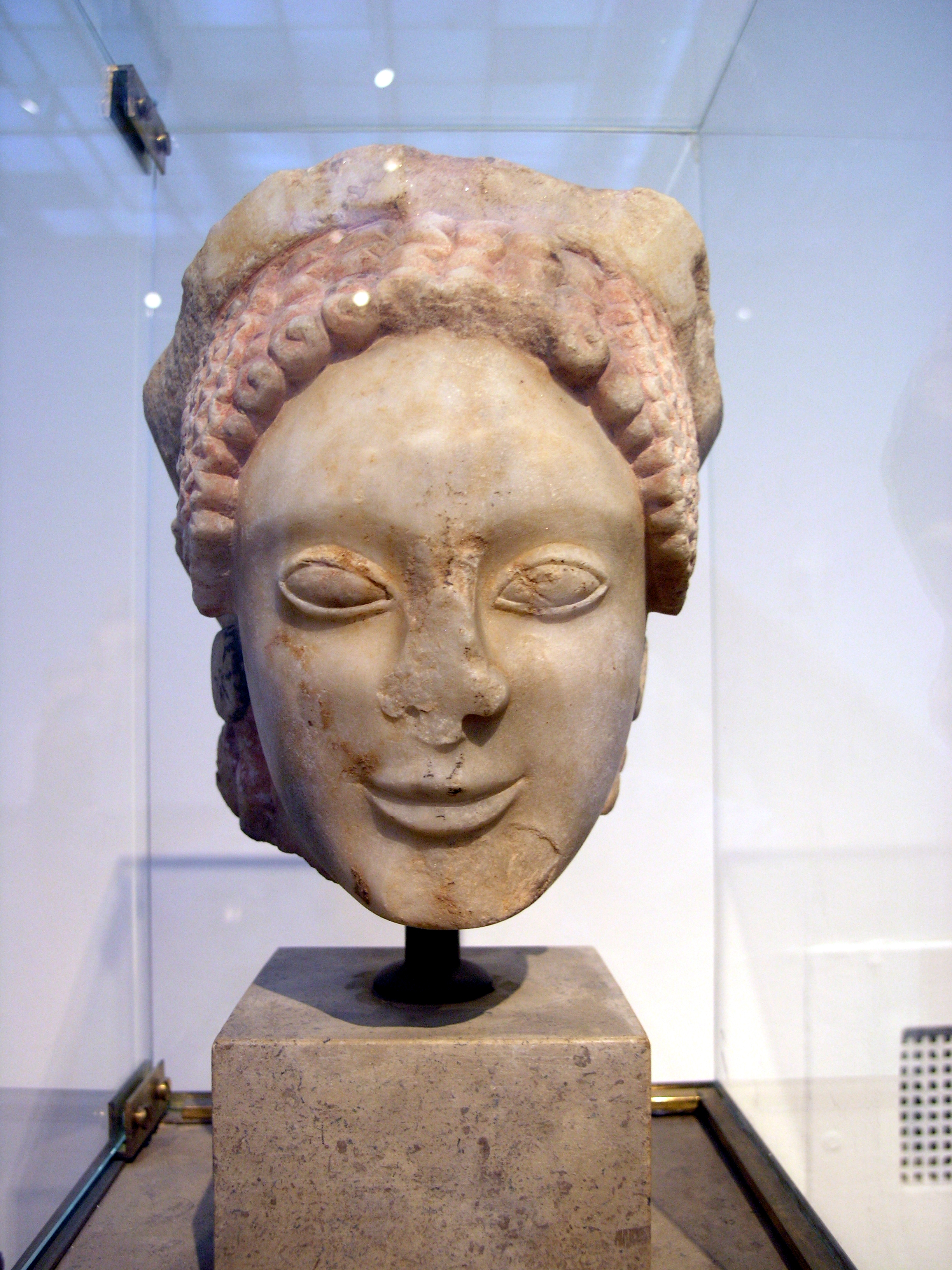
Елефсінська кора, Національний археологічний музей (Афіни), кінець VI ст. до н. е.

## Скульптура доби грецької класики

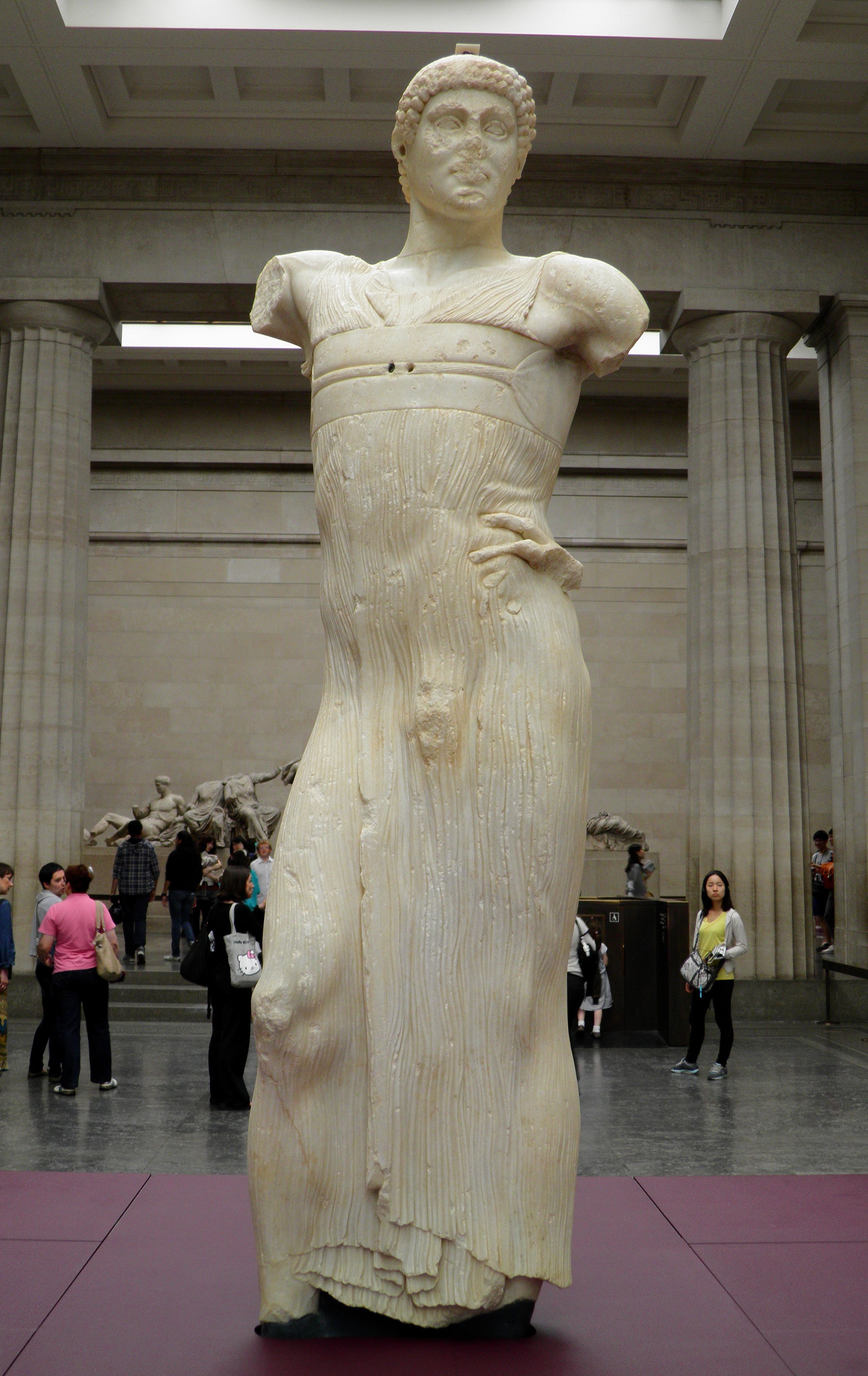
Візничий з острова Мотія, Сицилія, Музей Джузеппе Вітакера

Розвиток скульптури після архаїчного періоду розділився на дві гілки:
- іонічну школу
- аргосько-сикіонську школу[6].

Обидві рухались у напрямку опанування реальними пропорціями людського тіла і реалістичності спокійно поставленої фігури. Всі надбання обох шкіл синтезувала школа Аттики вже в VI ст. до н. е. До середини V ст. скульптори Аттики вибороли панівні позиції і перетворили місто Афіни на загальногрецький центр культури. Скульптурні пам'ятки періоду класики мали всебічний зв'язок із суспільним життям держави-поліса, що відбилось як на самому образі скульптурного героя, так і в його місці на головному міському майдані.
Однак нові вимоги та нові ідейні настанови прийшли у напружене зіткнення з умовністю та узагальненістю архаїчних творів. Перехідний характер мають скульптури на фронтонах храму Афіни Афайї на острові Егіне. Вони були знайдені на початку XIX ст. в надто порушеному стані. На реставрацію їх віддали відомому скульптору доби класицизму Торвальдсену.
Міфологічні теми і сюжети зберігають панівні позиції в скульптурі, але казкова складова міфів почала відходити в тінь і в найкращих творах майже зникала. На перші позиції вийшли реалістичні пошуки, відтворення міфологічних образів у відповідності до сучасних потреб і ідей, осучаснення їх. Щось подібне відбувалось і в давньогрецькій театральній драмі, де панують твори Есхіла і Софокла.
В політиці та державній обороні на перший план вийшло військове протистояння з царською Персією. Вояки Персії захопили і вивезли архаїчні скульптури тираноубивць Ґармодія та Аристогітона. 514 року до н. е. вони убили афінського тирана Гіппарха і загинули самі. Але образ захисників грецької демократії став уособленням республіканського, нетиранічного правління і прагнення до нього. На заміну знищених скульптур доби архаїки скульптори Критій та Несіот виливають з бронзи нові фігури. В Персії шанують — тирана, в Афінах — відновлюють скульптури тираноубивців.
Завдяки випадково збереженим давньогрецьким свідоцтвам, головними майстрами-скульпторами стають Агелад, Каламид, Піфагор Регійський. Саме вони зробили рішучий перехід до реалізму в скульптурі.
Ключовою знахідкою наприкінці XIX ст. для європейського і світового мистецтвознавства стала бронзова скульптура «Дельфійський візничий». Скульптура знайдена французькими археологами 1896 року в Дельфійському храмі Аполлона. Дослідження скульптури й зіставлення збережених джерел дали змогу припустити, що фігура створена в 478–474 рр. до н. е. коштом грецького тирана міста Гели, із колонії греків на Сицилії. Скульптуру не могли створити на Сицилії і перевезти потім в Дельфи. Технологія виготовлення скульптури візничого має спільні риси з технологією «Аполлона Пірейского», чиє аттичне походження достовірно визнане. Ця технологія передбачала виготовлення скульптури частинами, котрі лише поєднувались у єдине ціле, що і притаманне скульптурі візничого, тобто його виготовили майстри Аттики. На жаль, автор «візничого» невідомий, але за припущеннями він належав до послідовників Піфагора Регійського. У візничі в ті часи брали лише молодих і високих юнаків, струнких і неважких за вагою. «Дельфійський візничий» саме такий, одягнений у довгий хітон і зі стрічкою на голові. Вражав контраст між реалізмом його обличчя і зачіски та застиглістю пози і узагальненістю одягу. Скульптура має перехідні риси від архаїки до ранньої класики. Фігура — лише частина величної композиції з візком та конями, від яких знайдені лише малі рештки. Навпаки, візничий збережений майже повністю, окрім втраченої лівої руки.
Другою щасливою знахідкою стала скульптура Зевса з мису Артемісіон 1928 року. Бронзова скульптура відтворює невідомого бога давньогрецького пантеону (Зевса або Посейдона) у повний зріст. Фігура оголена, практично не має пошкоджень, її зріст перевищує середній зріст звичної людини і дорівнює 210 сантиметрів. Брови створені зі срібла і доповнені карбуванням. Губи бога і грудні соски зроблені з червонуватої міді, як це характерно і для інших оригіналів V століття до н. е. Втрачені інкрустації очей, відомі за іншими зразками скульптур тої доби (голова філософа з Антикітерського човна, Вояки з Ріаче) та річ, що тримав невідомий бог в правій руці. Хоча втрачені деталі очей не псують виразу величі та зосередженості на обличчі скульптури. У скульптури широкий і реалістичний жест, що було вказівкою на опанування митцями грецької класики реалістичних рухів людини і їх реалістичного відтворення в скульптурі.
Археологічною і культурною сенсацією стала знахідка 1972 року двох бронзових скульптур, умовна назва котрих — Вояки з Ріаче. Скульптури отримали первісні позначки —
- Вояк А (молодий), 205 см заввишки,
- Вояк Б (старий), 198 см заввишки.

Обличчя обох вояків бородаті, але Вояк А виглядає молодшим, що й позначено в назві. Обидві фігури повністю оголені та мають подібну позу — зігнута ліва нога, ліва рука зігнута у лікті і по залишках металу дозволила припустити колишню наявність щитів, що не збереглися. Голову Вояка А прикрашає стрічка (або шкіряний ремінець). Голову Вояка Б щось прикривало зверху, але річ не збереглася. Тому зачіски на голові нема, це оголена поверхня, яку щось прикривало. За первісними припущеннями це могли бути лавровий вінець, капелюшок чи шолом. Обидві фігури щось тримали в правій руці, але річ не збереглася. Якщо вони вояки, то це — зброя (меч або спис).
Скульптури виконані з бронзи, товщина якою досягає восьми міліметрів. Губи та грудні соски зроблені з червонуватої міді. Очі інкрустовані слоновою кісткою та білим мармуром. Лише одне око Вояка Б добре зберегло інкрустоване око, інше втрачене, що робить вираз його обличчя неоднозначним. Під час реставрацій відсутнє око не відновлене заради збереження оригінальності твору, як не відновлено і його капелюшка. Очі вояків зберегли навіть залишки вій, які старанно зміцнені під час реставрацій. У напіввідкритому роті Вояка А знайдені зуби, зроблені зі срібла. Ноги скульптур мають штирі зі свинцю, якими фігури поєднували з первісними постаментами. М'який свинець дозволив зірвати фігури з постаментів без пошкоджень. Стилістичний аналіз та апаратні методи дослідження доводять, що Вояк А (молодий) — виготовлений раніше, його відносять до так званого «суворого» стилю в давньогрецькій бронзовій скульптурі.
Вояк Б (старий) — пізніший твір, а його образ спокійніший і врівноважений.
Фігури Вояків з Ріаче не є портретами конкретних осіб, незважаючи на деяку портретну подібність і індивідуальність облич. Це узагальнені зображення міфічних героїв, надзвичайно реалістично відтворених в бронзі і наближених до бажаного ідеалу.
Ще більше реалізму і спостережень за реальністю в малій скульптурі «Хлопчика, який витягає скалку». Хлопчик уславився як переможець у змаганнях на дистанції. Підліток пробіг всю, вийшов переможцем і лише після цього дозволив собі вийняти колючку з ноги.
Нові зрушення прийшли і в рельєф. Серед широко уславлених — так званий «Трон Людовізі», не що інше, як постамент для скульптури Афродіти. Збережений лише постамент з рельєфами на тему народження Афродіти із піни морської.

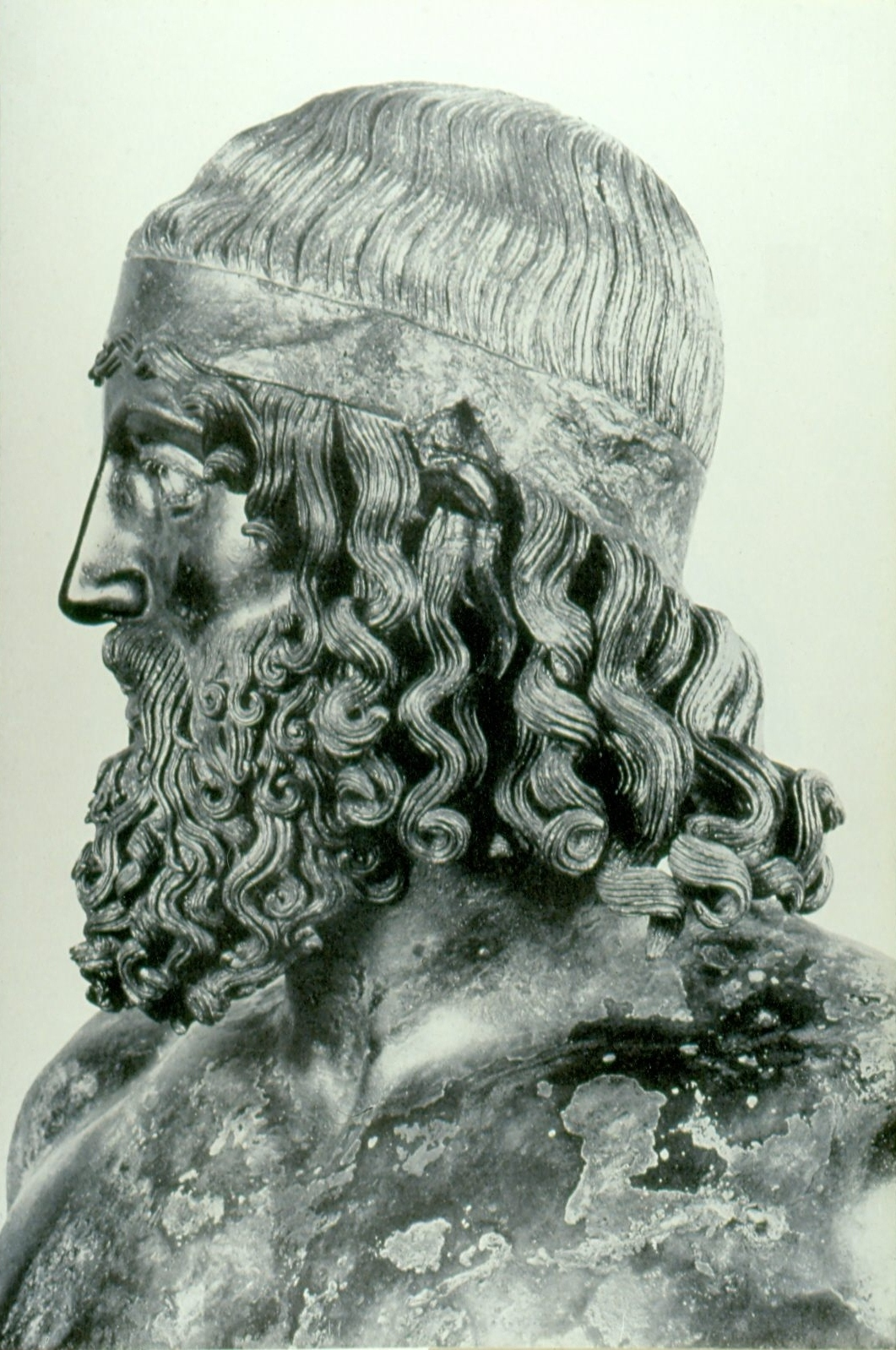
Вояки з Ріаче, скульптура А у профіль
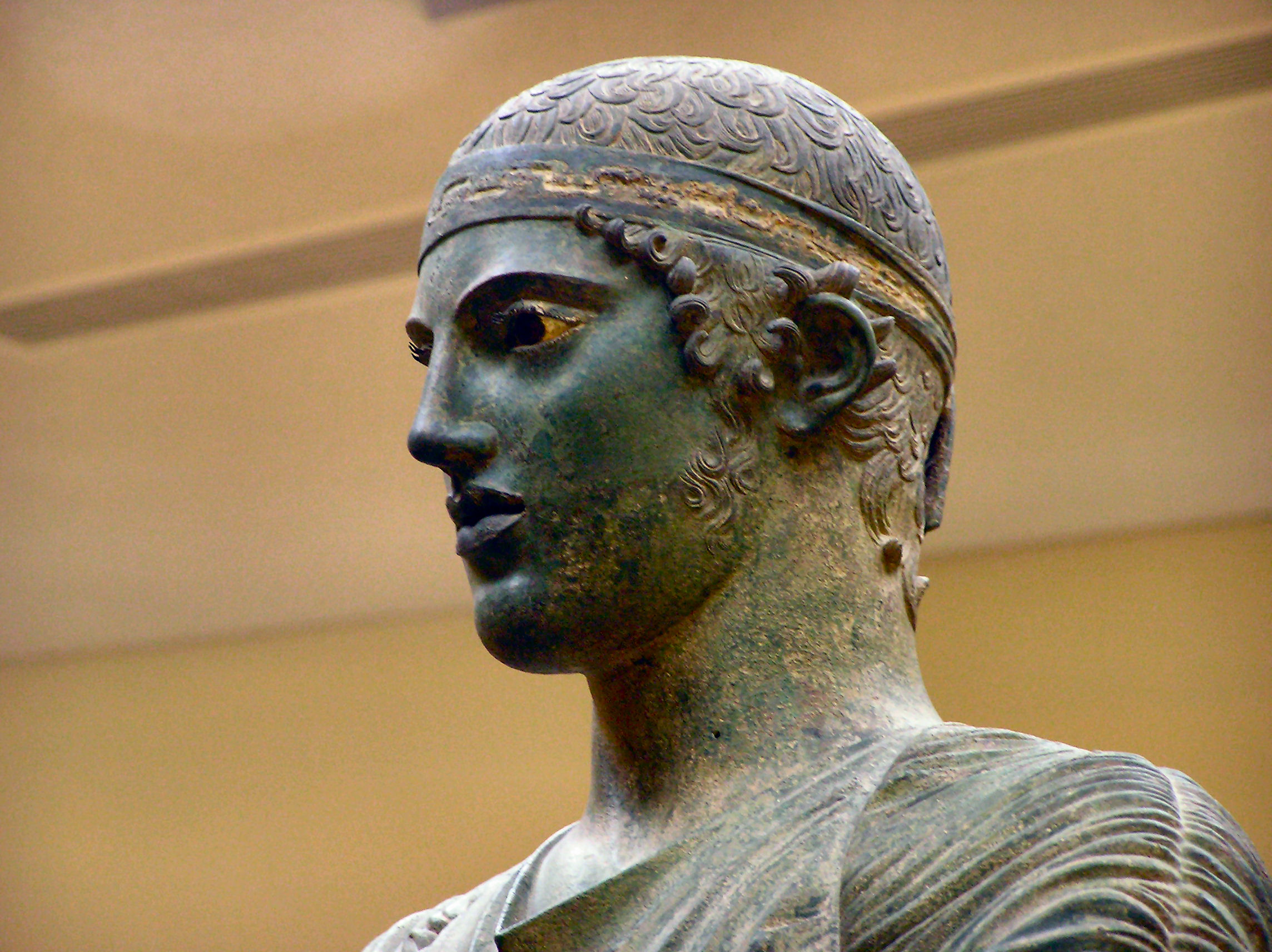
Дельфійський візничий, голова юнака
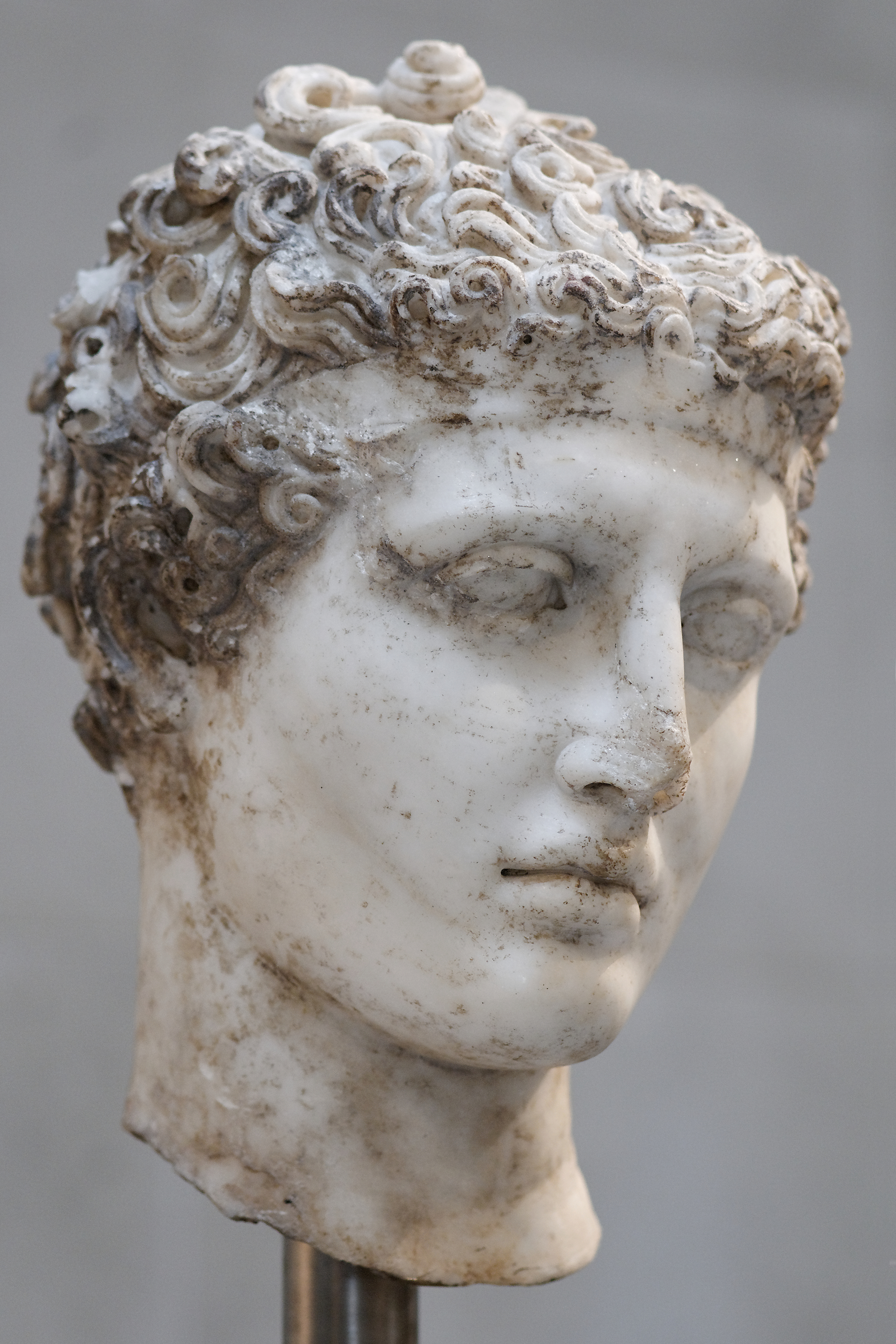
«Голова атлета», римська мармурова копія грецького оригіналу з бронзи 450 до н. е., Музей мистецтва Метрополітен
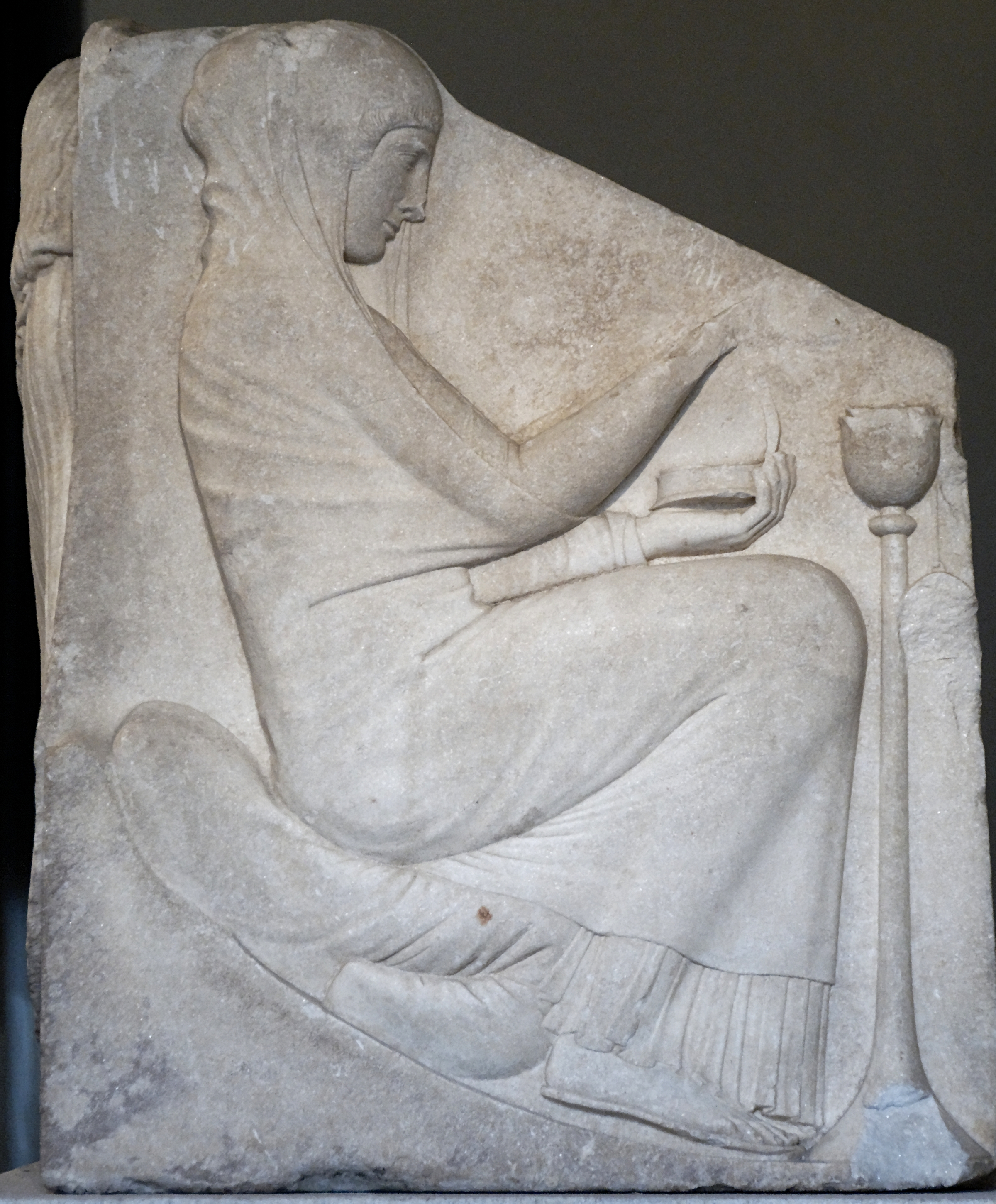
Народження Афродіти або Трон Людовізі. «Матрона воскурює фіміам богині кохання». Римський національний музей в Палаццо Альтемпс
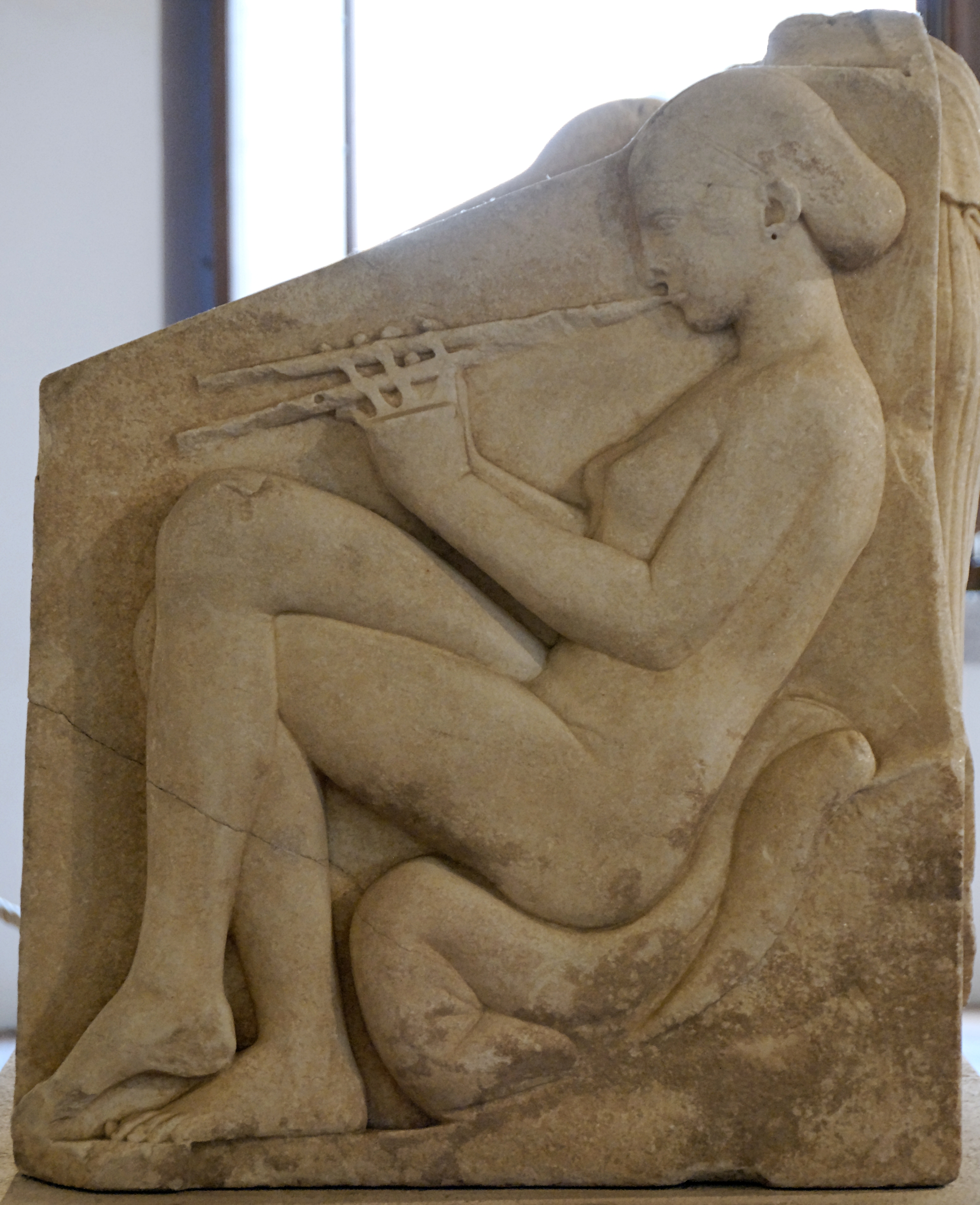
Ліва панель з герерою, що грає на авлосі.
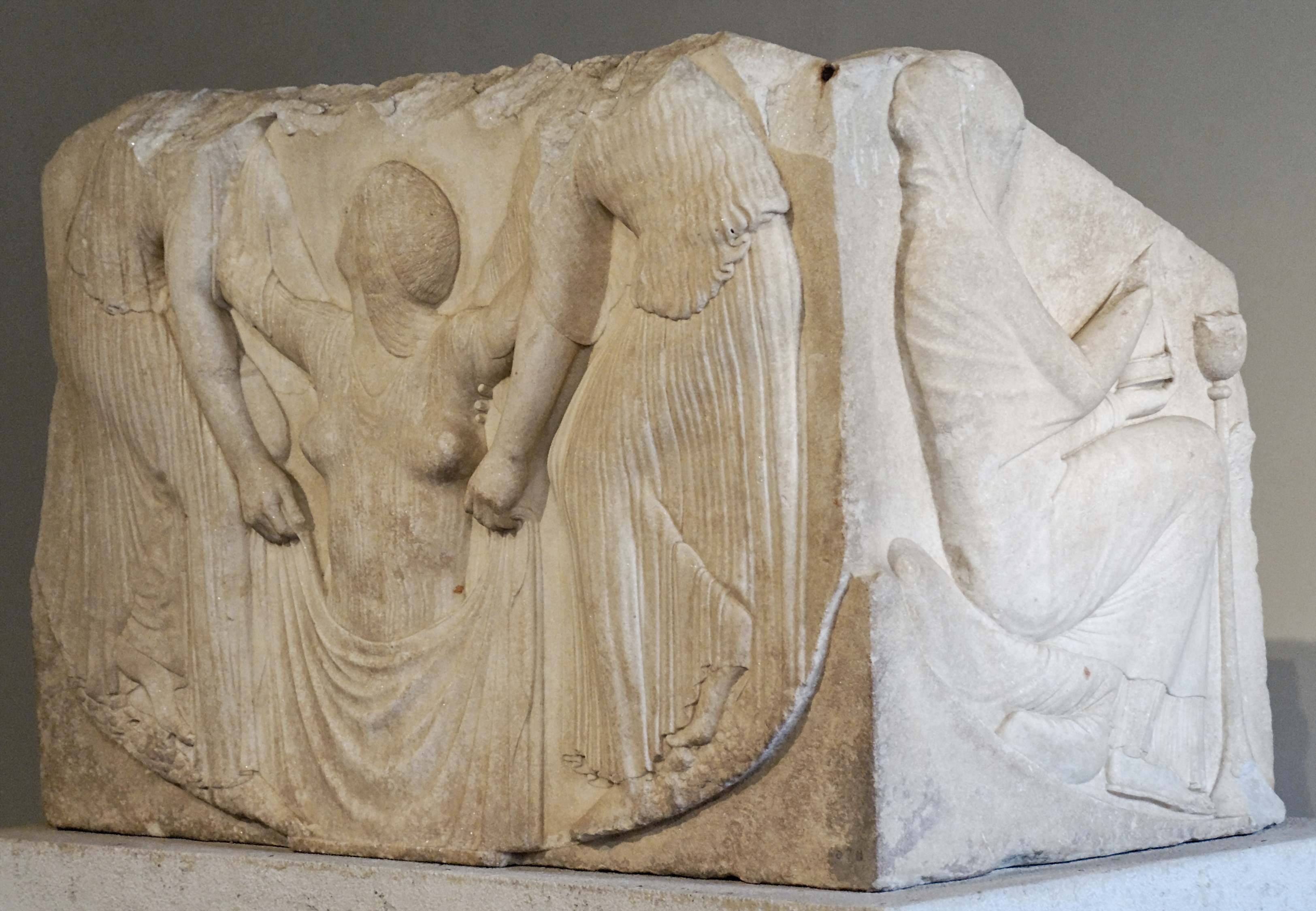
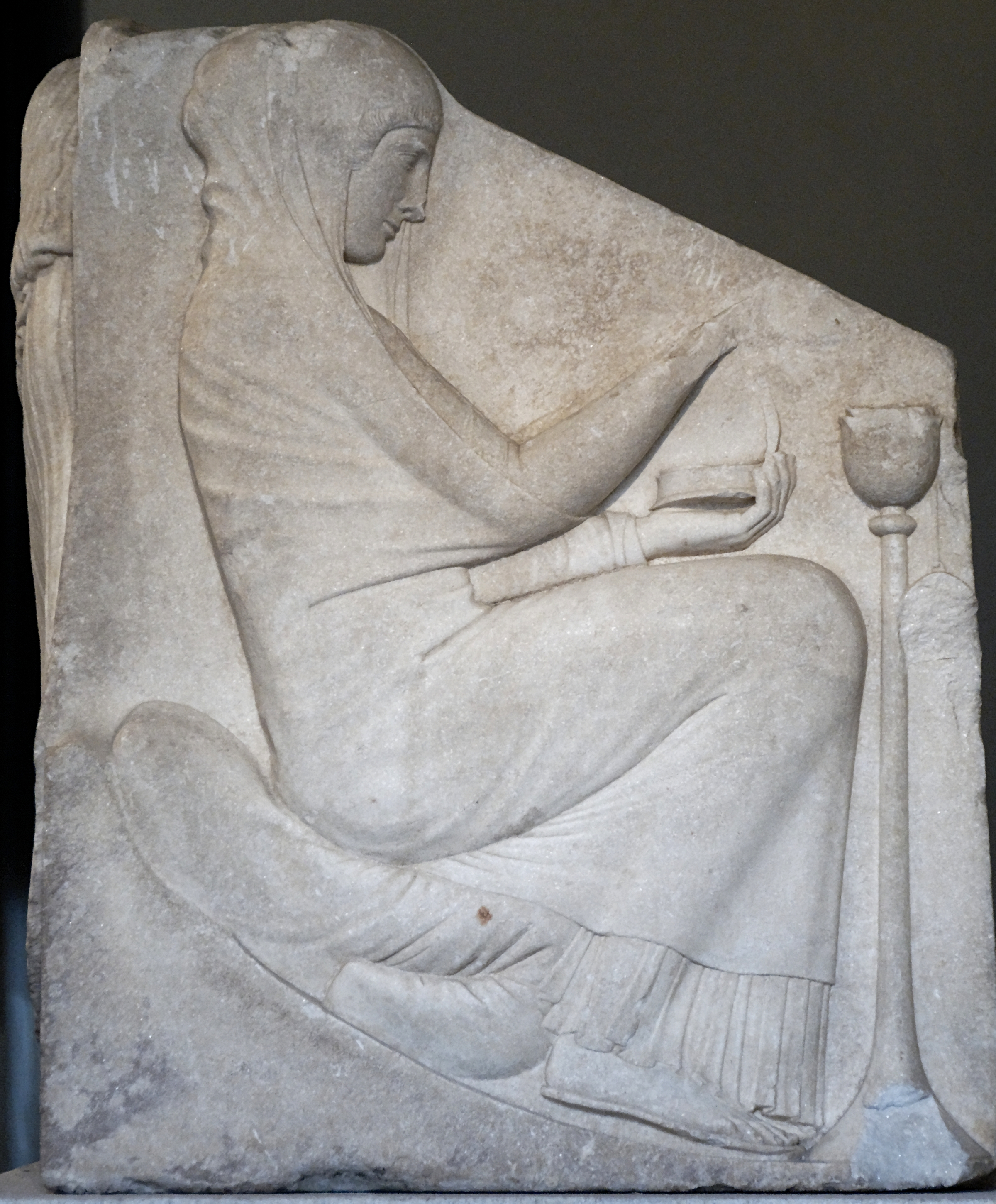
Права панель з матроною

### Надгробкові стели

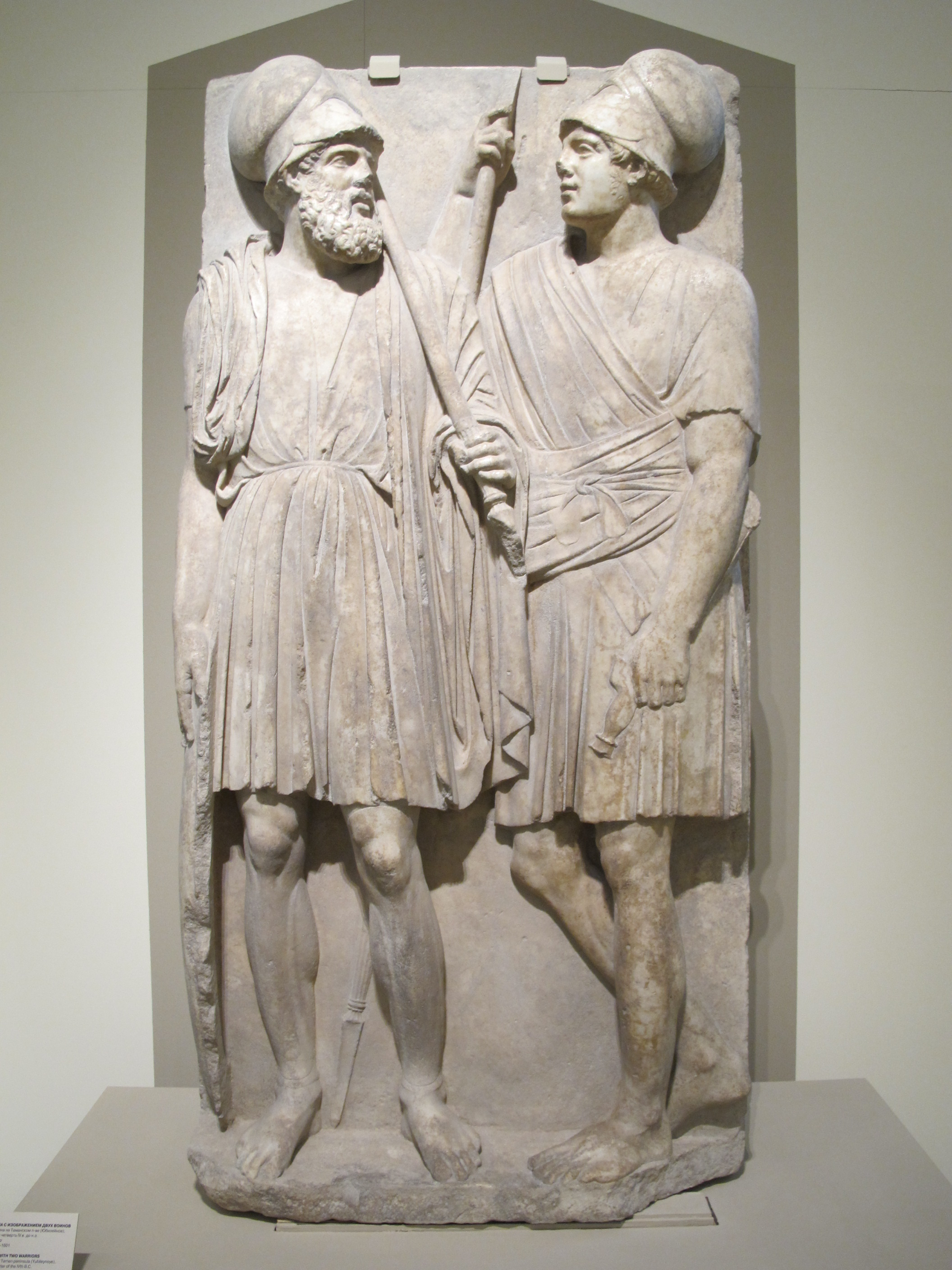
Надгробок давньогрецького вояка, Тамань, 350 до н. е., Москва
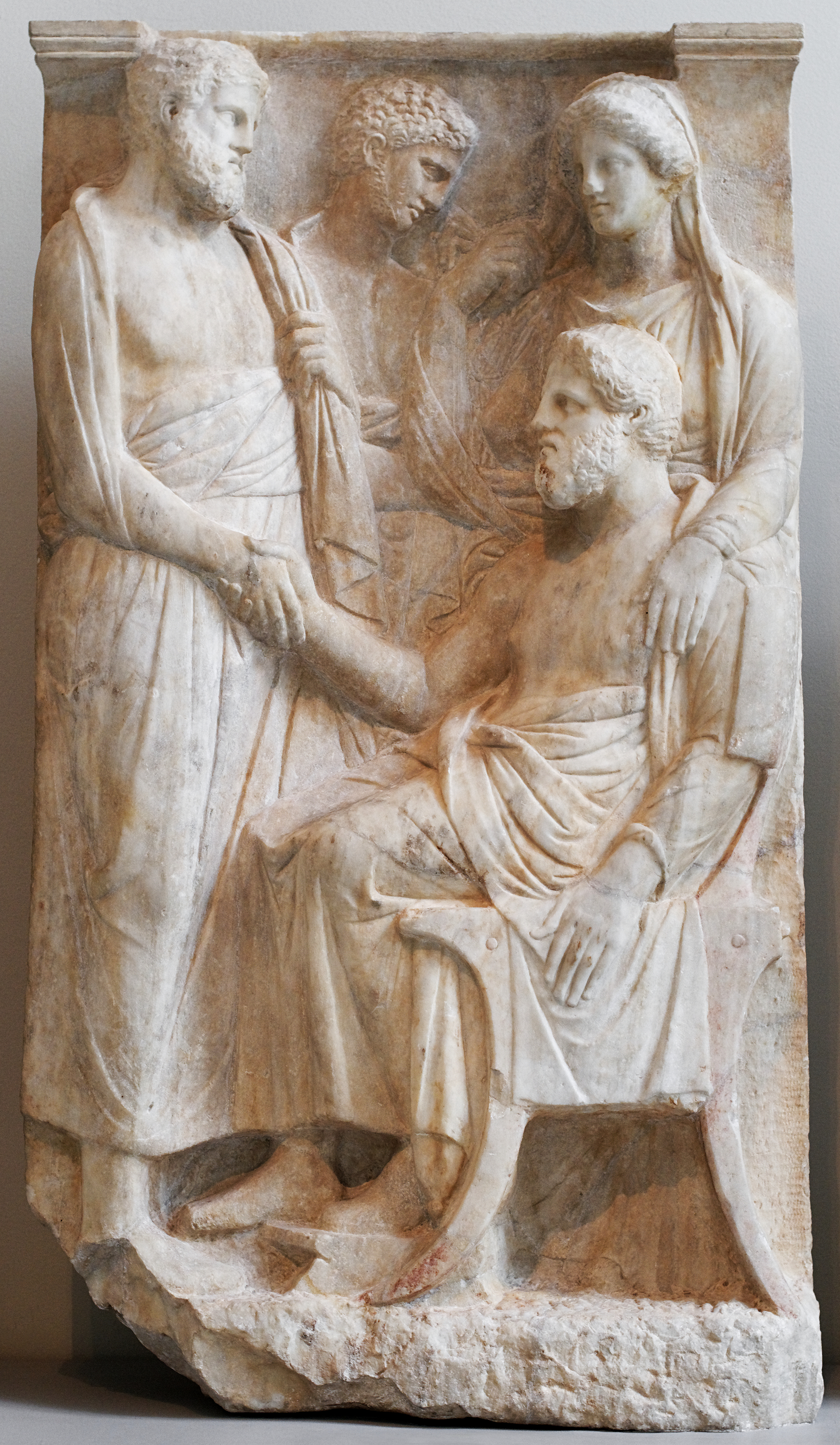
Надгробкова стела невідомого, пізній класичний період, бл. 350 до н. е., Музей мистецтва Метрополітен, Нью-Йорк
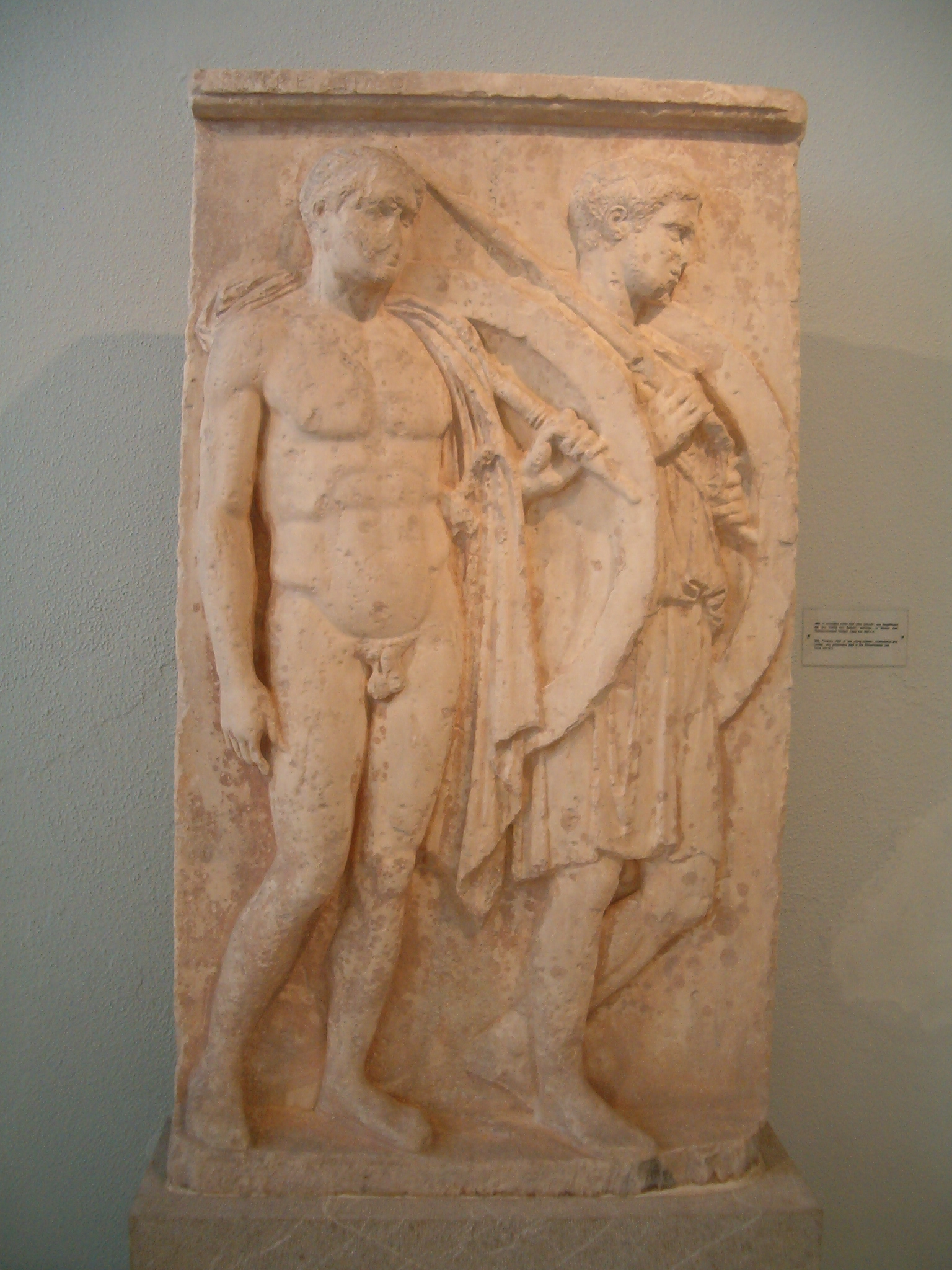
Надгробок гоплітів-піхотинців Кайредемоса та Ліцеоса, IV ст. до н. е. Археологічний музей, Пірей, Греція

### Храм Аполлона в Бассах, рештки фризу

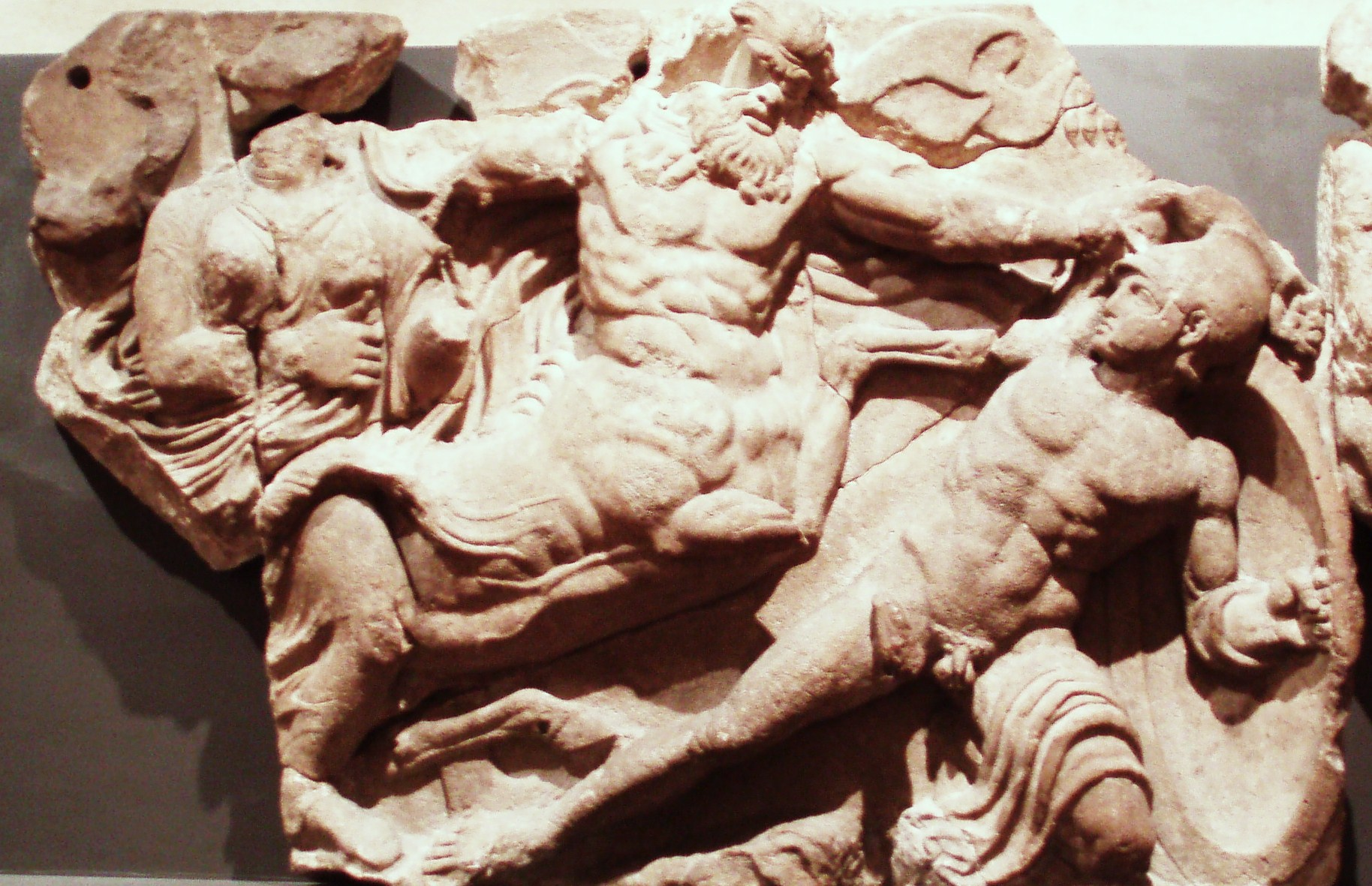
Двобій з кентавром, 420 до н. е., Британський музей, Лондон
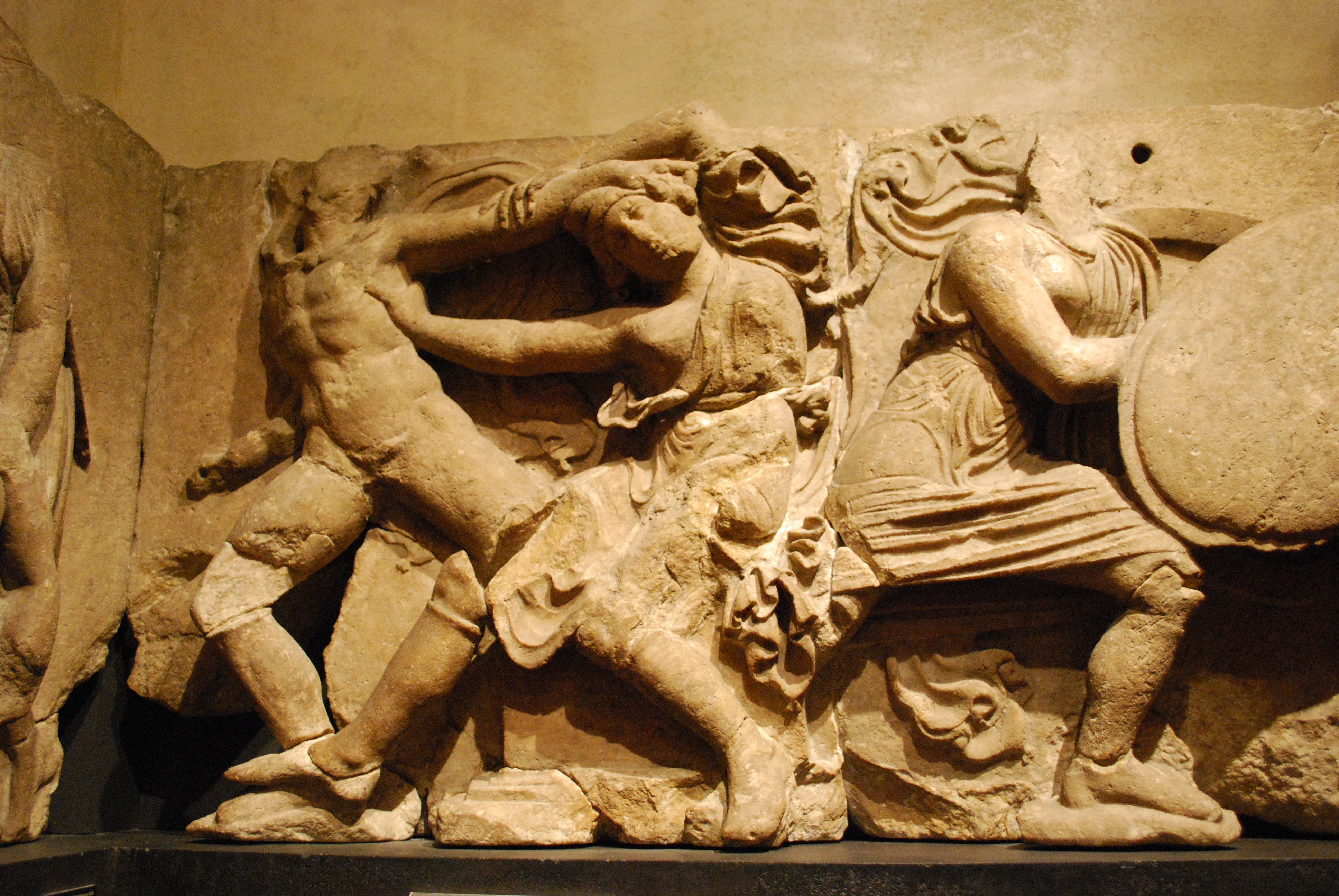
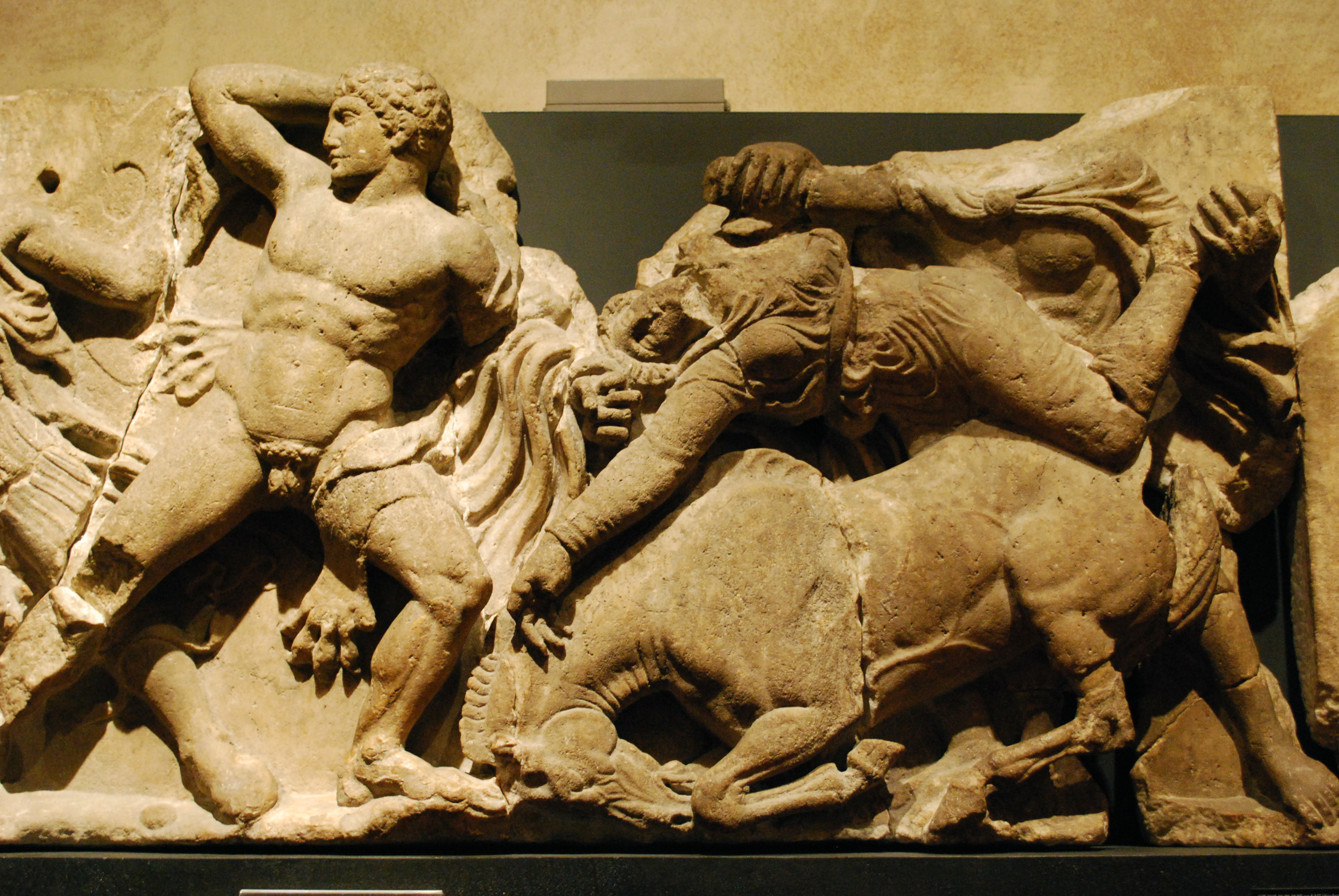
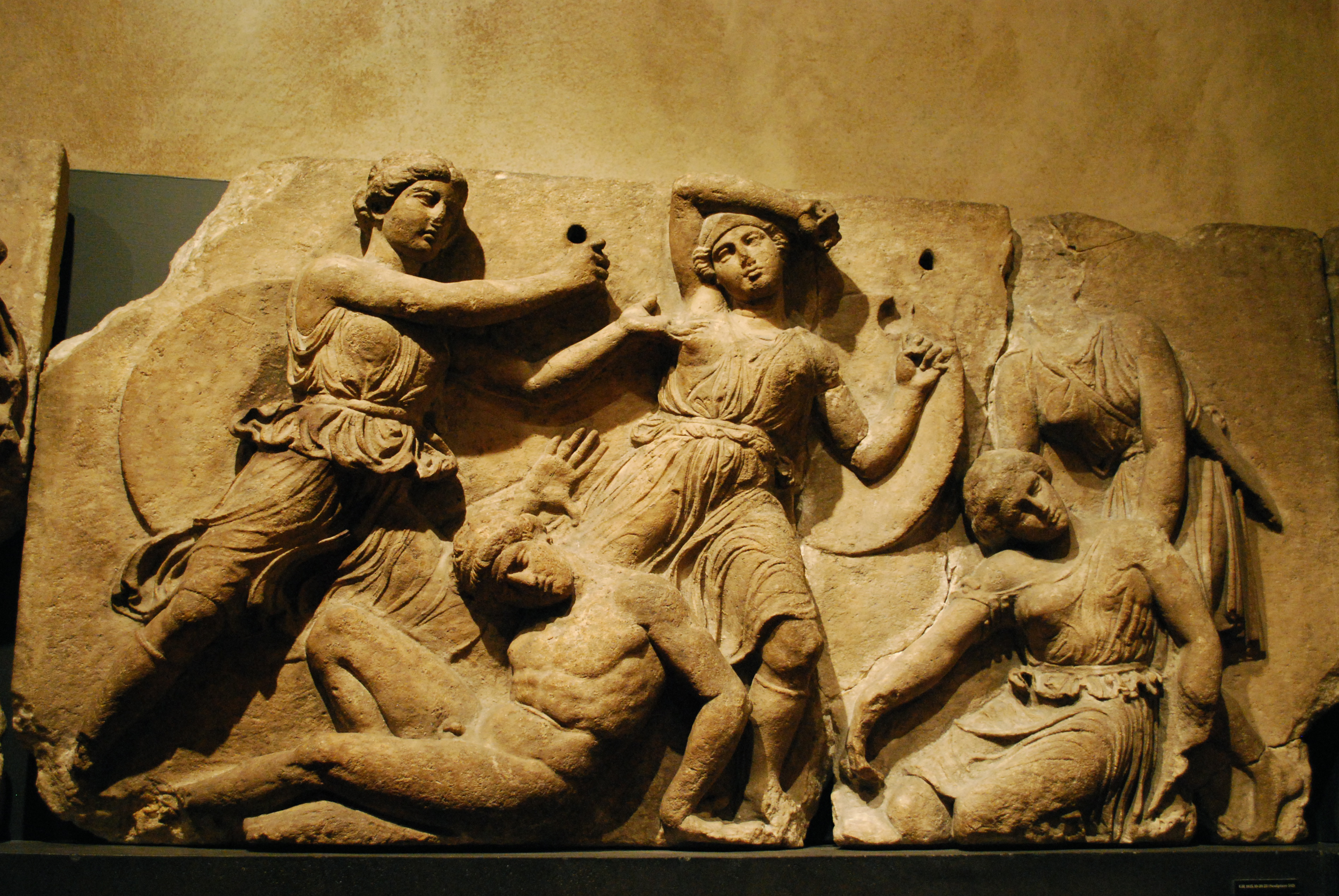
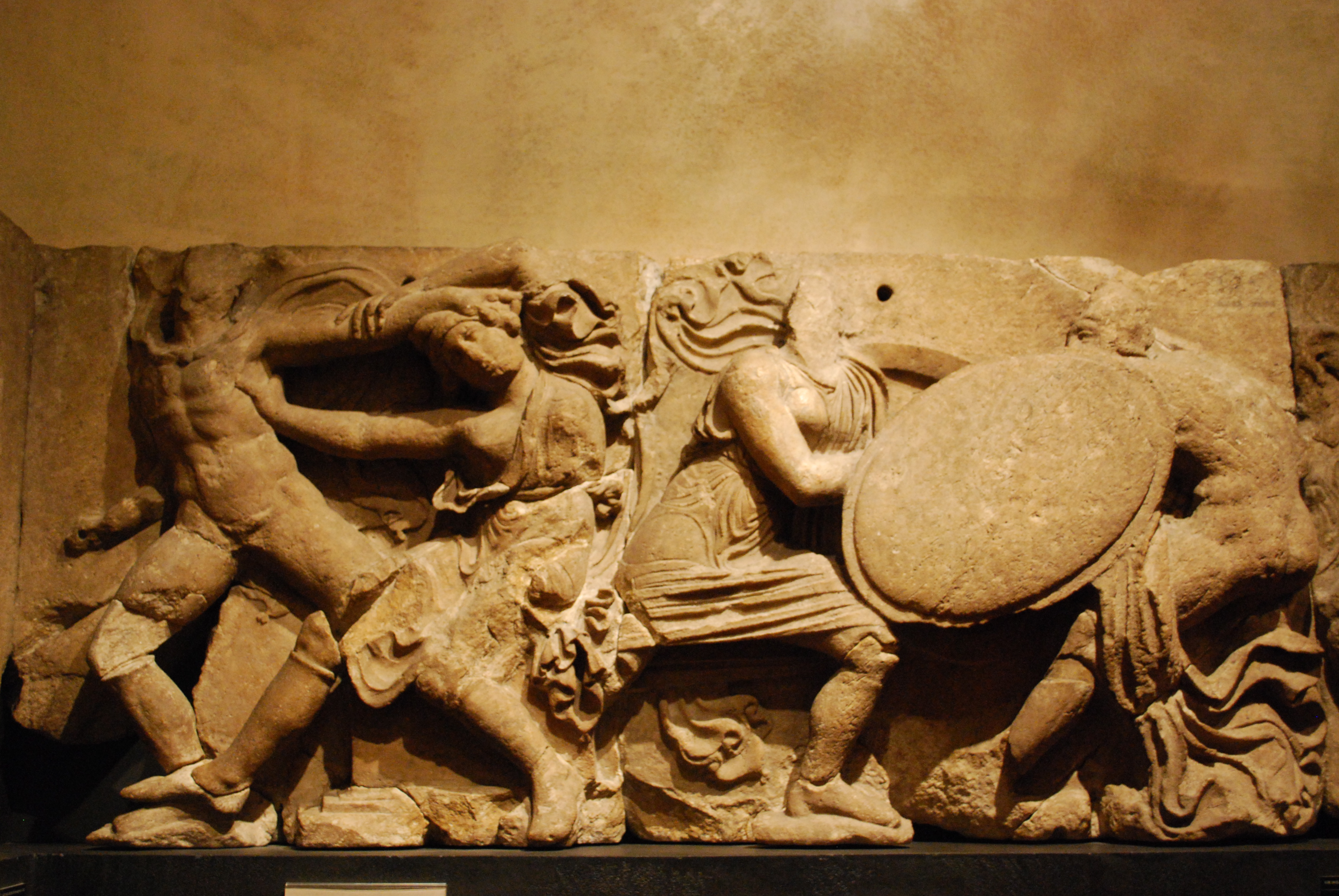
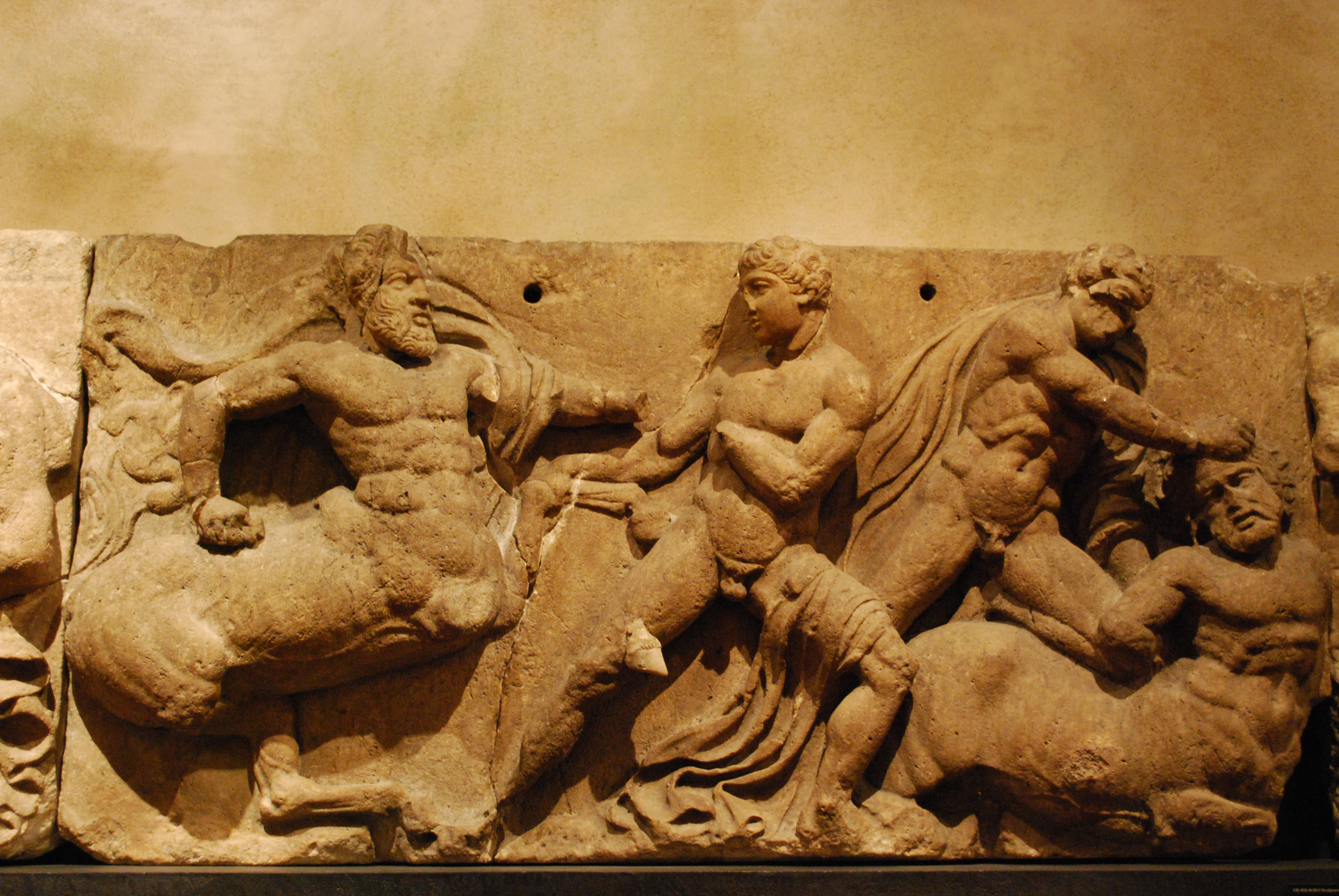
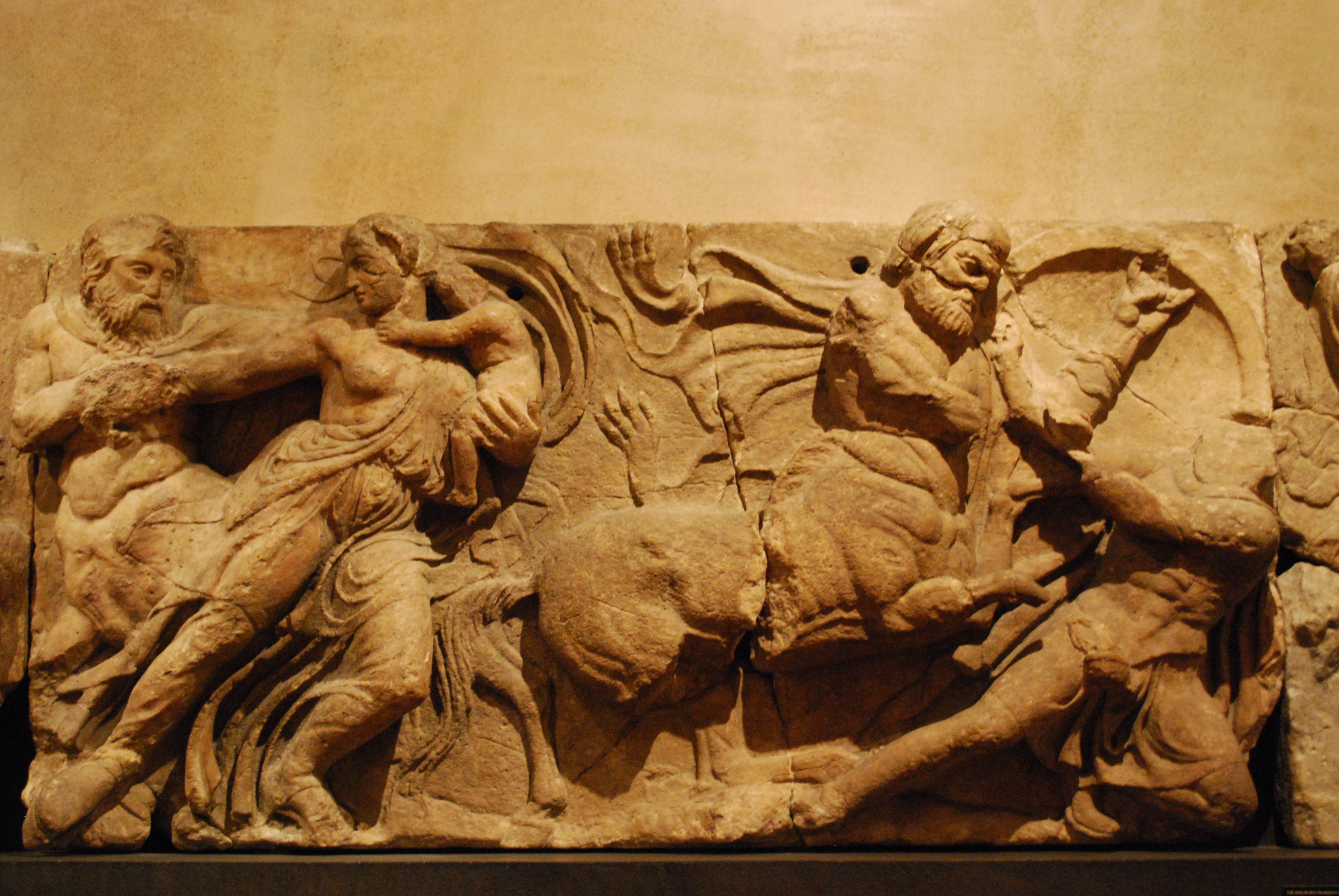
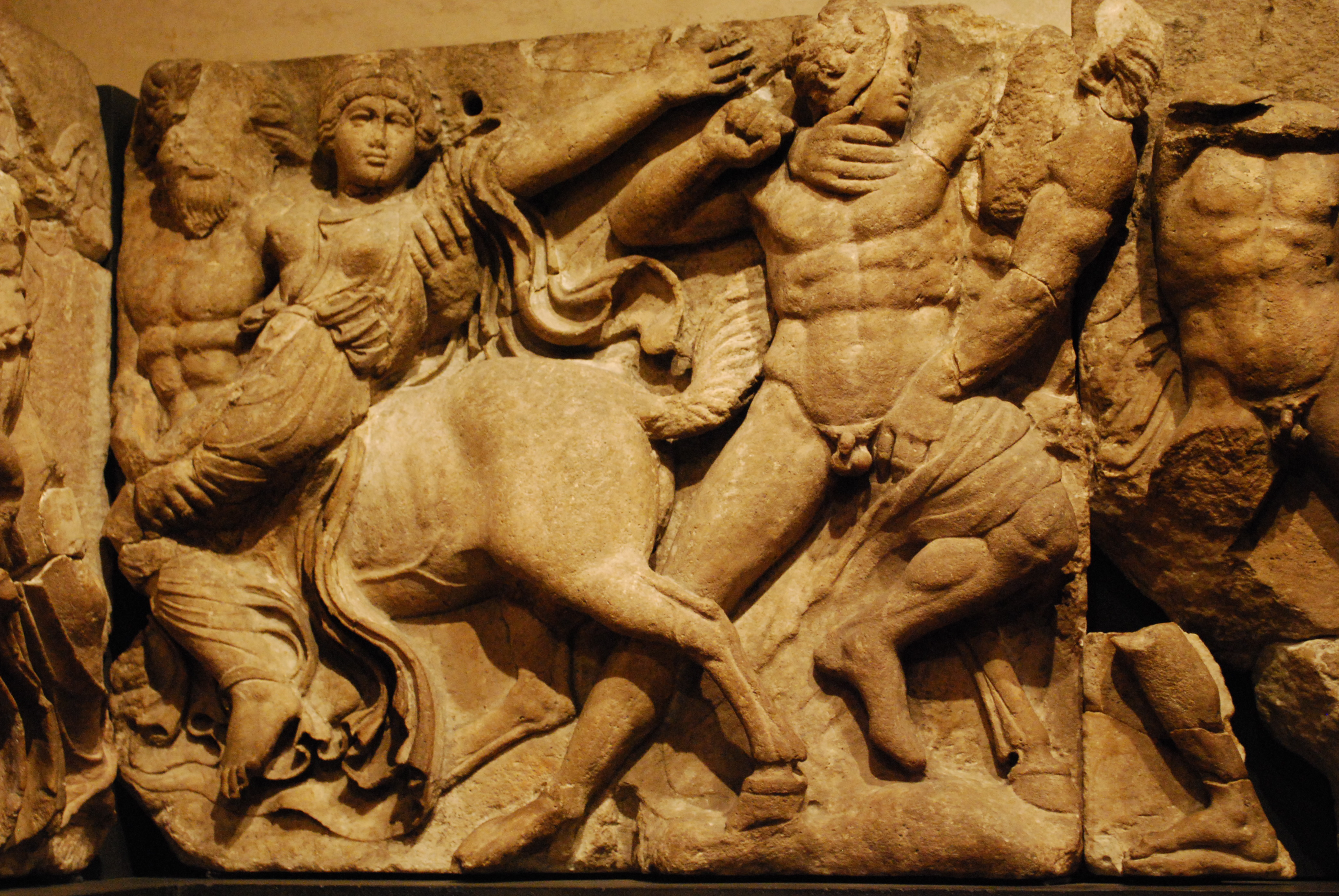
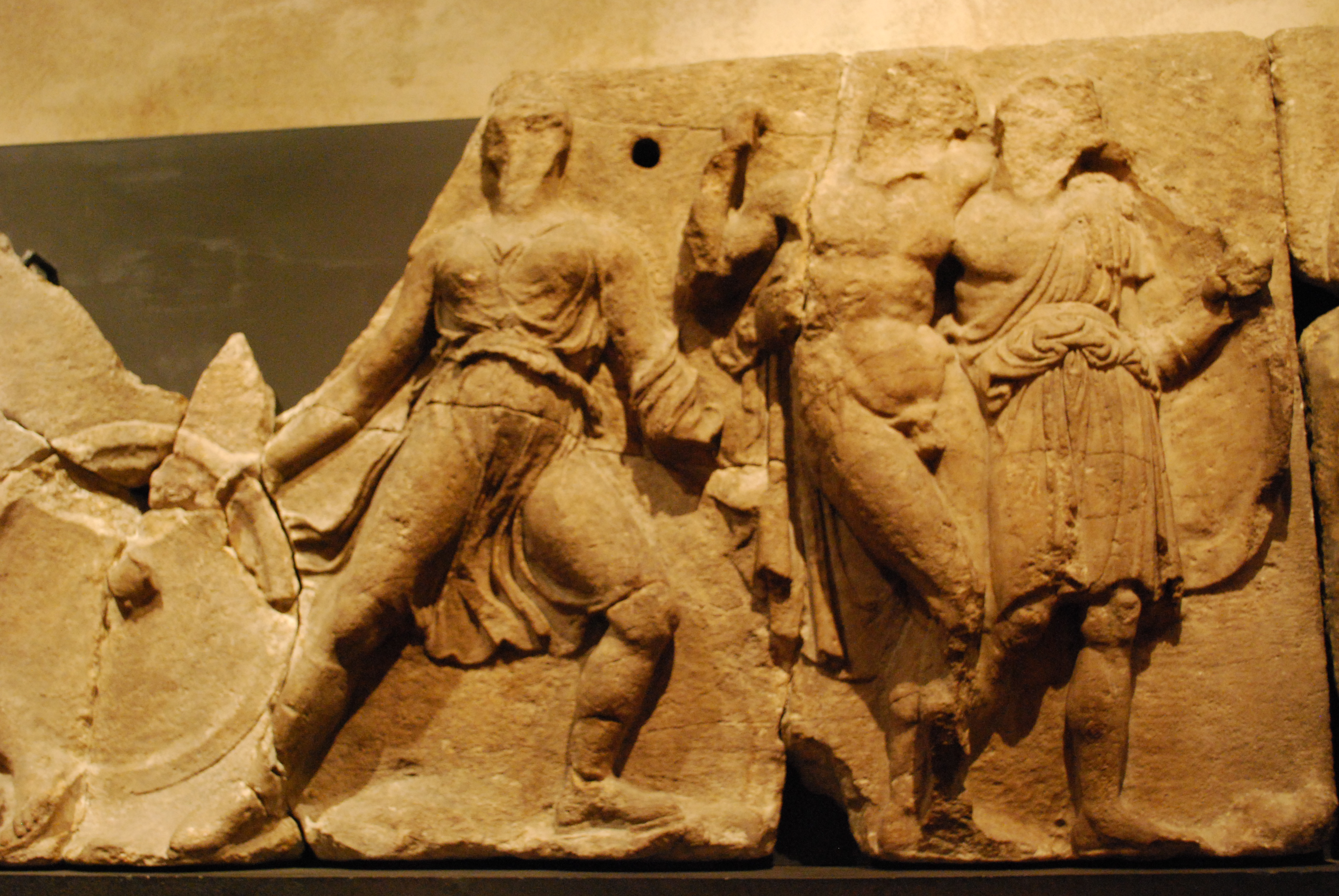

### Проблема портрету в добу давньогрецької класики

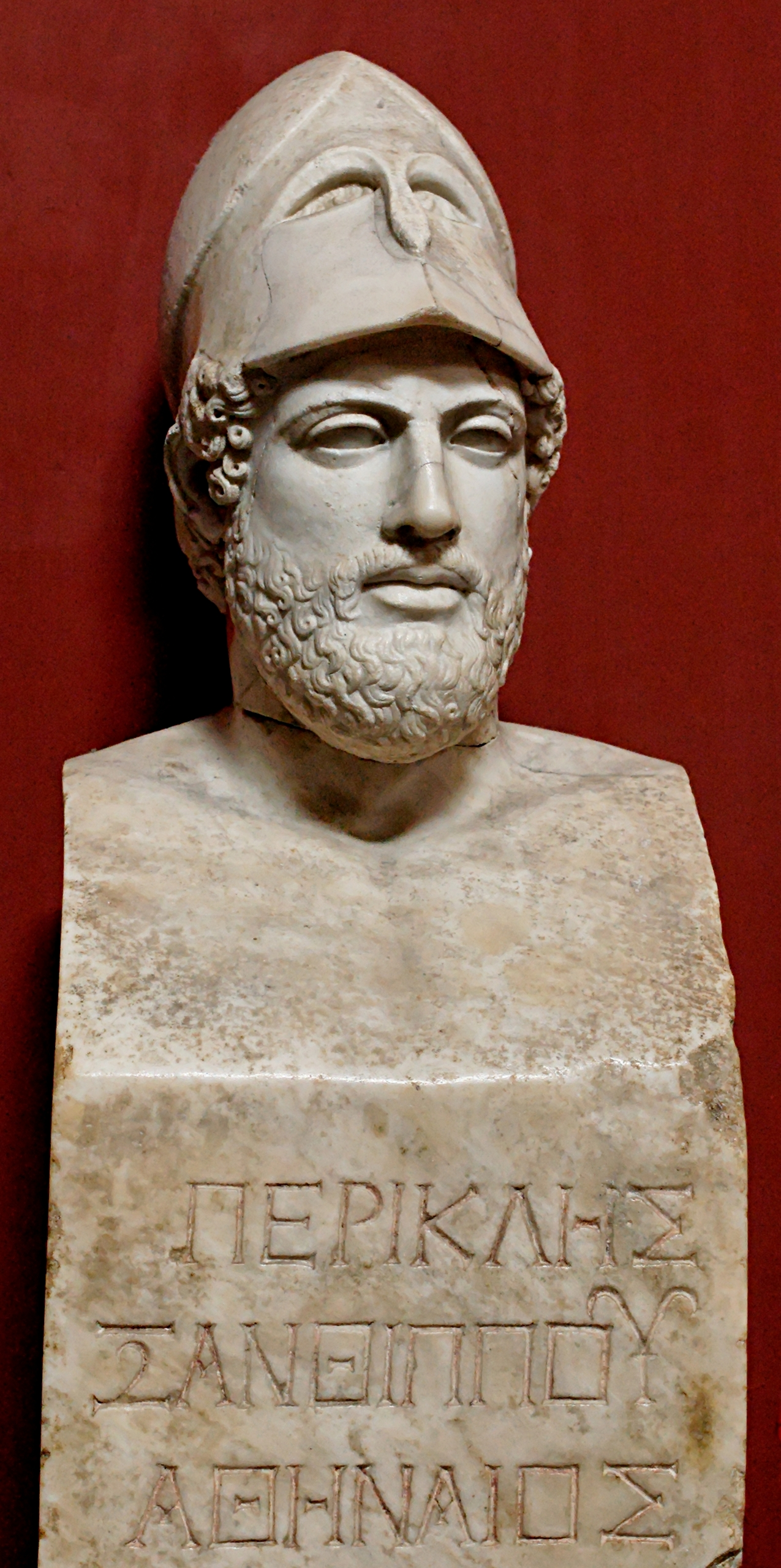
Погруддя Перикла із написом «Перикл, син Ксантіппа, афінянин», Ватиканський музей.

У мистецтві грецької класики на перші позиції вийшло правдиве відтворення героїзованого зразка для мешканців держави-поліса. Але ця зразковість ще не була відтворенням конкретних і індивідуальних рис людини в її повному обсязі. Це був своєрідний кордон давньогрецького реалізму тої пори, котрий поки що не здолала грецька скульптура. Обличчя людини, його психологічний вираз у різних життєвих ситуаціях поки що не набув панівного права на відображення духовного, внутрішнього світу мешканців держави-поліса — поза гімнастично розвиненим тілом. Звідси мала конкретність і індивідуальність скульптурних портретів тієї доби.
Майстри наблизились до створення скульптурних портретів через замовлення на монументи переможцям в олімпійських змаганнях. Але переможця шанували лише за саму перемогу в змаганні й за ту славу, що він здобув рідному місту. Слава рідного міста була важливіша за індивідуальні риси переможця. Індивідуальність навіть у переможців ще не вийшла за межі полісної індиферентності, полісного натовпу. І мешканців поліса, і самого переможця цілком задовольняли — ім'я на постаменті й певний ступінь портретності в монументі. Навіть перші портрети в сучасному розумінні, котрими вшанували конкретних посадовців чи героїв, ще деякий час позбавлені індивідуальних рис при головуванні в портреті узагальнення (погруддя невідомого стратега, Мюнхенська гліптотека, погруддя Перикла на посаді стратега).

### Дискобол роботи Мирона
«Дискобол» роботи Мирона — теж монумент на честь конкретного переможця в змаганнях (а не садово-паркова скульптура, як її використовують). Мета скульптора — подати сильного тілом і духом переможця в окремому виді змагань. Скульптор відійшов від прямо поставленої фігури з написом імені на постаменті, а подав оголеного юнака в момент, коли той напружився заради переможного кидка диску вперед. Обраний момент водночас являє і момент напруги, і момент рівноваги. Ще мить — і цей момент перейде в інший.
Композиція скульптури досить життєва і вдало поєднана з закінченістю і цілісністю образу. Як і для більшості скульптур доби грецької класики існує всього одна вигідна позиція огляду скульптури. Не відрізняється портретністю і обличчя юнака. Всі інші позиції огляду мало чого додають. Але єдина вигідна позиція огляду наближає скульптурний твір до формули, до карбованого символу. Не дивно, що скульптура мала значну популярність і розійшлась в копіях ще в античні часи. Як цілком впізнавальний образ з виграшним силуетом «Дискобол» роботи Мирона використовується і нині.
До 20 століття дійшло декілька розбитих і пошкоджених копій «Дискобола» роботи Мирона. Частка копій — не була точними. Дослідники і скульптори були вимушені синтезувати декілька вдалих і пошкоджених копій в єдиний зразок, аби отримати цілком закінчений зразок без ушкоджень.

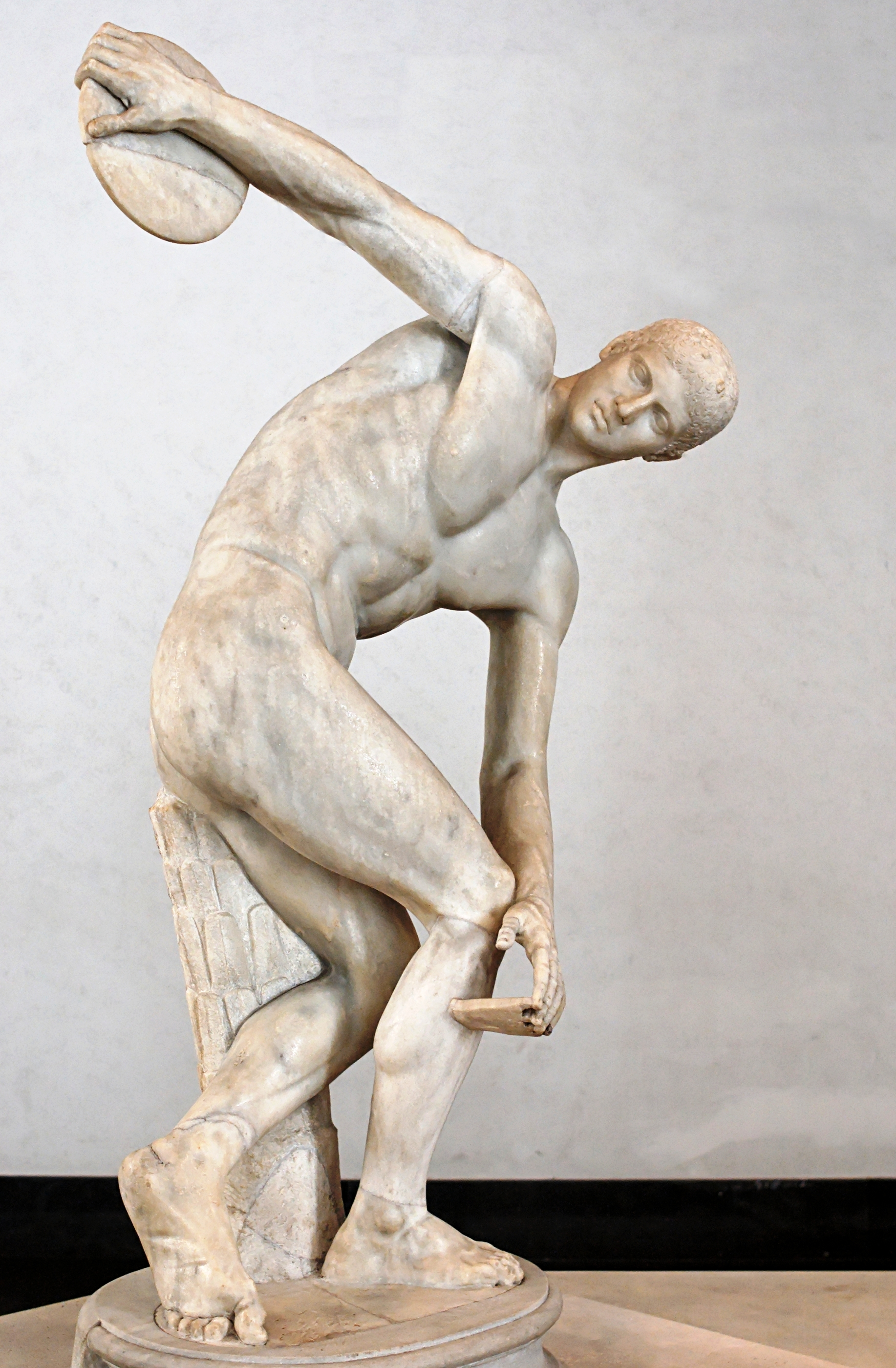
Дискобол Мирона, римська копія з мармуру
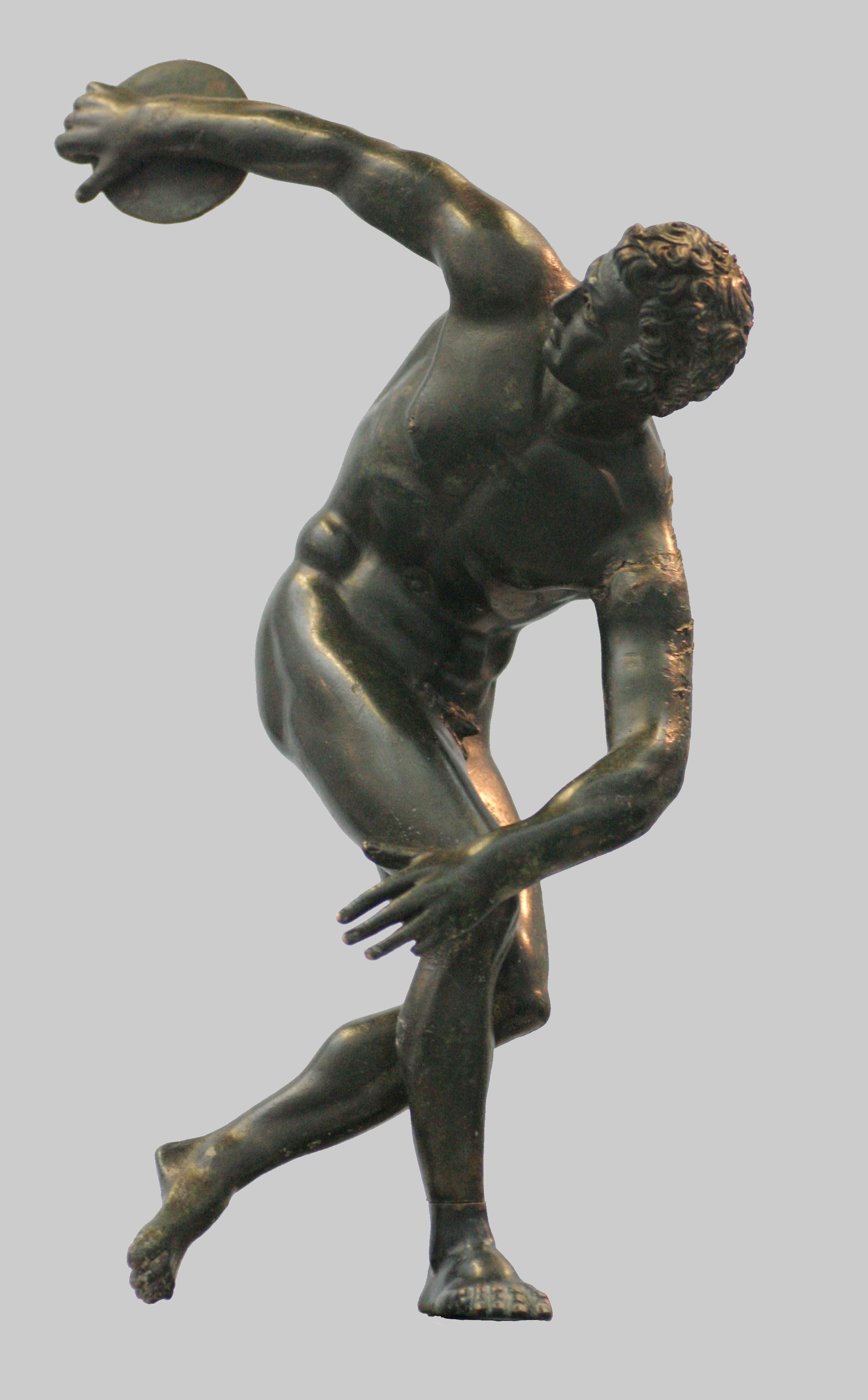
Бронзова копія II ст. Мюнхенська гліптотека.
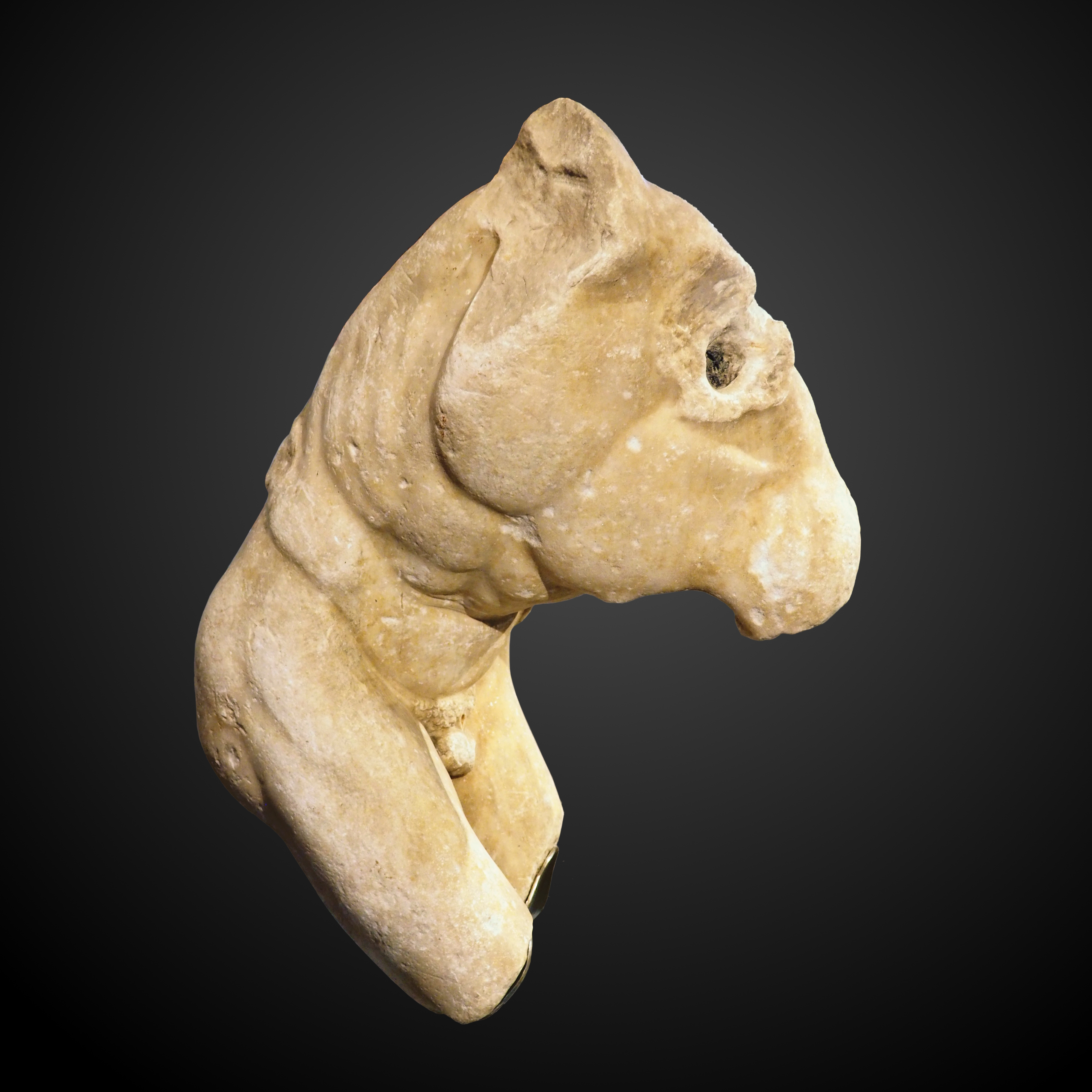
Уламок, знайдений в Каркассоні, Франція
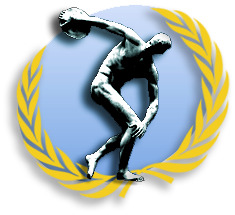
Логотип «Тиждень спорту» з «Дискоболом» роботи Мирона

## Давньогрецька анімалістична скульптура
Особлива галузь давньогрецької пластики — анімалістична скульптура. Тварини, як відомо, першими увійшли в мистецтво, про що свідчать залишки малюнків в печерах. Не було винятком і грецьке мистецтво. Реалістичні тенденції грецького мистецтва розповсюдились не тільки на зображення людей, а і на зображення тварин. Одні тварини стануть атрибутами богів (орел Зевса, сова Афіни), другі — не піднімуться далі побутових зображень. Уславлений скульптор Мирон свого часу створив фігуру годувальниці-корови, життєвим відтворенням якої здивував сучасників. Другом людини подані численні зображення кіз, кроликів, собак.
Повагою до тварини позначені і численні зображення коней. Кінь увійде в давньогрецьке мистецтво як складова частина бронзових монументів, уславлених рельєфів храму Парфенон, декількох надгробків.

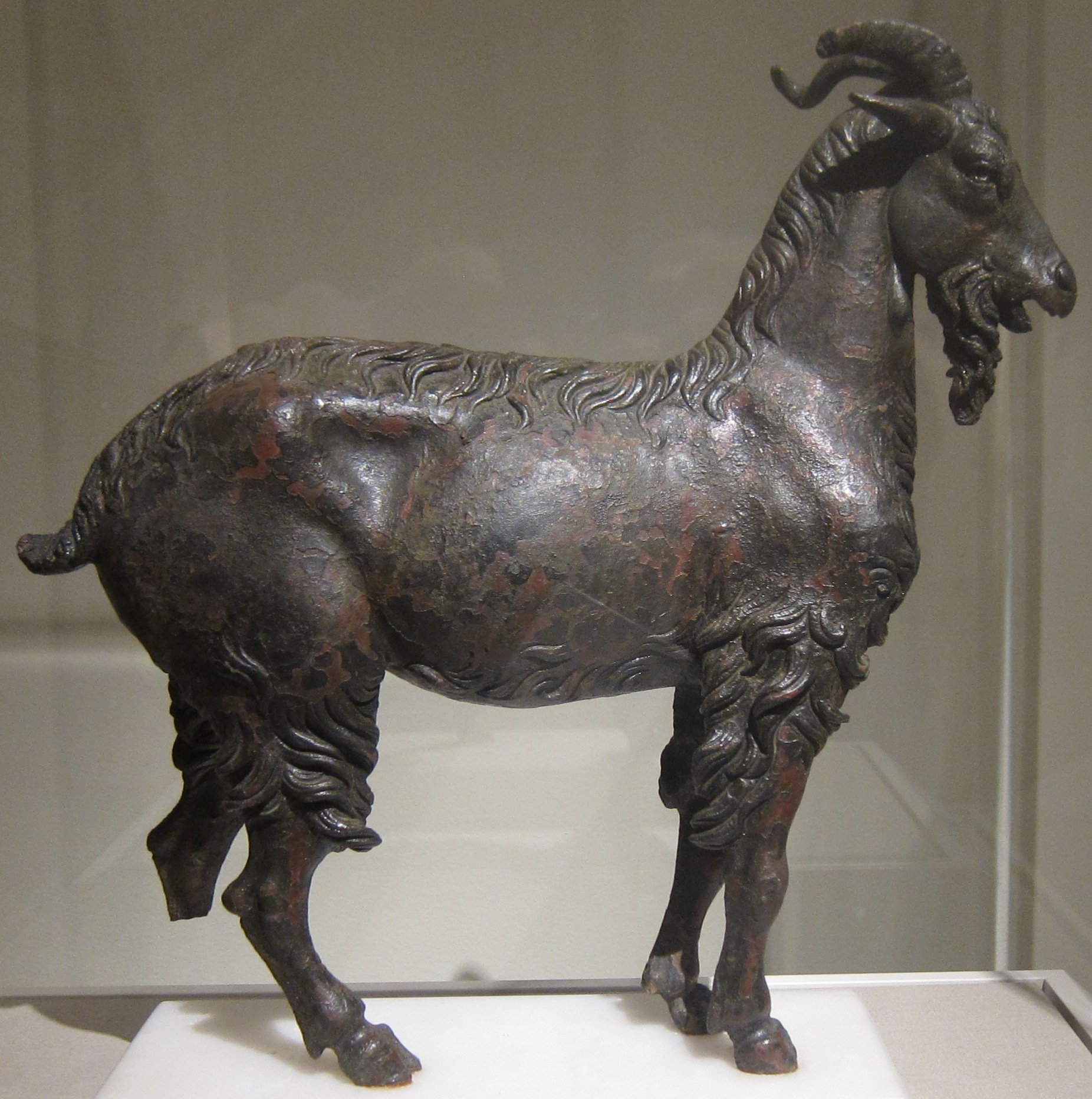
«Безоаровий козел», 120–100 до н. е., Музей мистецтв, Клівленд, США
«Голова коня Медичі-Рікарді», Флоренція
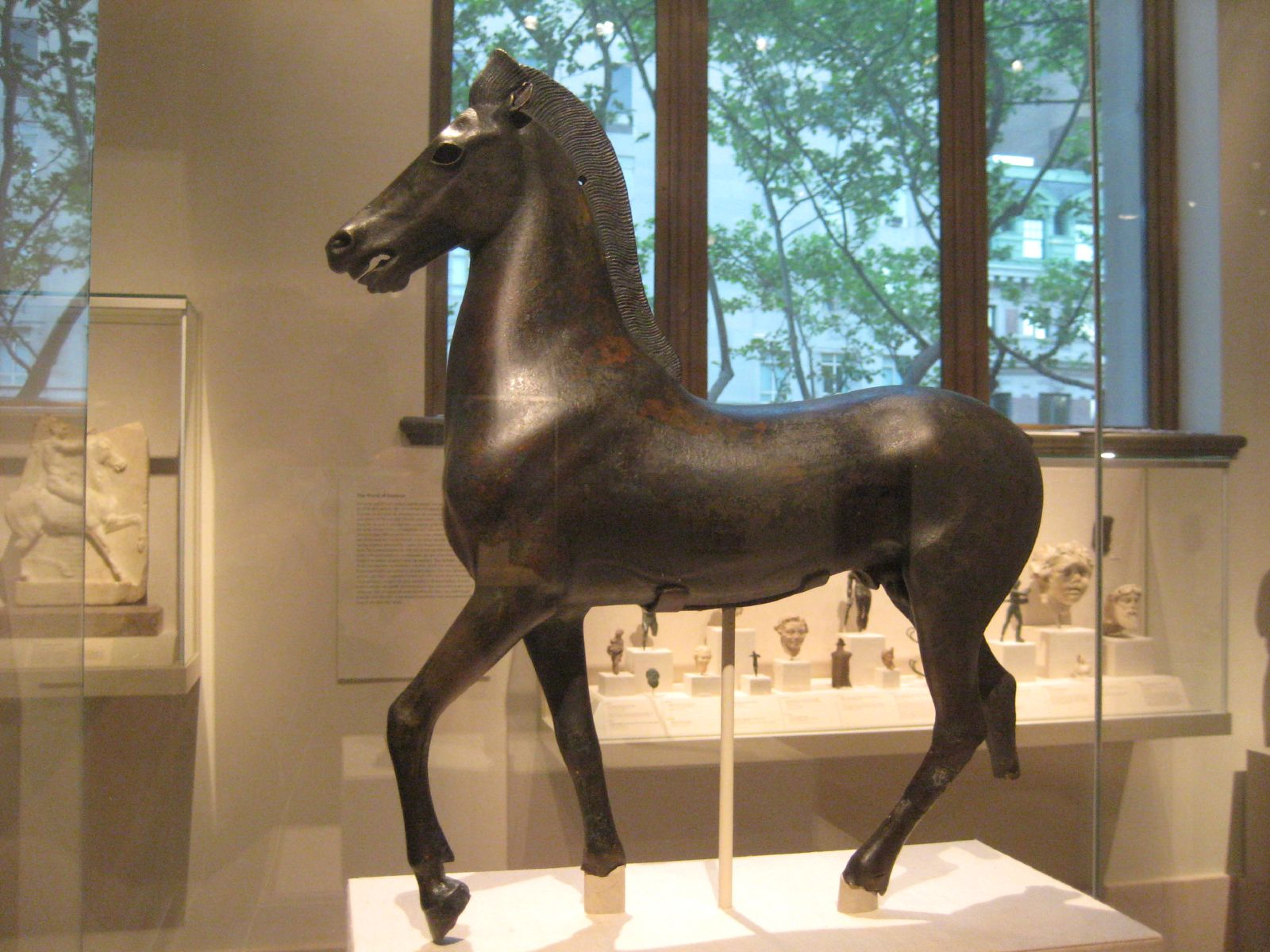
«Бронзовий кінь», I ст. до н. е. Музей мистецтва Метрополітен, Нью-Йорк
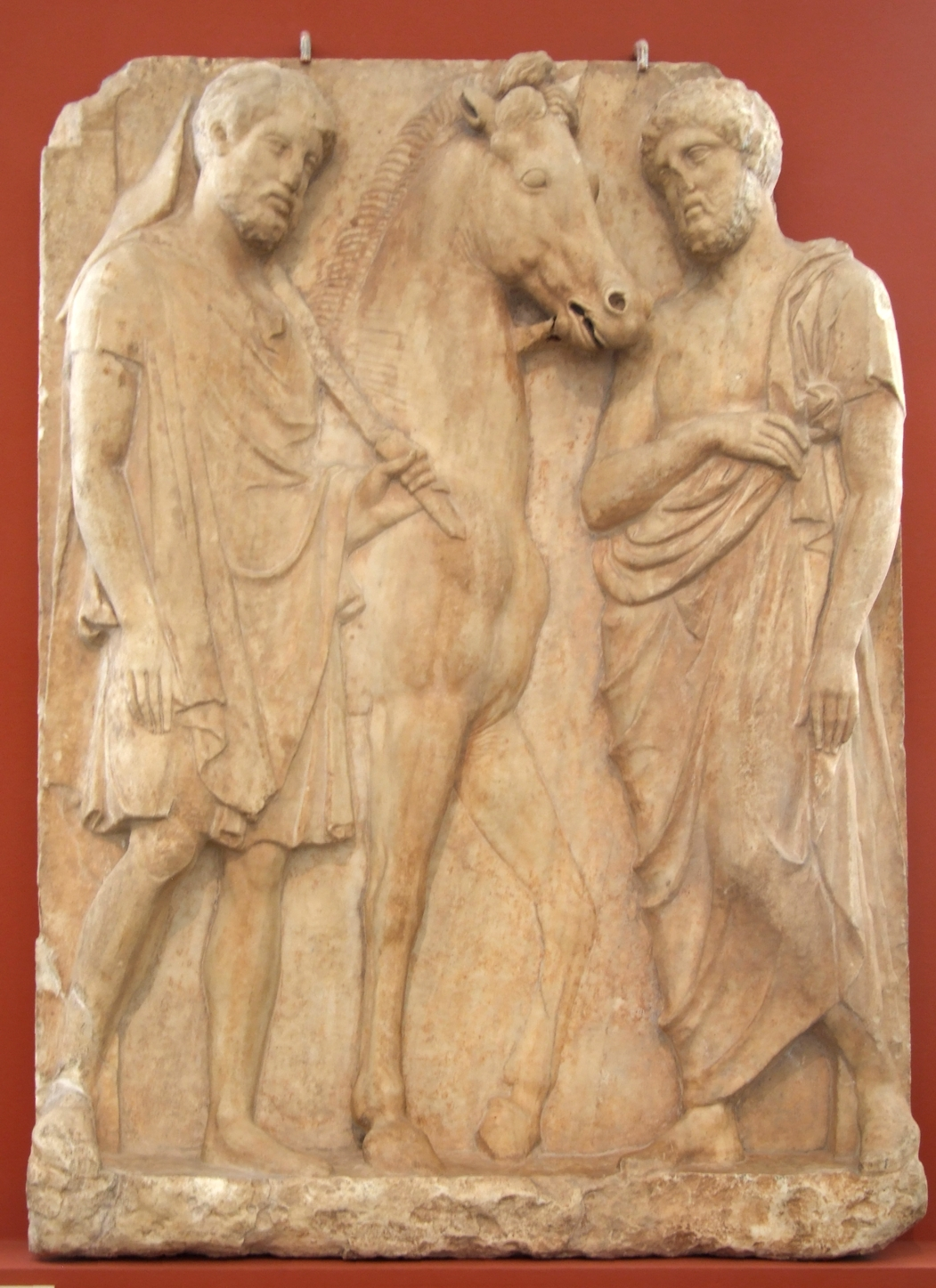
Надгробкова стела вершника. Музей образотворчих мистецтв імені Пушкіна
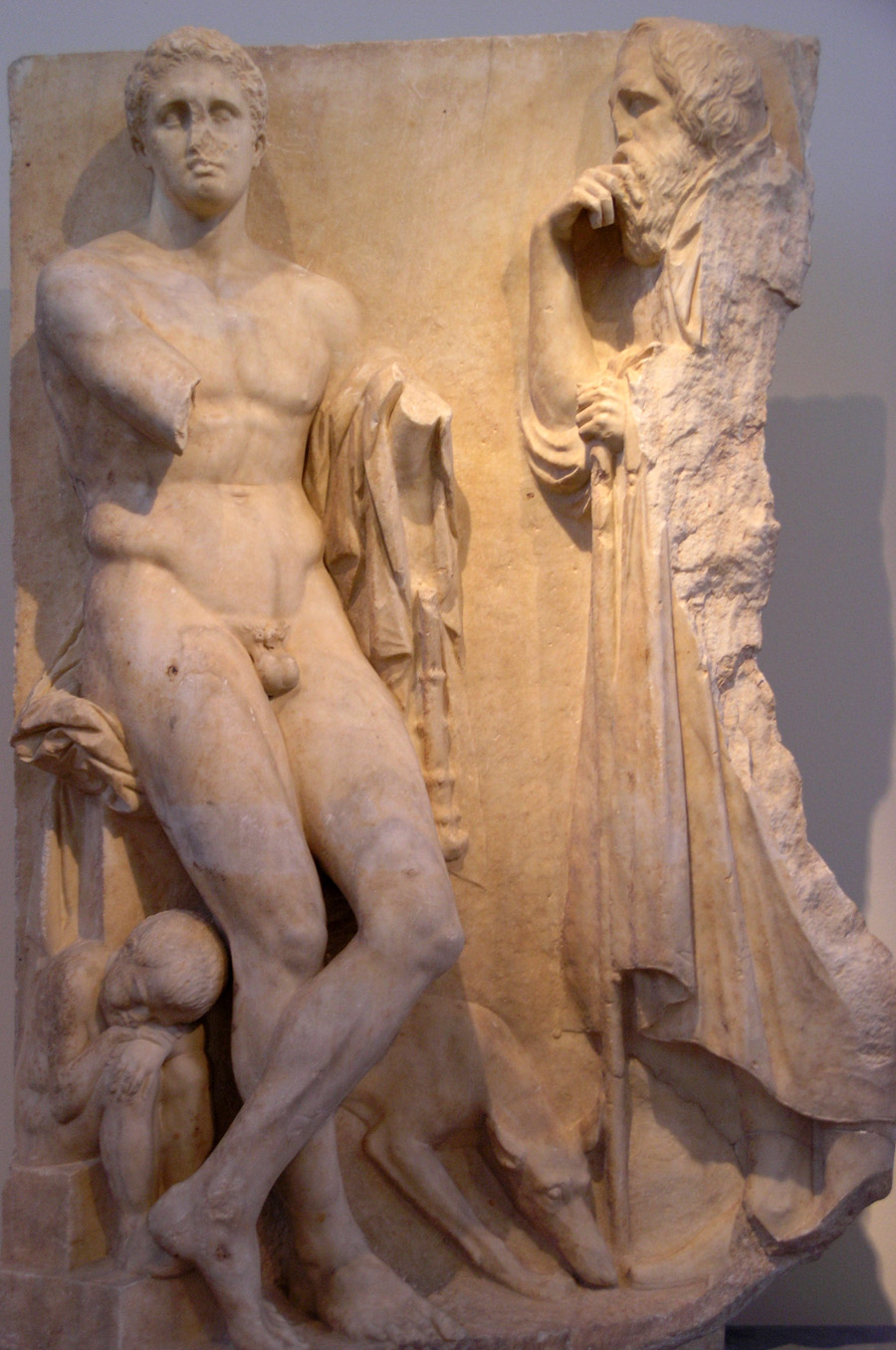
Ск. Скопас. Надгробкова стела мисливця з собакою. Національний археологічний музей (Афіни)
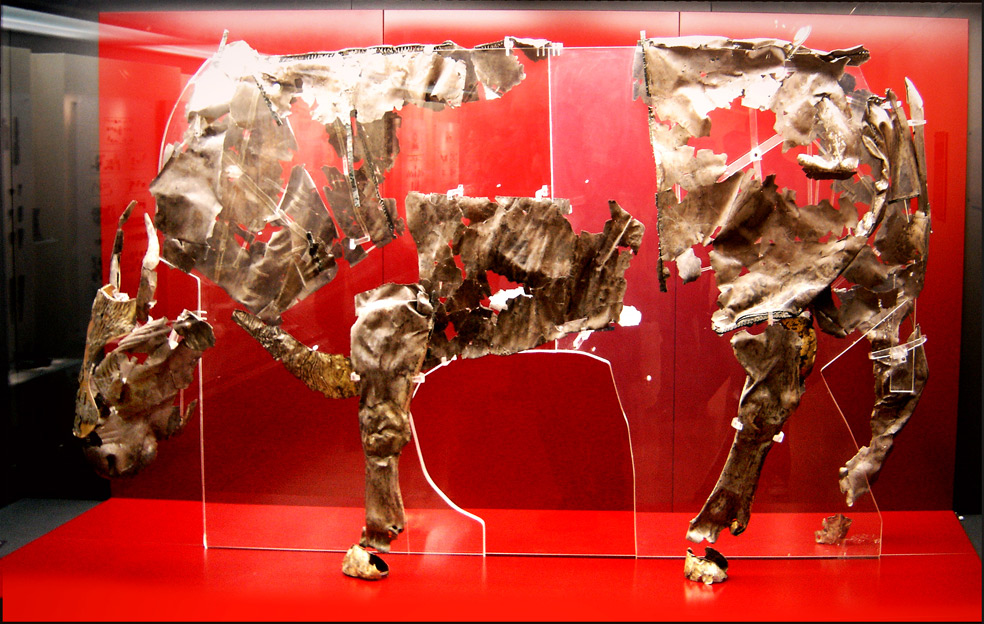
Срібна фігура бика. Археологічний музей, Дельфи.
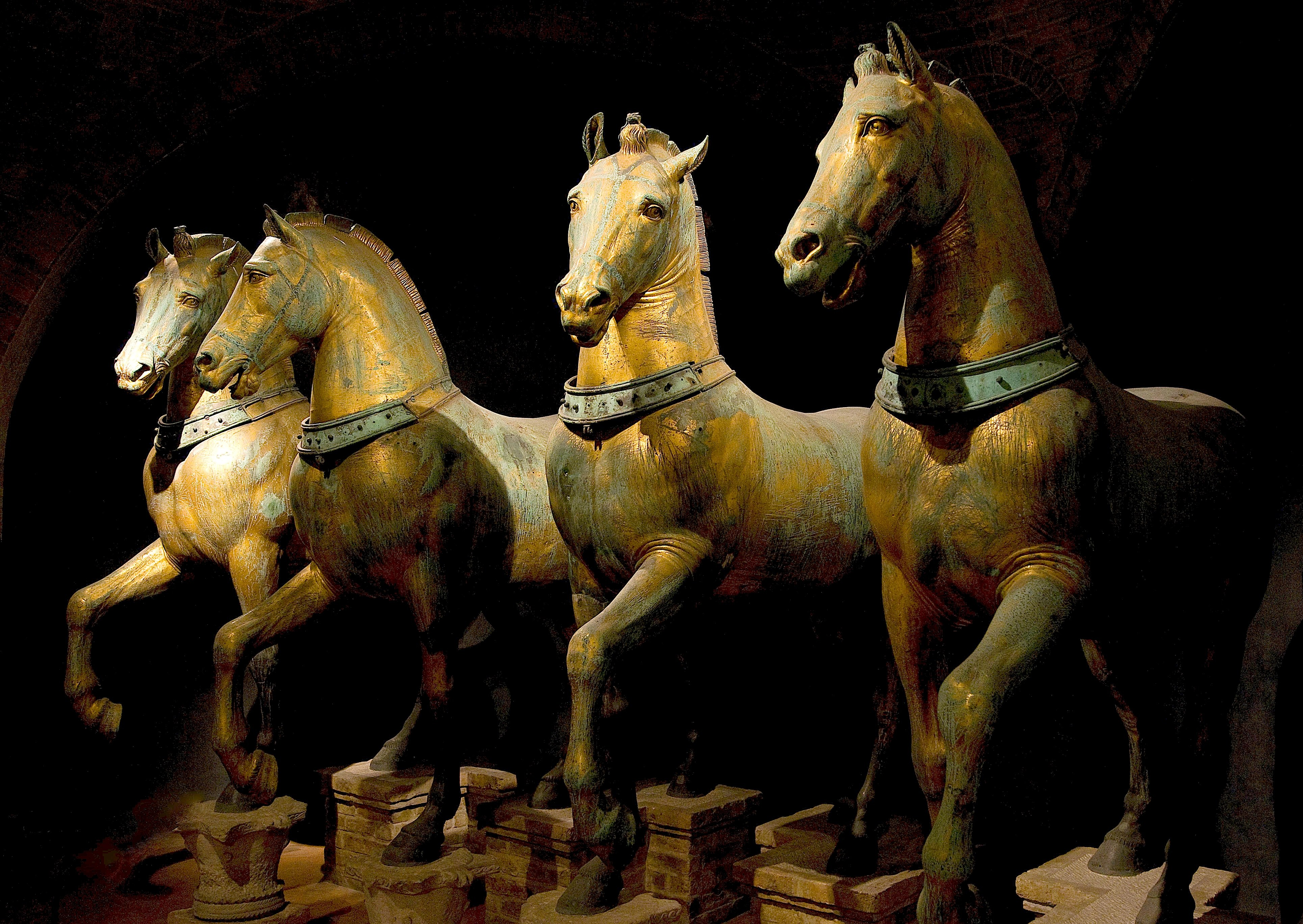
Античні коні з базиліки Сан Марко в Венеції.
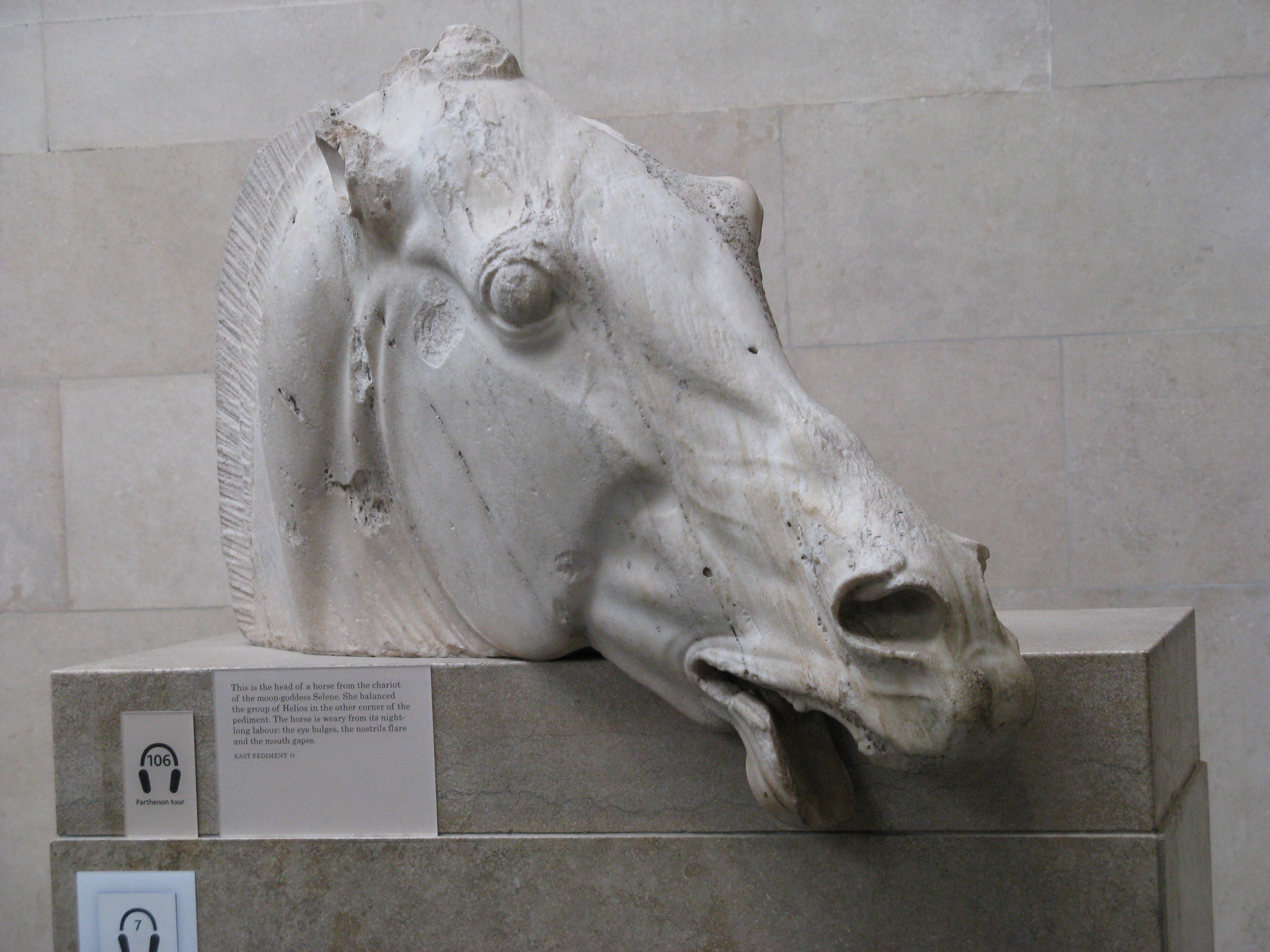
«Голова коня від колісниці богині ночі Селени», Британський музей
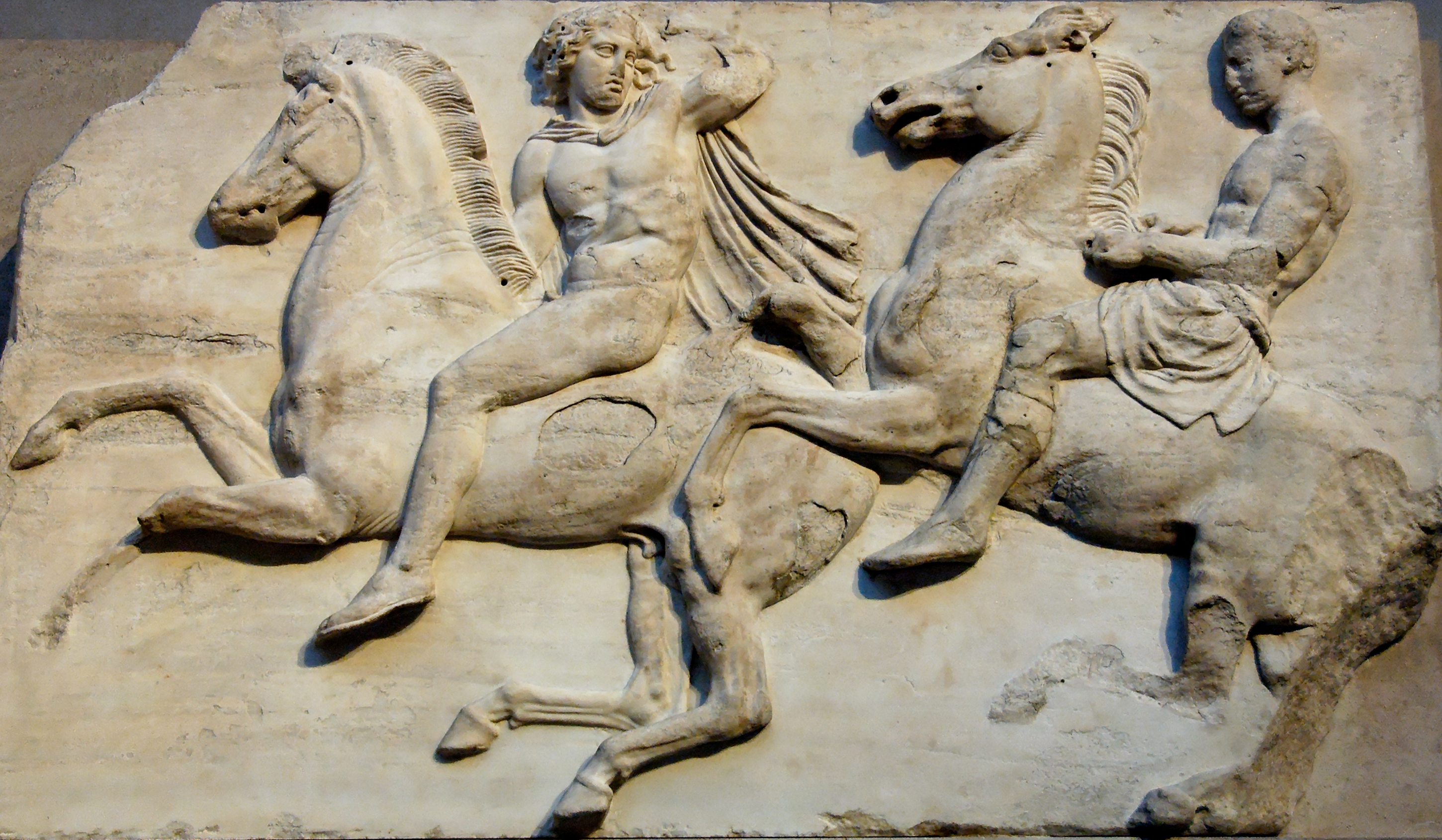
Вершники. Рельєф західного фризу Парфенона
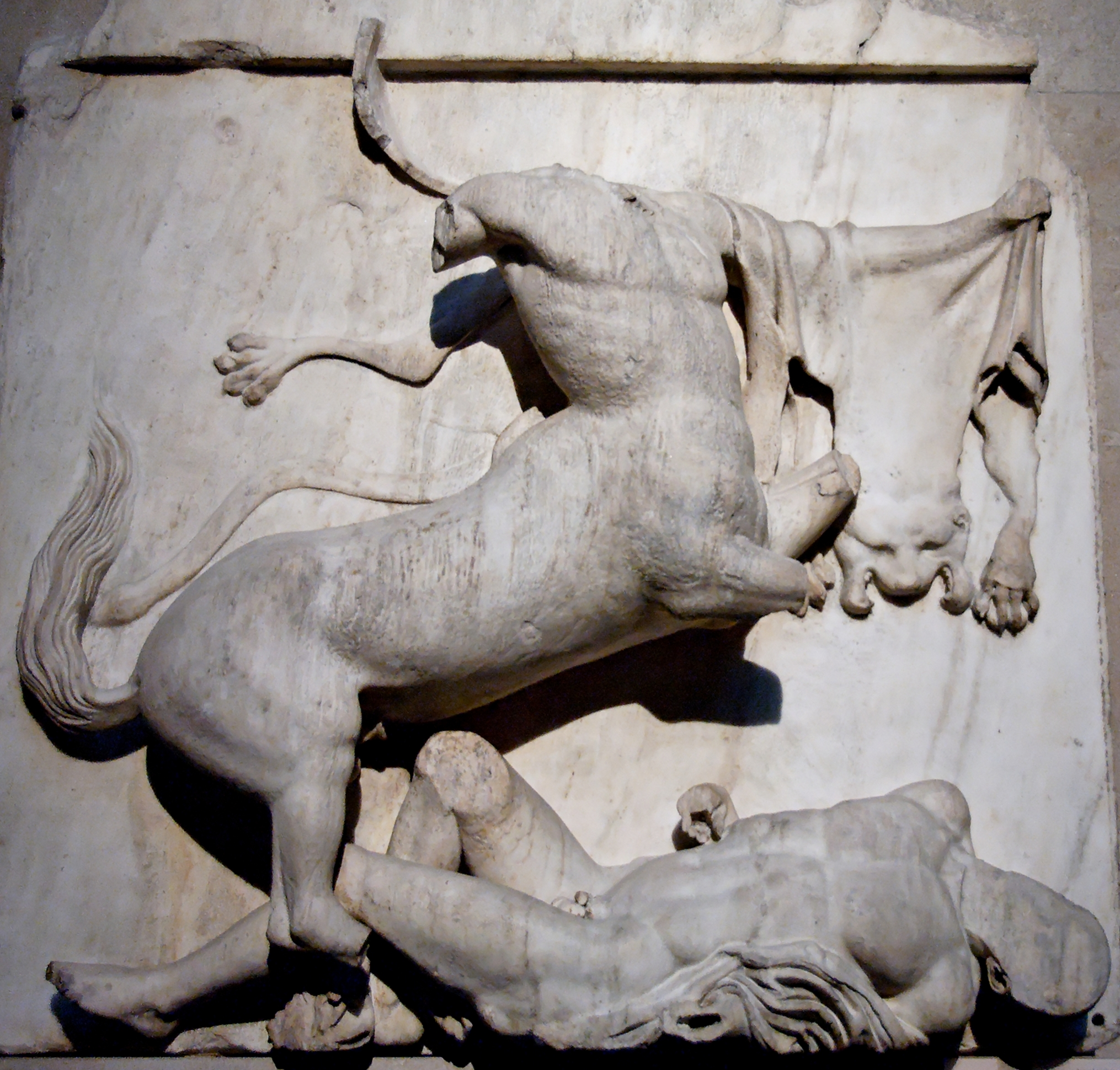
Рельєф південного фризу Парфенона. Лондон, Британський музей
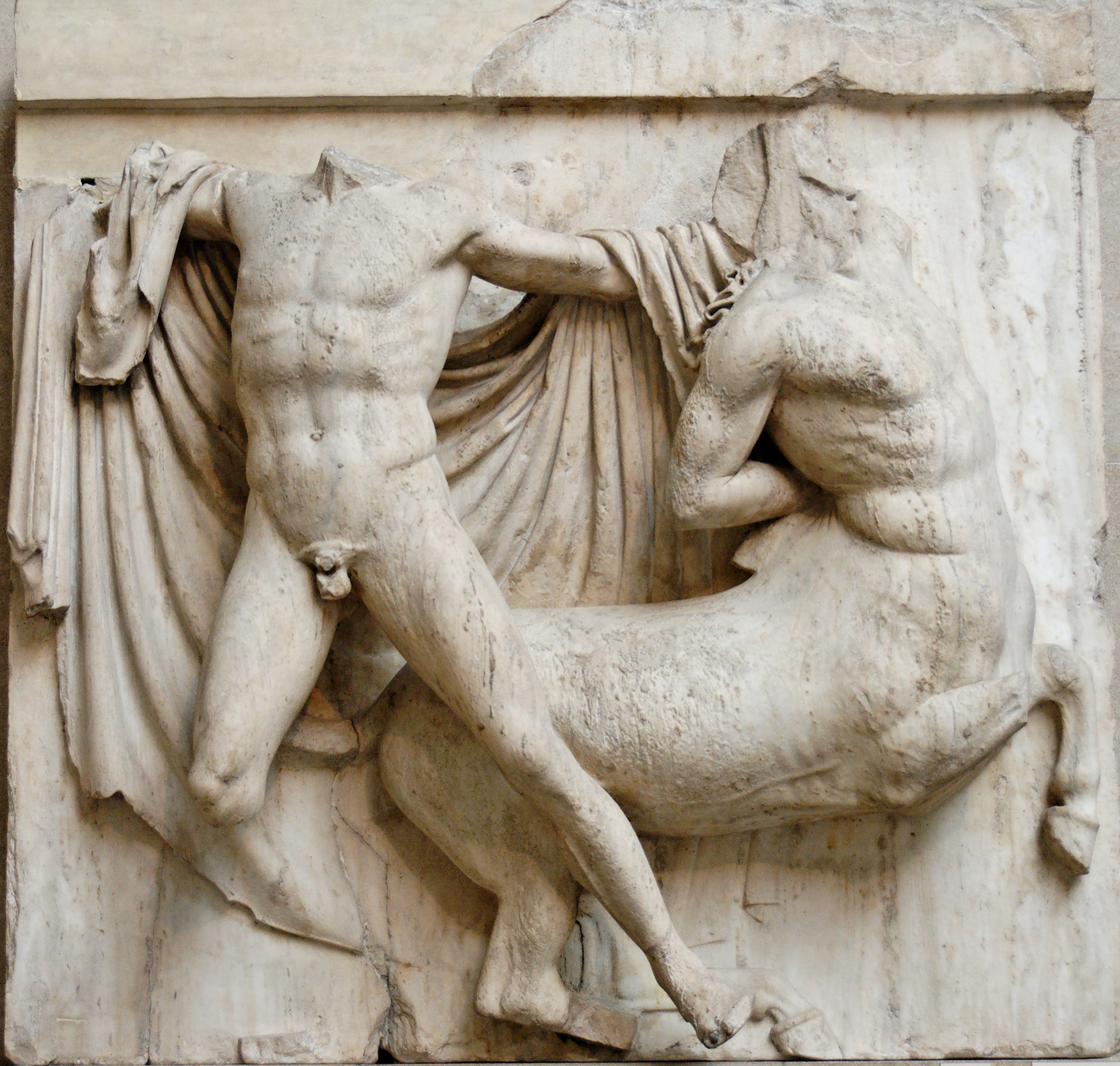
Рельєф південного фризу Парфенона. Лондон, Британський музей
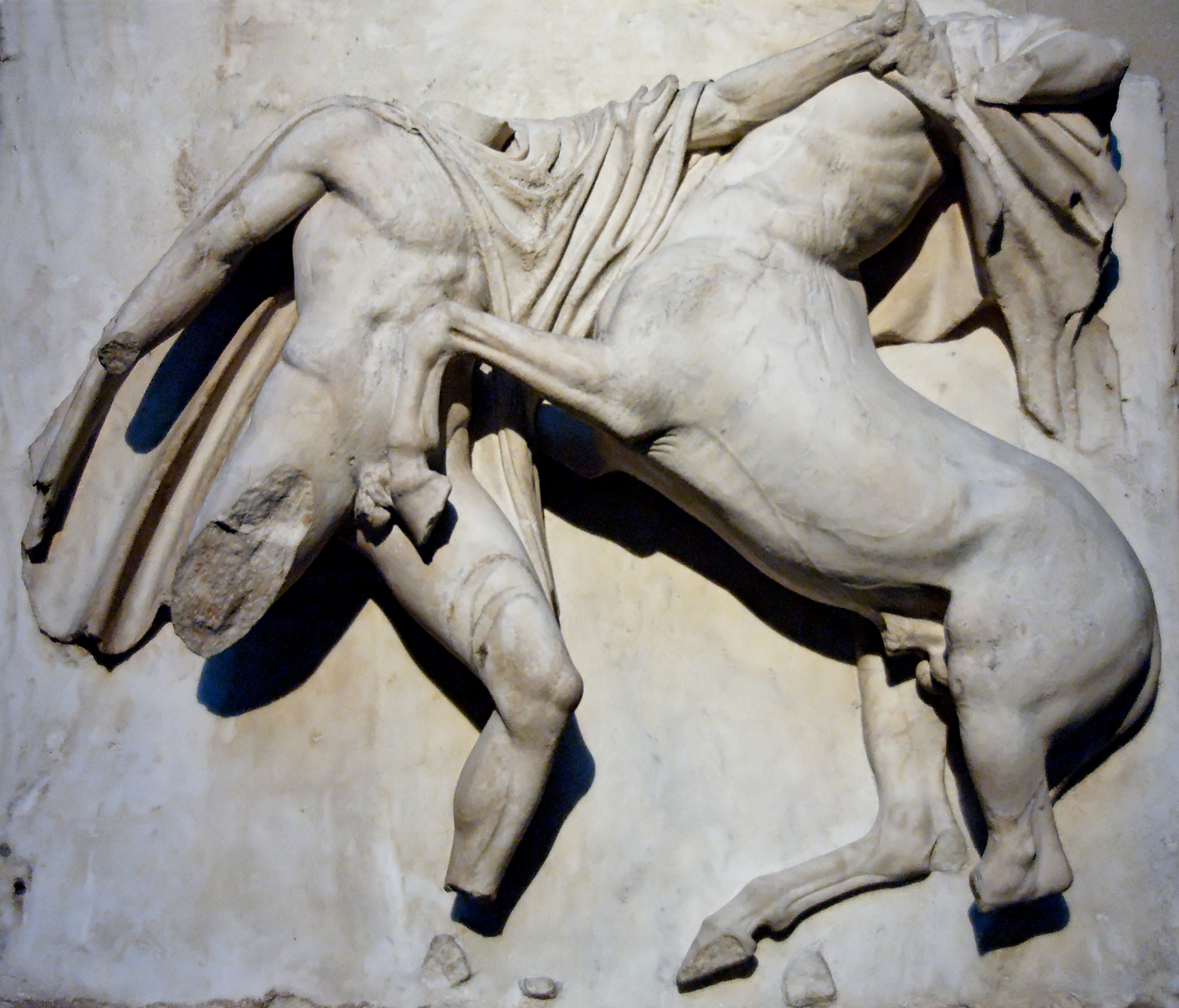
Рельєф південного фризу Парфенона. Лондон, Британський музей
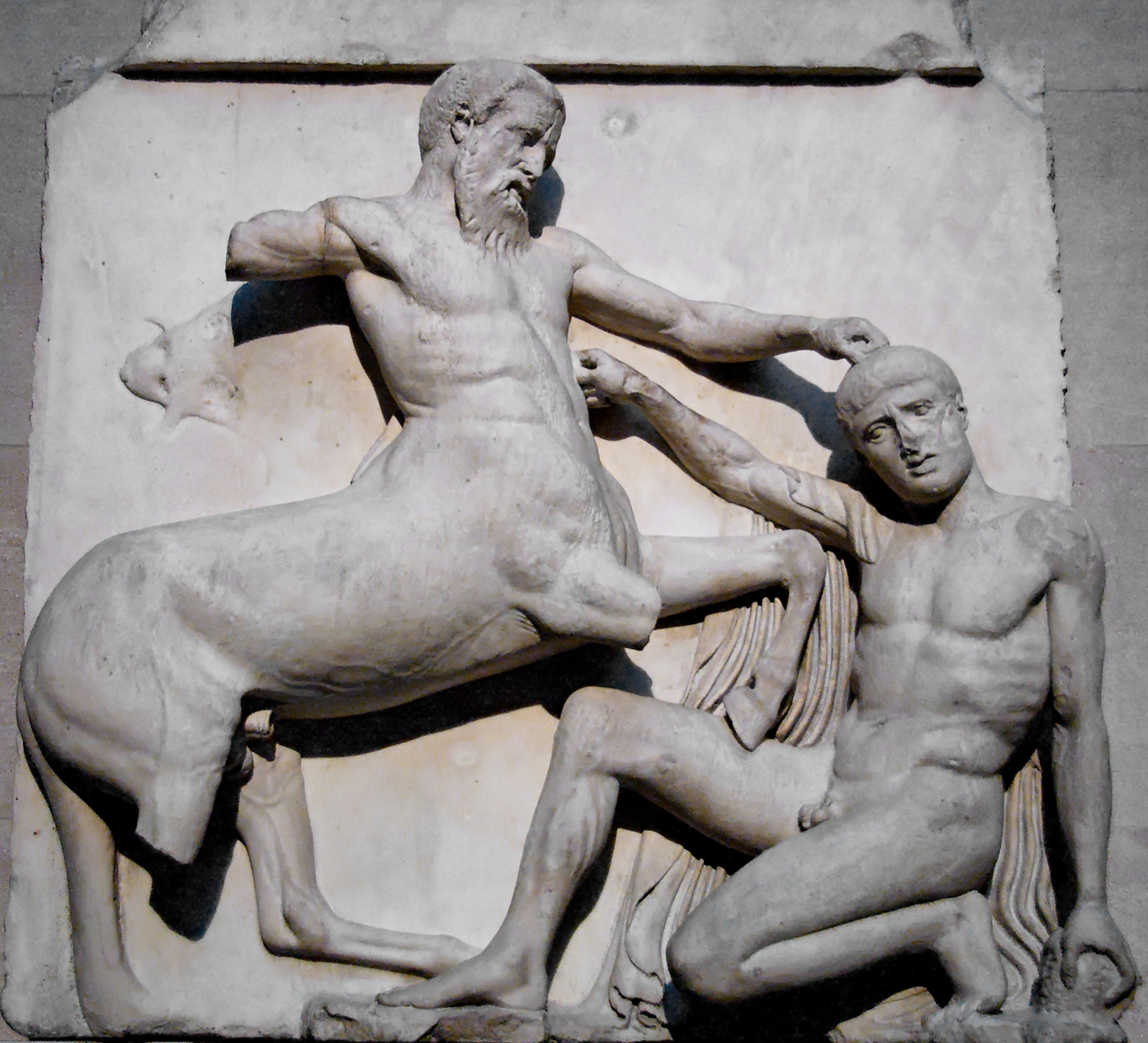
Рельєф південного фризу Парфенона. Лондон, Британський музей
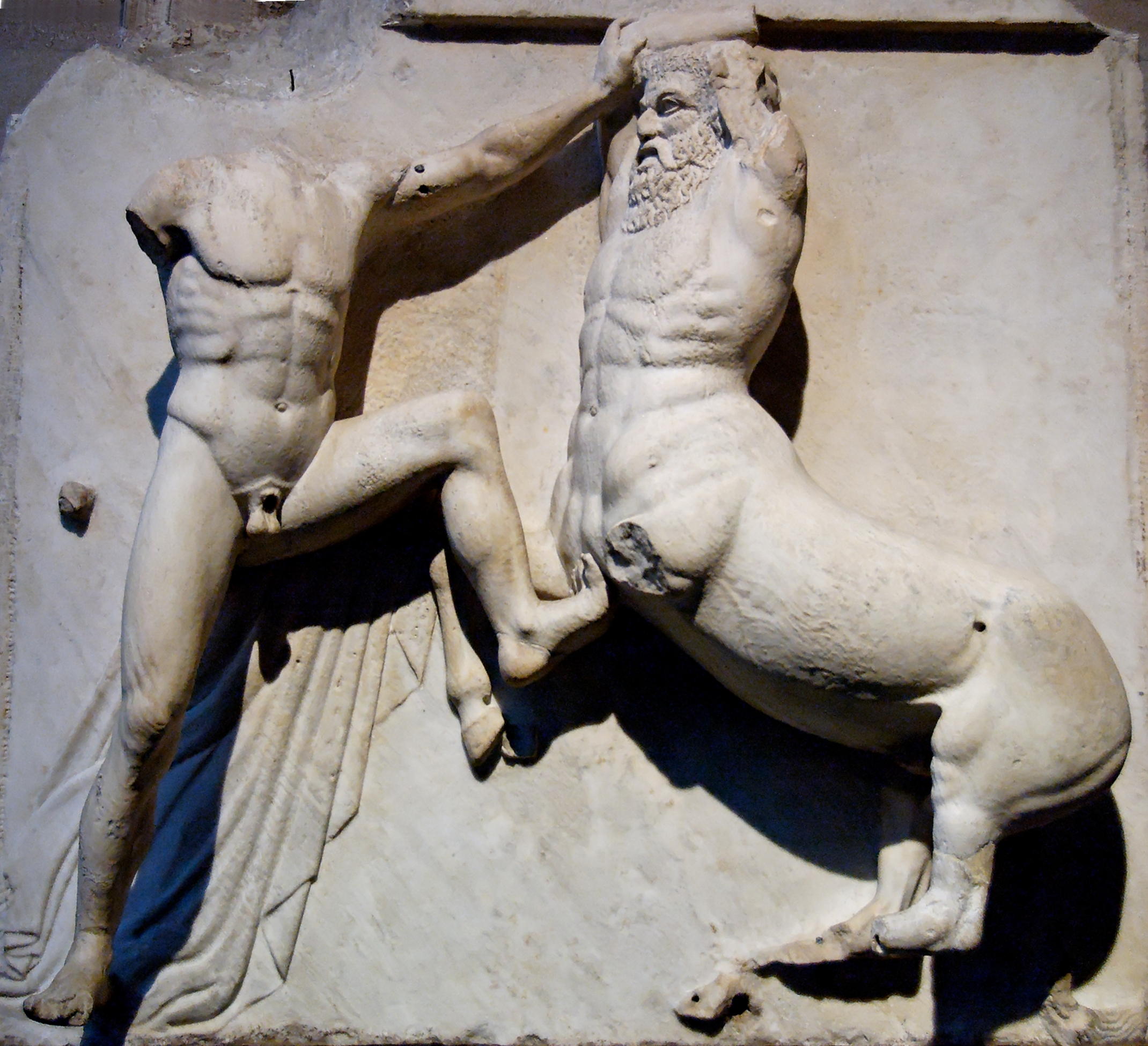
Рельєф південного фризу Парфенона. Лондон, Британський музей
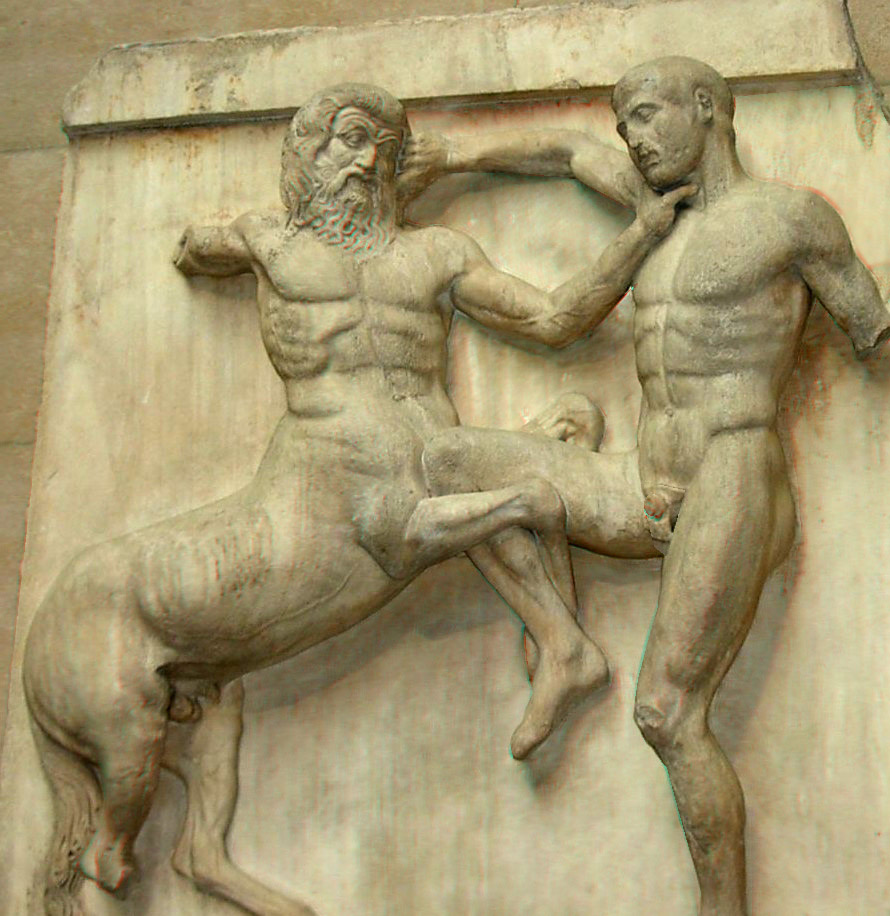

## Ювелірні вироби стародавніх греків

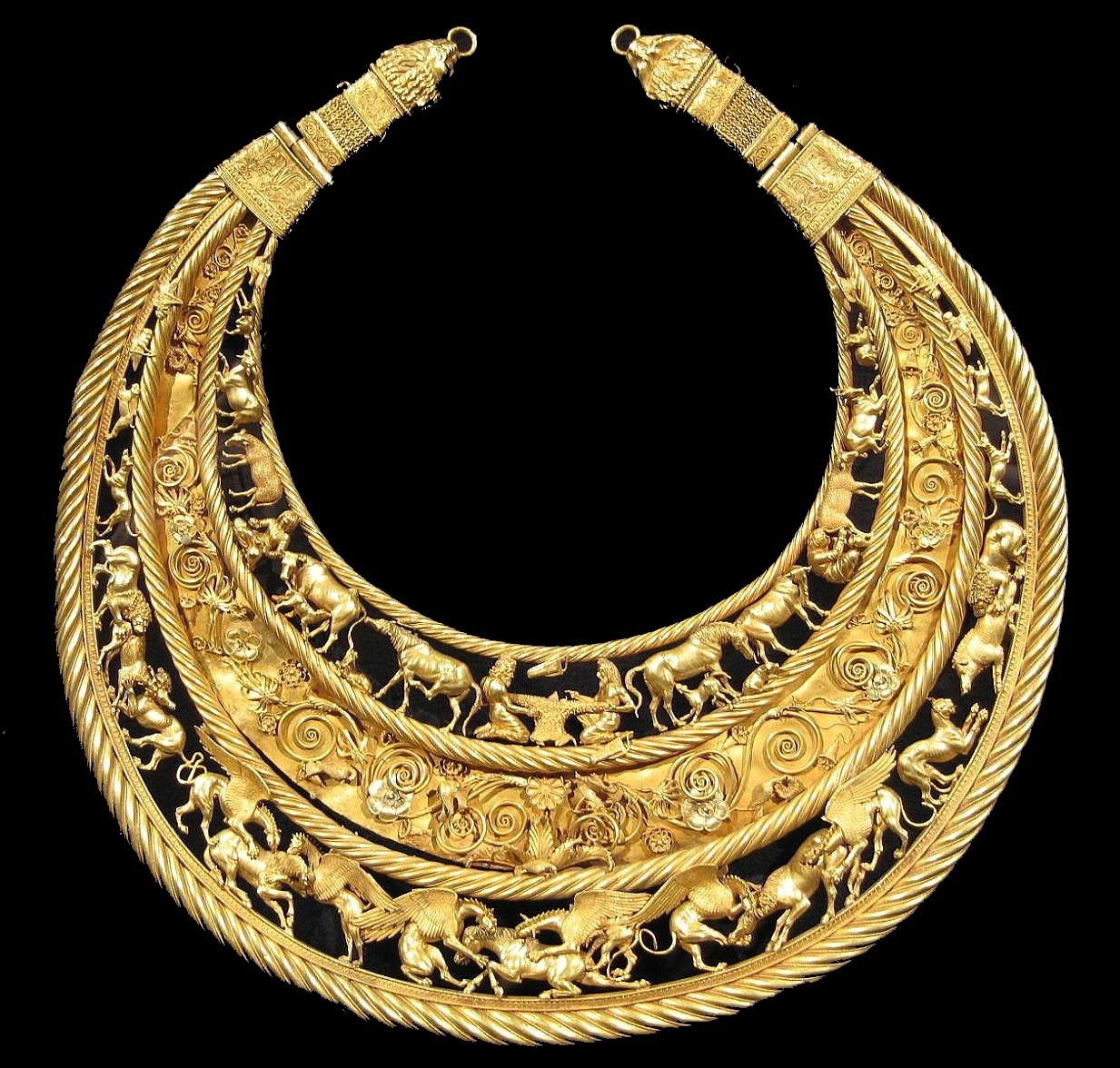
Скіфська пектораль з Товстої могили. Скарбниця Національного музею історії України

Золотом були багаті території Фракії та Македонії, що межували з давньогрецькими територіями з півночі. Давньогрецьке ювелірство, менше за обсягами виробництва ніж скульптура з бронзи та мармуру, витримало випробування часом і стала ще однією уславленою сторінкою мистецтва Стародавньої Греції. Неупинне удосконалення засобів обробки коштовних металів дозволило виготовляти як золочені деталі хрисоелефантинних скульптур, так і коштовний посуд чи ювелірні дива в прикрасах. Використовували як чисті золото і срібло, так і їх сплав електр. Золоті прикраси могли мати декоративні орнаменти, сюжетні композиції чи їх комбінації. Драматична історія грецьких полісів, їх колоніальна залежність від Риму чи Турецької імперії мало сприяли збереженню як скульптур із мармуру чи бронзи, так і численних ювелірних виробів. Історія ювелірства Стародавньої Греції відтворена фрагментарно і неповно в кожному з її етапів. Мало допомогли і знахідки ювелірних виробів в XIX ст., коли проводили хижацькі розкопки на прикордонних територіях давньогрецької цивілізації в Італії і на Сицилії, в сучасних Македонії та Болгарії, в Криму, в Україні на розкопках скіфських курганів. Хижацькі розкопки видирають пам'ятки з історичного оточення і заважають як їх датуванню, так і систематизації та історичному побутуванню.
Лише грецькі та варварські поховальні традиції надали можливість зберегти низку артефактів, знайдених в старовинних поховальних комплексах чи античних цвинтарях.
Вже в античних літературних джерелах знайдені описи ювелірних шедеврів стародавніх ювелірів, особливо в так званій «мікротехніці». Як сировину використовували як коштовні метали, так і бронзу та кістку. Ймовірно, широко використовували і деревину, яка не мала довготривалості золота, срібла чи їх сплаву.
В залежності від замовника в ювелірних виробах використовувались міфічні сюжети (Викрадення Ганімеда, голова Афіни, богиня перемоги Ніка), так і анімалістичні чи побутові сцени з життя сусідніх народів — сарматів, скіфів тощо. Одна із пам'яток світового значення з кургану Куль-Оба — скронева підвіска з Афіною. Вона — витвір ювелірства греків і унікальний свідок грецької культури, випадково переданий скіфам. В медальйоні — обличчя богині мудрості Афіни в шоломі і розкішному вбранні. Рама (оздоблення) медальйону з візерунками і розетками. На золотих ланцюжках понизу від рами — низка розеток і мініатюрних амфор з додатковими оздобами. Використана техніка філіграні та мікротехніки, якою уславилися лише майстерні Афін. Зразком для обличчя Афіни на скроневих підвісках слугувало обличчя давно втраченої скульптури богині для храму Афіни Парфенос (скульптор — Фідій).

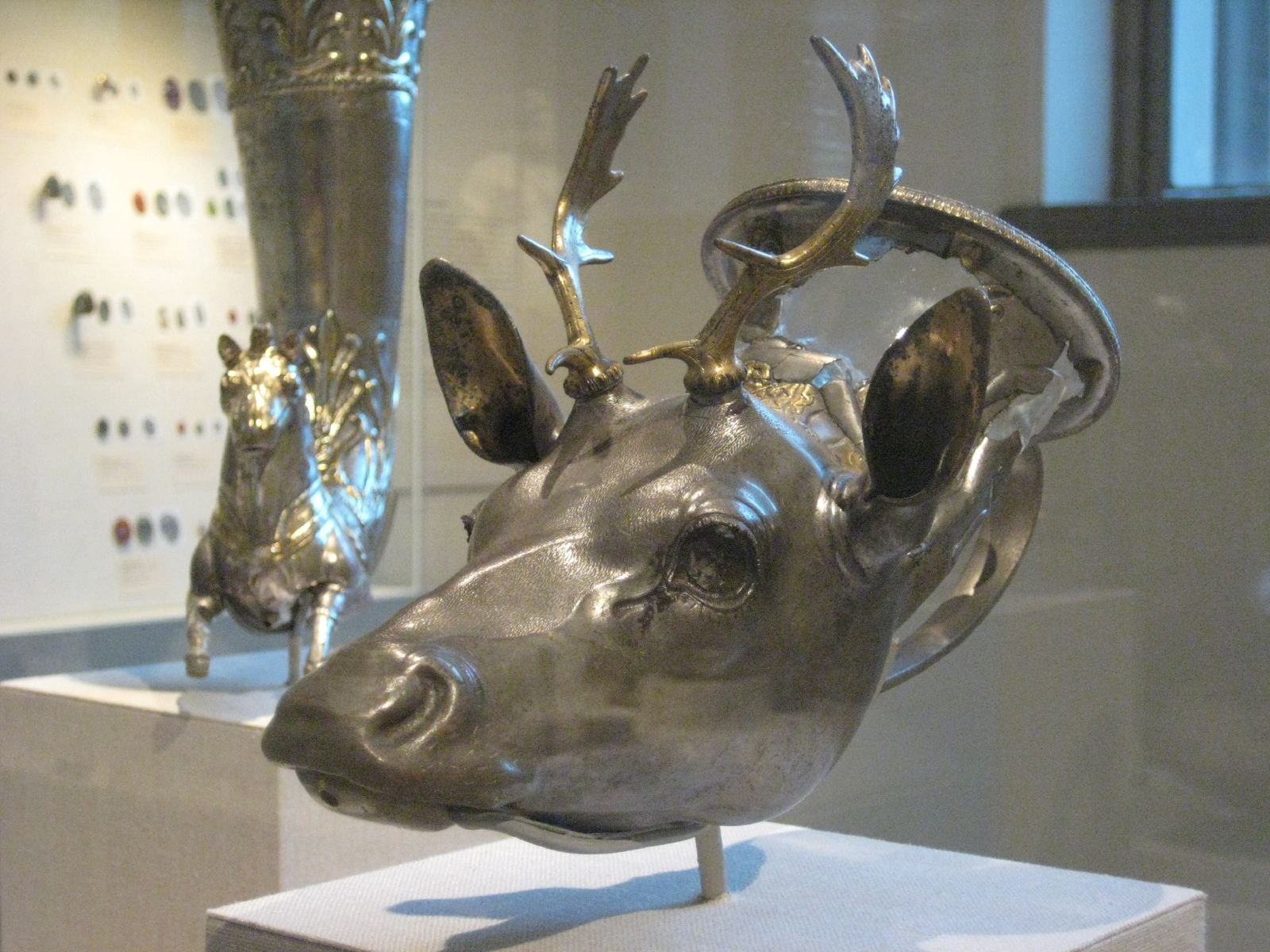
Два коштовні ритони. Музей мистецтва Метрополітен
Золоті сережки з Ганімедом і орлом Зевса, до 300 року до н.е.
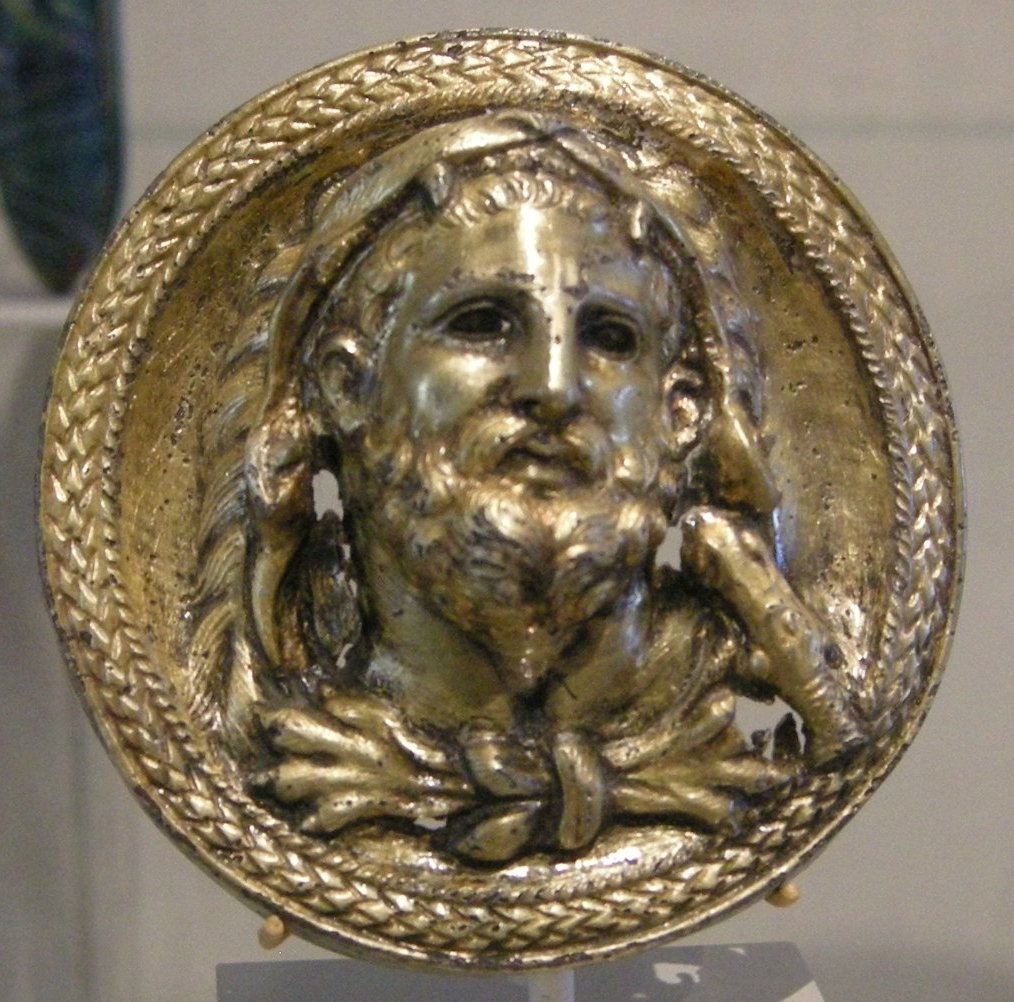
Медальйон з головою Геракла, еллінізм, III ст. до н.е.Музей мистецтва Метрополітен
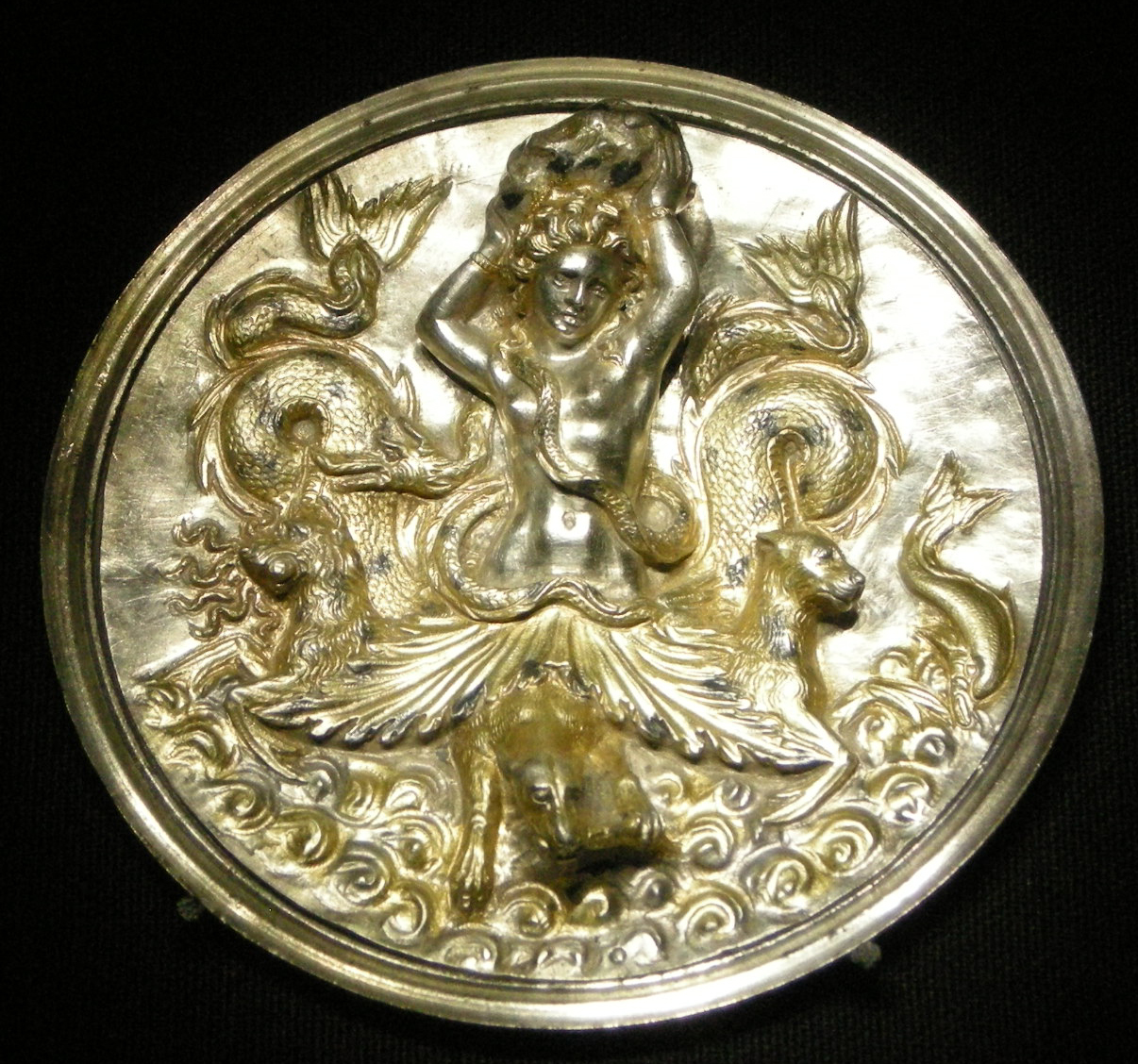
Скарб міста Моргантіна, ювелірна прикраса III століття до н.е.
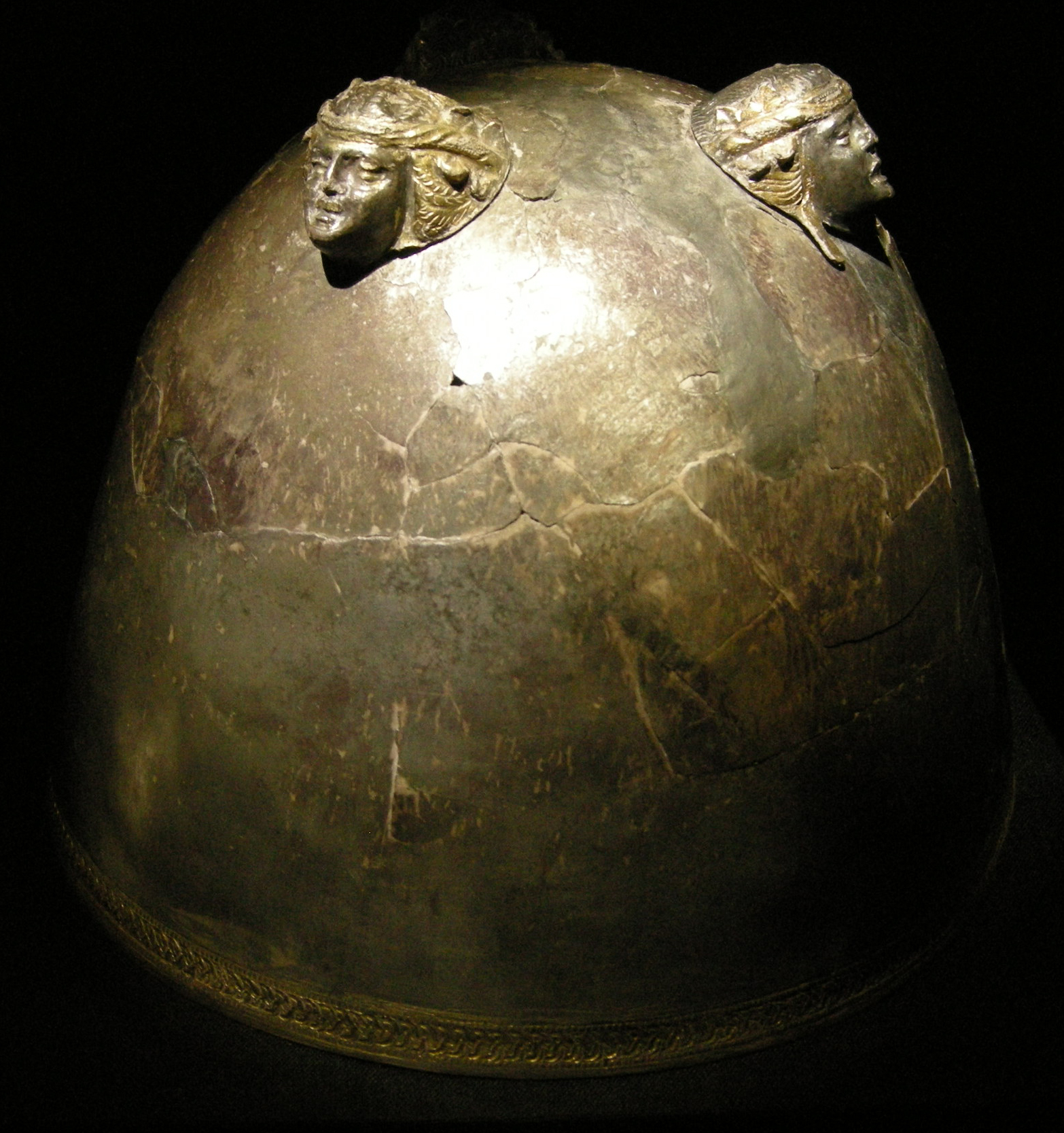
Скарб міста Моргантіна. Посудина для змішування вина з водою, III століття до н.е.
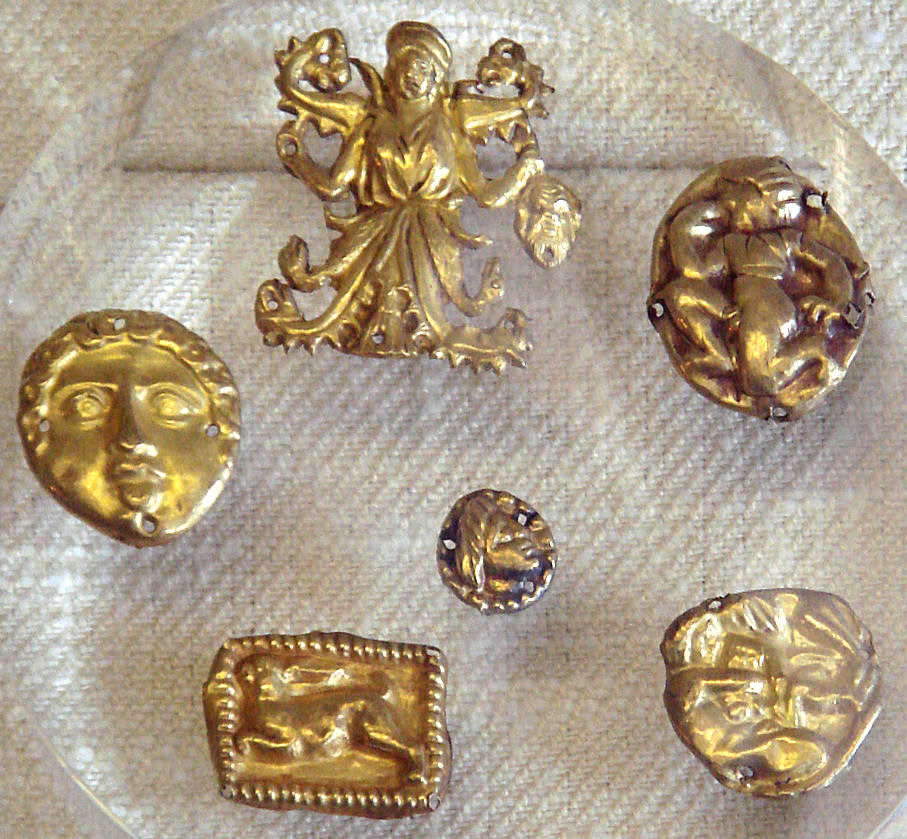
Золоті бляшки з кургану Куль-Оба. Париж, Кабінет медалей.
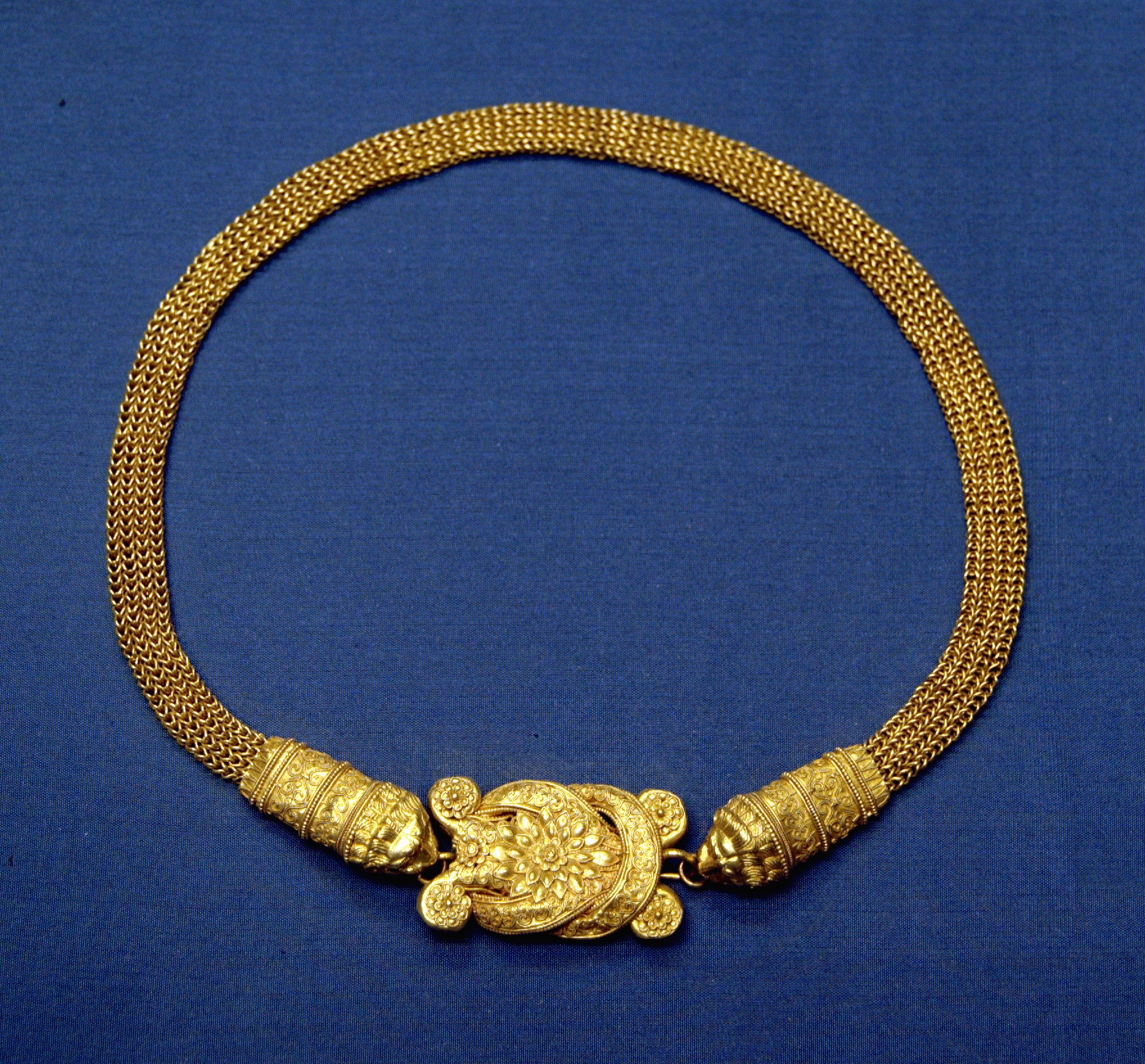
Золоте намисто з використанням плетива і Геркулесового вузла, III ст. до н.е., Державне античне зібрання, Мюнхен.

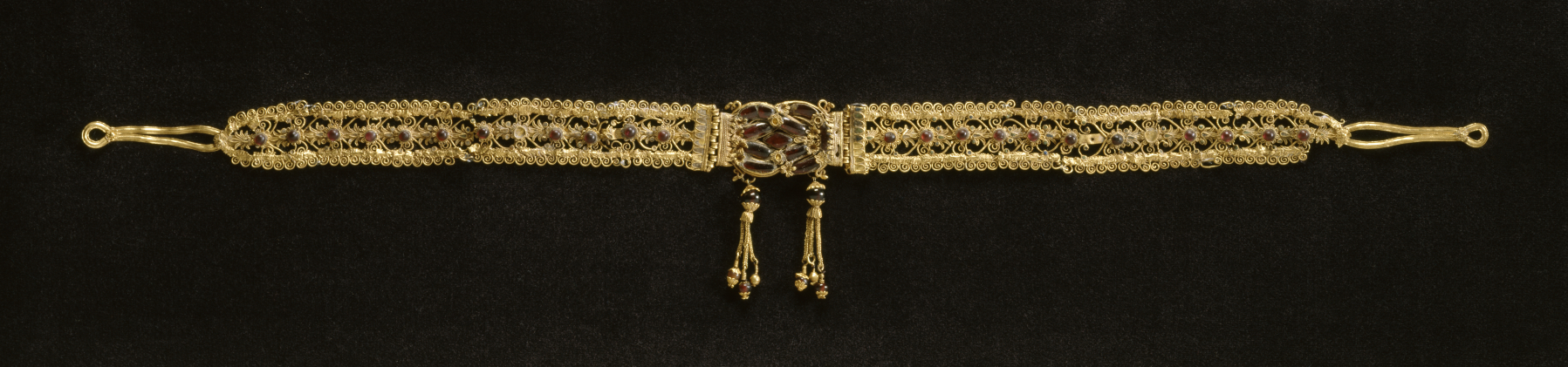
Діадема з Геркулесовим вузлом, Художній музей Волтерс

## Порубіжні десятиліття IV ст. до н.е

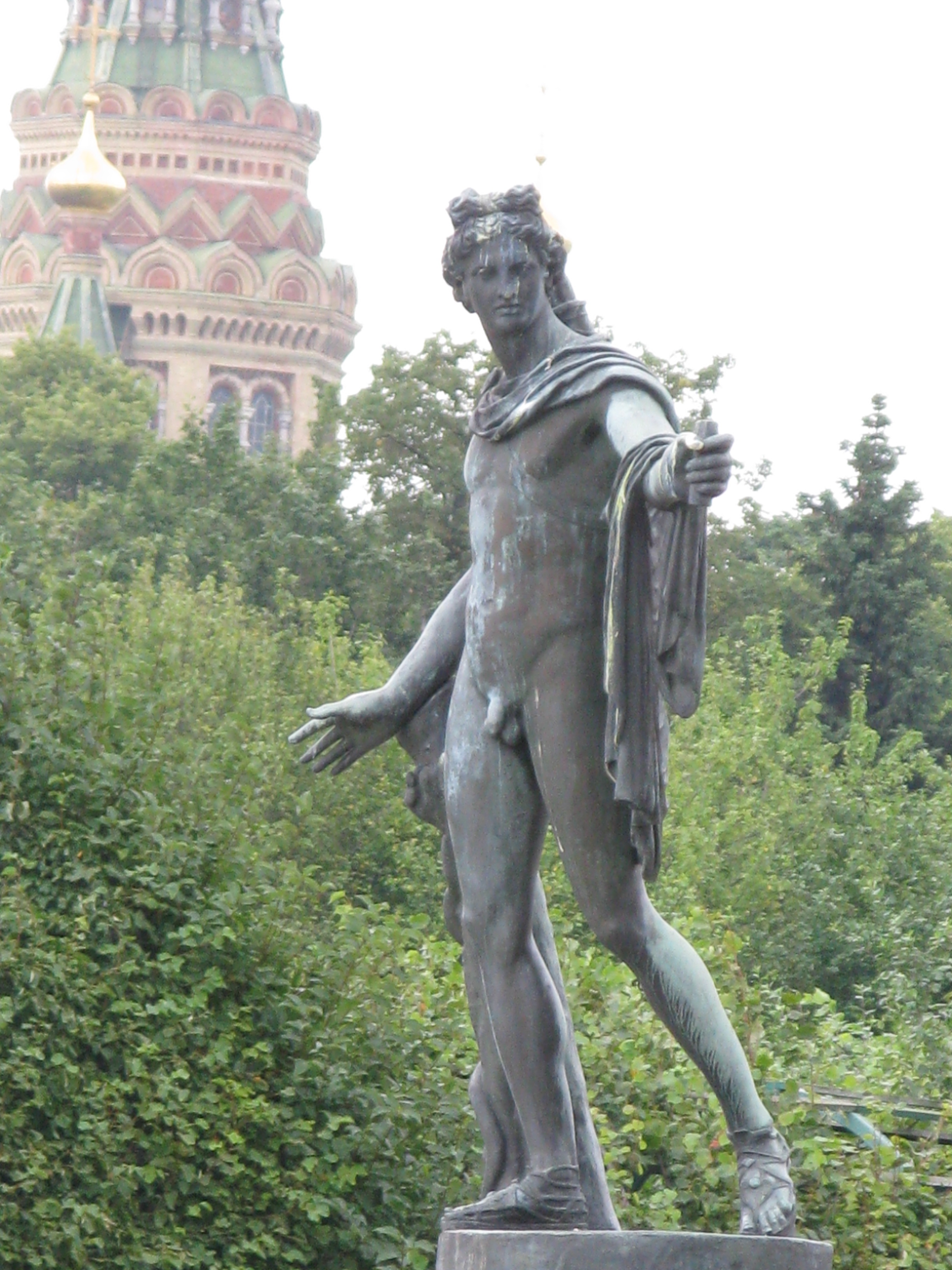
«Аполлон Бельведерський», репліка в Петергофі

В IV ст. до н. е. давньогрецька скульптура розділилась на два напрямки —
- холодний ідеалістичний
- реалістичний.

На умовність цього розділу вказують риси обох напрямків у творчості деяких грецьких скульпторів. Серед них — Кефісодот, батько уславленого скульптора Праксителя. Кефісодот не відмовлявся від спостережень за реальністю, коли наділяв узагальнені і ідеалізовані персонажі олімпійських богів рисами побутовості та ліричних настроїв. Його скульптура «Ейрена з малюком Плутосом» подавала побутове трактування богині миру при збереженні ідеалізації, надреальності і зовнішньої ефектності.
Найкращими майстрами реалістичного напрямку були Скопас, Лісіпп та Пракситель. Реалістичні пошуки підтримав і тодішній художник Апеллес в живопису.
Скопас із Пароса (грец. Σκόπας, 395 до н. е. — 350 до н. е.) — давньогрецький скульптор, архітектор та художник IV століття до н. е., чия творчість поряд із Лісіпповою, завершила період пізньої класики. Представник, так званої, новоаттичної школи, першим серед давньогрецьких скульпторів відмовився від бронзи та звернувся до мармуру. Відмовившись від властивого мистецтву V століття до н. е. гармонійного спокою образу, Скопас звернувся до передачі сильних душевних переживань, боротьби пристрастей, драматизму. Для втілення їх Скопас використовував динамічну композицію і нові прийоми трактування деталей, особливо рис обличчя: глибоко посаджені очі, складки на чолі і напіввідкриті уста. Насичена драматичним пафосом творчість Скопаса зробила великий вплив на скульпторів елліністичної культури, зокрема на твори майстрів III–II століть до н. е., що працювали у місті Пергам.
Холодий ідеалістичний напрям мав власних і талановитих представників в особах Бриаскіса, Тимофія та Леохара. Технічно віртуозні майстри, вони женуться за зовнішньою ефектністю, аристократичною вишуканістю. Показовими стануть творчість і художня кар'єра скульптора Леохара. Леохар — афінянин за походженням. Але зробив вдалу придворну кар'єру при дворі царя Александра Македонського. Так, Леохар використав хрисоелефантинну техніку — не для фігур богів, а для уславлення предків Александра Македонського, практично урівняних з богами.
До творів Леохара віднесені «Аполлон Бельведерський», Діана Версальська та Ганімед Ватиканський — аристократично вишукані, ефектні, елегантні і антиреалістичні за сутністю.
Декілька століть аристократично холодний «Аполлон Бельведерський» був оголошений прихильниками академізму — втіленням найкращих рис давньогрецького мистецтва доби класики. Новий погляд на цей твір і переоцінка його художньої вартості прийшли лише в XIX ст., коли успіхи археології привнесли в наукове мистецтвознавство інші зразки доби давньогрецької класики. «Аполлон Бельведерський» зблід і в порівнянні з бронзовими оригіналами, знайденими у XX ст., серед яких Зевс з мису Артемісіон, Афіна з Пирею, Вояки з Ріаче. Ефектний «Аполлон Бельведерський» з пишною і вишуканою зачіскою і гордовитим поглядом виявився внутрішньо малозначущим, майже порожнім. Не дивно, що він користувався такою популярністю у європейської аристократії і населив чималу кількість аристократичних палаців, галерей і припалацових садів.

## Еллінізм
Добу еллінізму умовно поділяють на Ранній (кінець IV ст. до н. е. — початок II ст. до н. е.) та Пізній етапи (початок II ст. до н. е. — I ст. до н. е.).
Надзвичайно вагомим був внесок скульпторів еллінізму у галузі портрету та в монументальну скульптуру.
В портретному жанрі доби пройшло своєрідне розгалуження на офіційний монументальний портрет та портрет приватний. Мистецтво попередніх століть в Греції не мало розвиненого портрета. Вони такі були, але треба було бути надзвичайною особою, аби поліс і суспільство зголосилися замовити портрет, але це коло надто обмежене (портрети стратегів, поетів, філософів). Лише іноді портрет (в рельєфі) міг створити надто сміливий скульптор без дозволу полісу (автопортрет Фідія на щиті богині Афіни?), за що міг понести покарання.
В добу еллінізму надзвичайно розширилось відображення різних сторін реальності, в тому числі і в портреті. В ньому відбився весь світ людських почуттів та настроїв. Здається, не було настрою, не відображеного в елліністичному портреті — пиха і воля подолати будь-які перешкоди на шляху до влади — в одних, сум, розчарування, зневіра, трагічний надлом — в інших. Створюють портрети як реальних осіб (володарів, цариць), так і легендарних історичних персонажів (умовний портрет поета Гомера). З пошкодженими обличчями, з відбитими носами, вони навіть у фрагментах зберегли індивідуальні риси конкретних людей та всі настрої протиріч, конфліктів і драматичних подій доби.
Наприкінці IV ст. до н. е. — не тільки грецькі держави-поліси, а і Перська держава Ахеменідів пережили економічну та політичну кризу. Це створило умови до якісних змін в державотворенні. Військово-політичним лідером на короткий термін стала Македонія. Завдяки цьому стала можливою поразка Перської держави від вояків Александра Македонського. Грецька цивілізація на списах і мечах македонців була перенесена далеко на схід. Процес нагадував грецьку колонізацію, супроводжувався взаємними впливами грецької і місцевих культур, засвоєнням досвіду місцевих народів, розширенням ринків, розвідкою природних ресурсів і навіть ботанічними збагаченнями греків.
Імперія Александра Македонського розпалась відразу по його смерті. Але на її уламках відразу виникли державні утворення нового для греків типу — деспотичні монархії. Так розпочалась доба еллінізму. Грецький світ збільшився від Сицилії на заході до Середньої Азії на сході, від Боспорського царства в Причорномор'ї на півночі до Нубії в Африці.
Головними серед створених держав стають елліністичний Єгипет в дельті Нилу, Македонське царство (що перебрало на себе майже всю материкову Грецію), царство Селевкідів, Пергамська держава та Родос. Залишки демократичного устрою ще існують на узбережжях Греції та на остові Родос. Але незалежності вони вже не мають, а їх демократія суворо обмежена тільки справами поліса-міста. Політику править диктатура вузької частини грецьких олігархів. Для доби характерна поява нових і значних за політичним і культурним значенням міст — Александрії в Північному Єгипті, Антиохії в державі Селевкідів, Пергаму. Помітно збільшились контрасти між забудовою багатіїв (з перистильними двориками і приватними садами, прикрашеними скульптурами) і численними халупками еліністичної бідноти. Свої відмінності матимуть і культура нових державних утворень.
Вільний мешканець поліса силоміць перетворений на підлеглого чергового монарха, а сам мешканець позбавлений прав на управління чи владу. А його залежність від деспотичної держави збільшена безмежно. Особи замикаються на приватному житті, на індивідуалізмі, а не зв'язках з суспільством. Виникають конфлікт і напруга в стосунках з державою, з навколишнім світом як таким. В настроях людей панують тихий відчай, розчарування, втрата безпеки, драматичне світосприйняття майже до трагічного надлому. Все це повно відбилось в мистецтві, і, перш за все, в елліністичній скульптурі, підняло її сюжети і теми на якісно новий рівень.

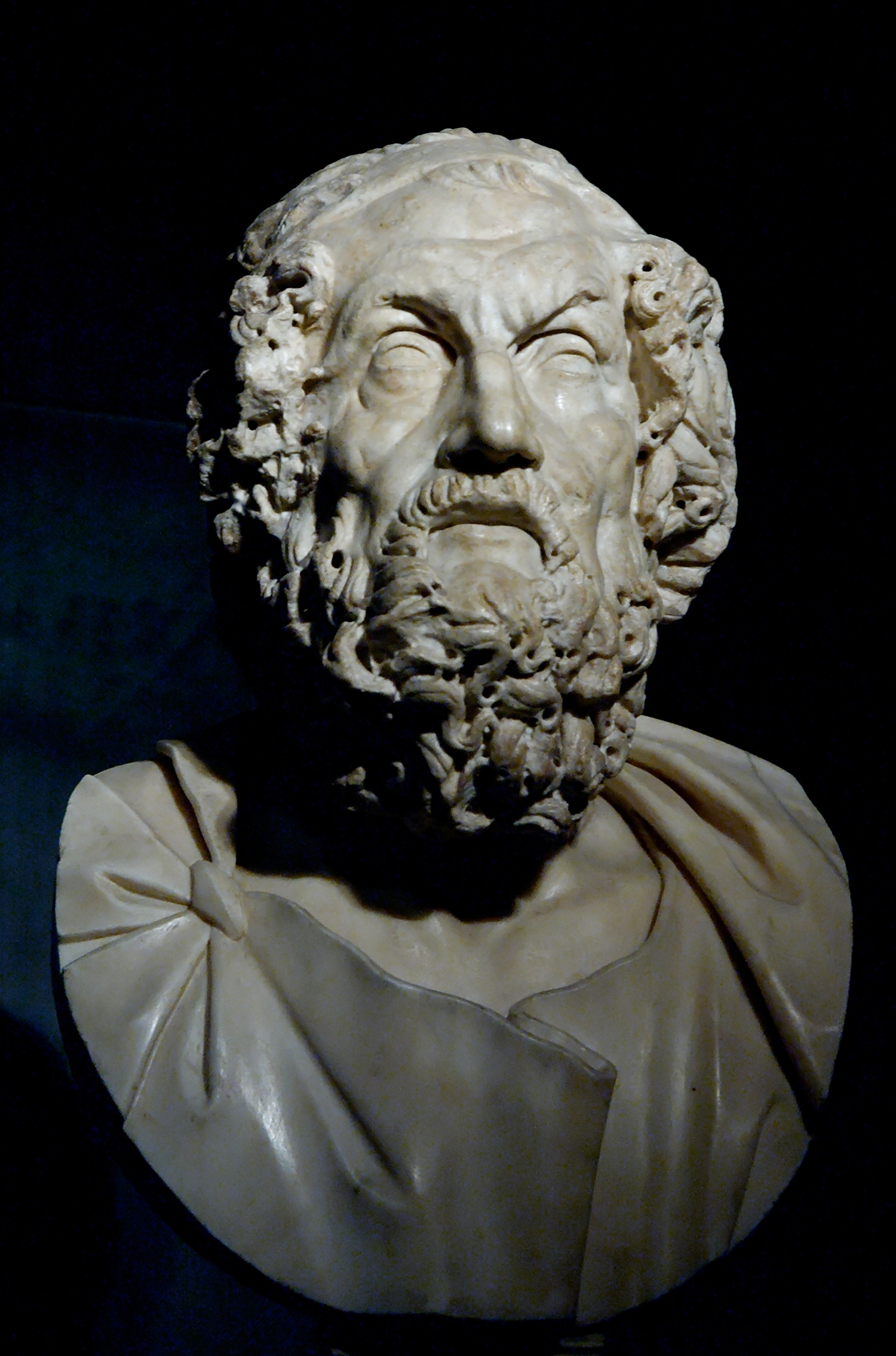
Уявний портрет Гомера. II ст. до н. е. Музей Капітоліні, Ватикан
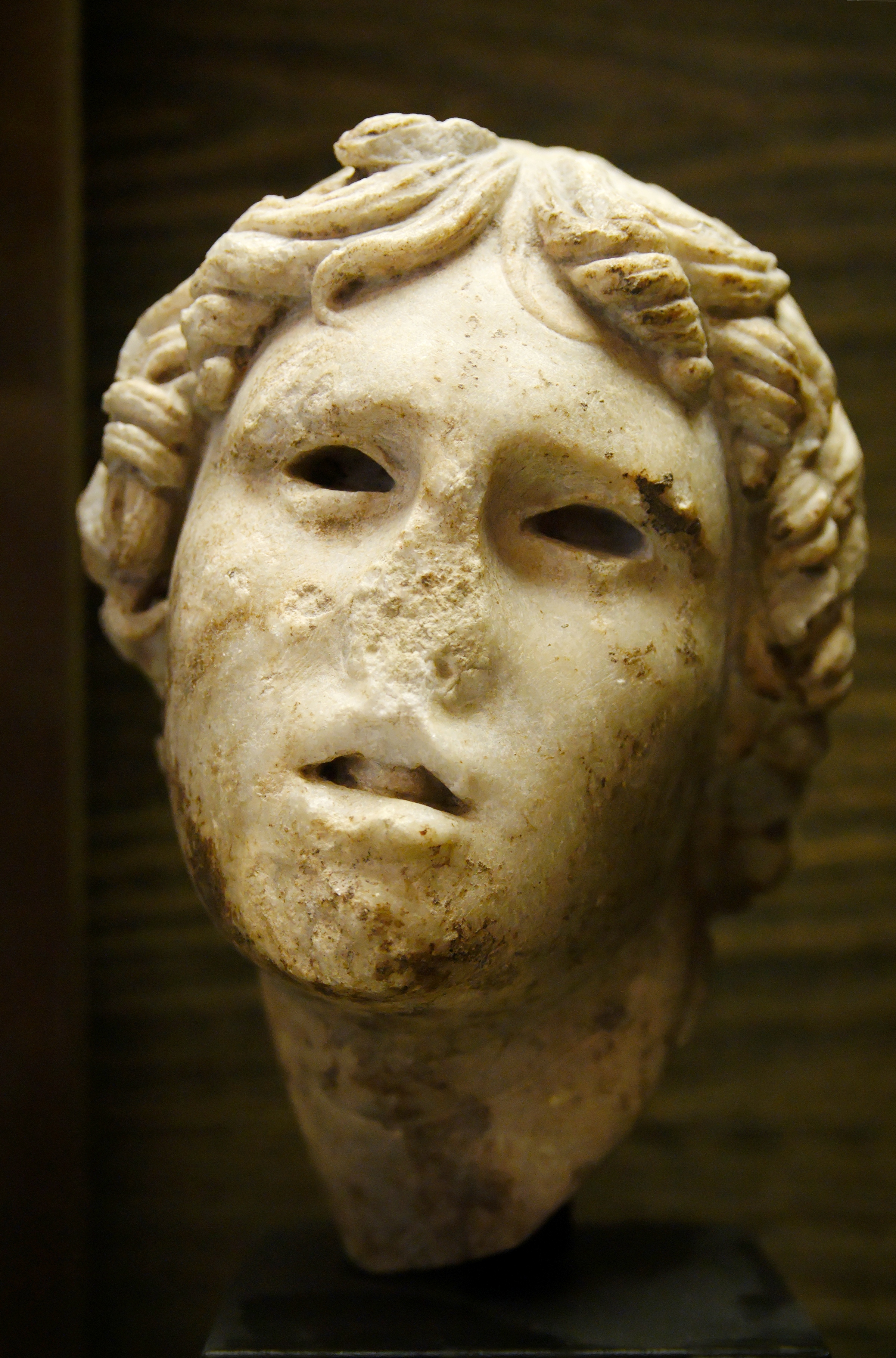
Голова парубка з острова Самос, бл. 100 до н. е., Лувр
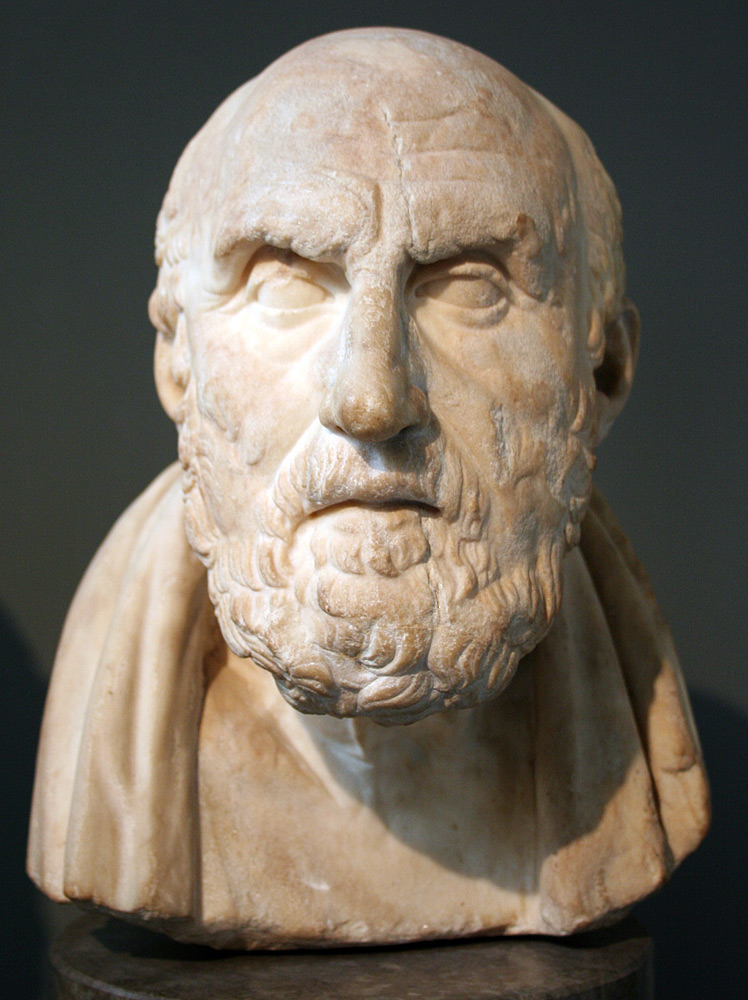
Хрисіпп, один із засновників стоїцизму. Британський музей
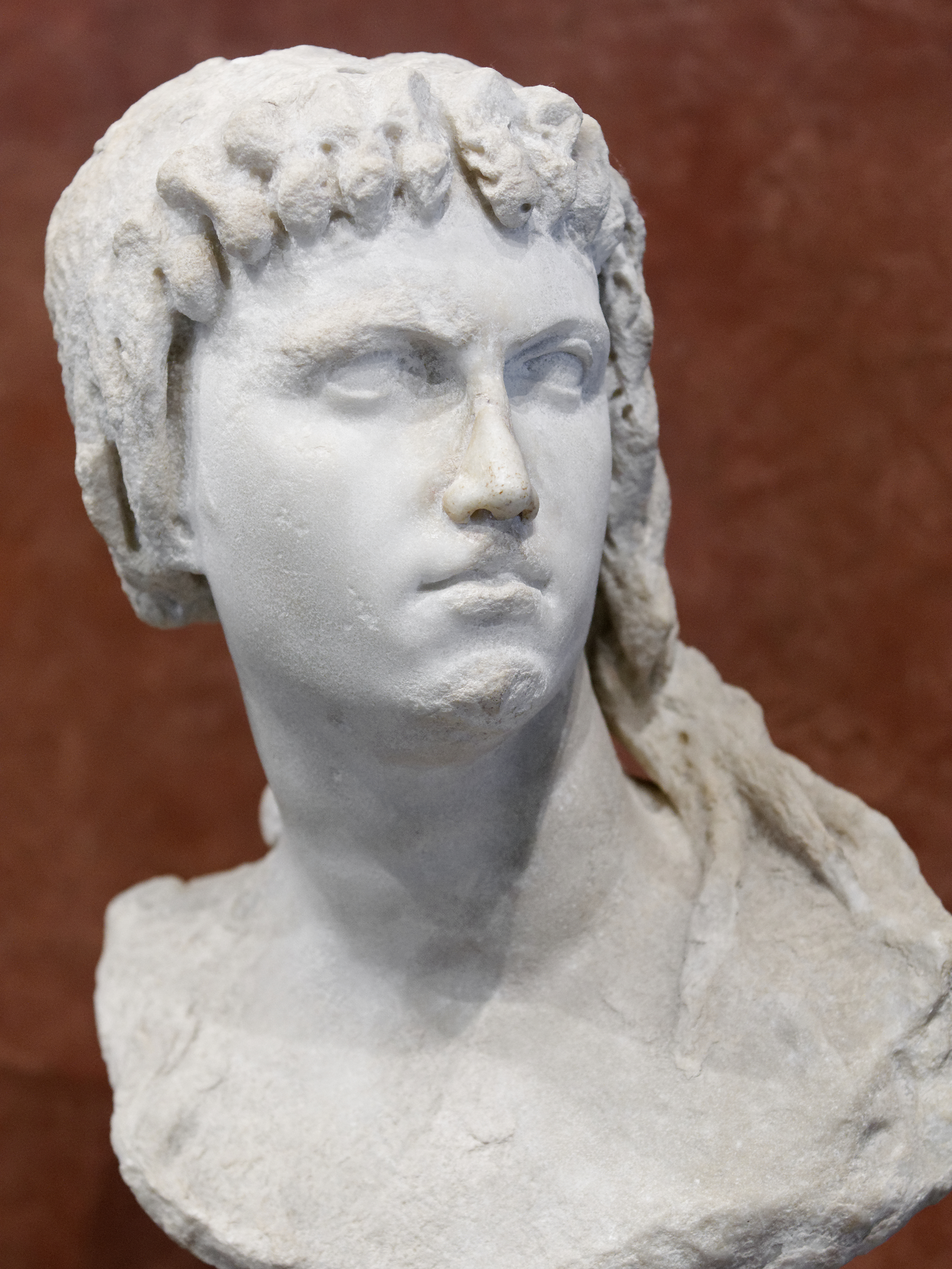
Клеопатра ІІ або ІІІ. II ст. до н. е., Лувр
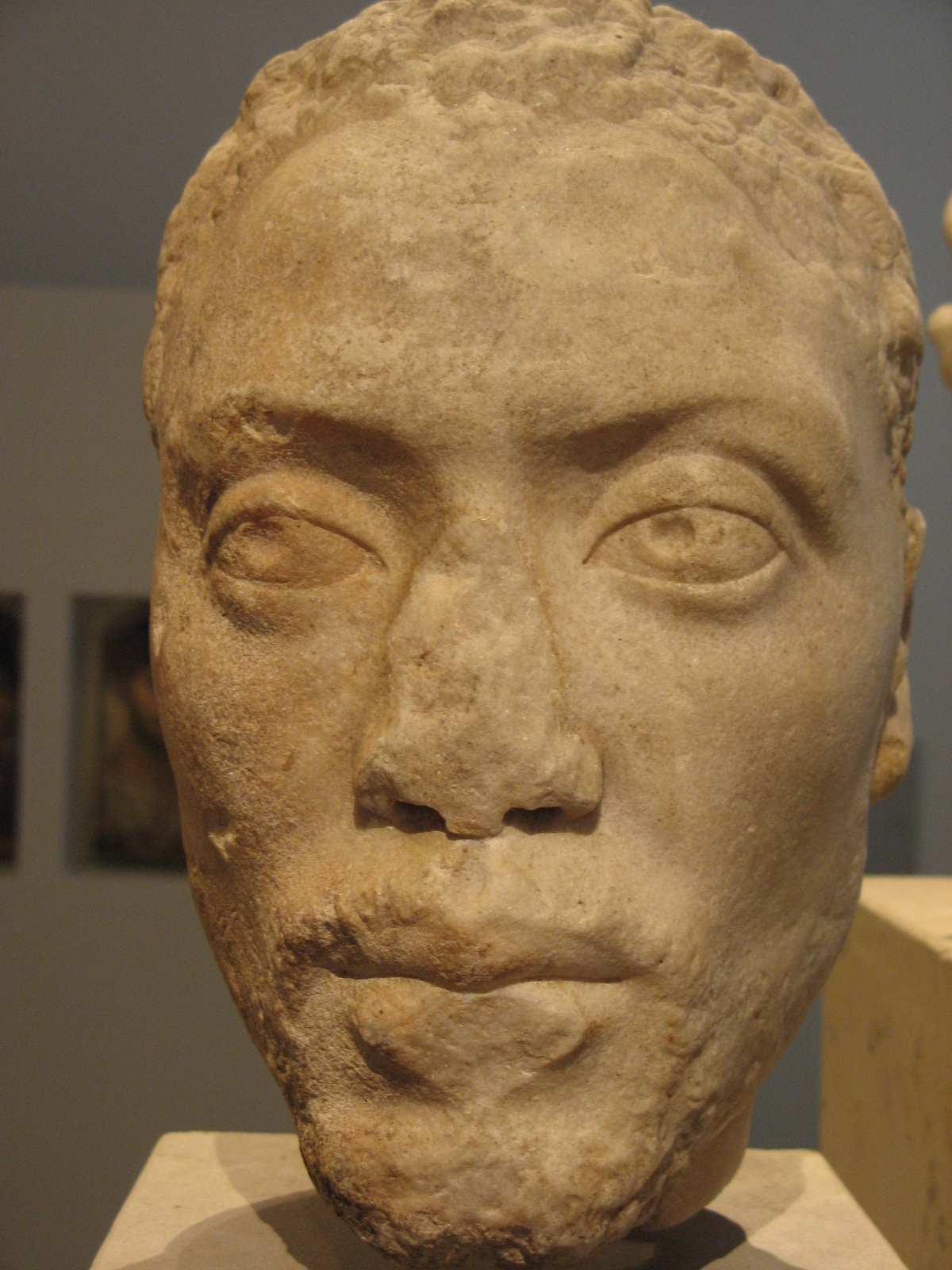
Голова Мемнона, Берлін
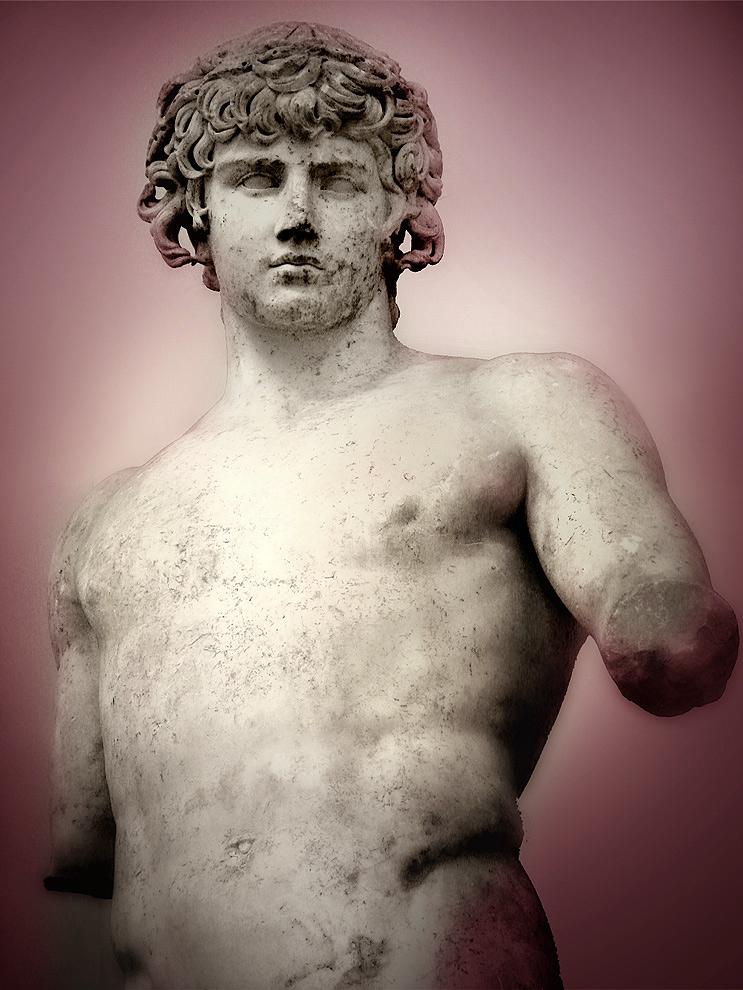
Коханець імператора Адріана Антиной, Археологічний музей Дельф

### Монументальна скульптура доби еллінізму

#### Афродіта Мілоська
Скульптура віднесена до вершин мистецтва еллінізму, і без неї багатого на шедеври.
Важкість встановлення автора (пошкоджений напис його імені — Александр або Агесандр) не заперечує важливішого місця твору в античному мистецтві взагалі. Дослідник Ротенберг писав : 
| Важкість датування (скульптури) значною мірою обумовлена незвичністю образа Афродіти Мілоської для доби еллінізму. Жодний з творів мистецтва еллінізму не несе в собі так багато рис класичного мистецтва, при цьому не пізньої, а високої (давньогрецької) класики. Велична краса цього образу, як і самий тип богині, незвичні для елліністичного часу — при наявності жіночності красі богині притаманна стримана могутність... Мова ніяк не йде про пряме копіювання зразків давньогрецької класики : образні і художні настанови класичного періоду отримали в ній іншу інтерпретацію на базі найкращих досягнень еллінізму. Афродіта подана напівоголеною — ноги її щільно прикриті драперією. Завдяки цьому нижня частина фігури видається більш масивною, а загальна композиція набуває помітної монументальності. В той же час значний контраст оголеного торсу і драперії надав можливість для багатого пластичного рішення, йому сприяють гвинтоподібний розворот фігури та легкий нахил. В залежності від позиції огляду, фігура богині здається то гнучкою і рухливою, то статичною і повною величного спокою. Фігурі притаманні ідеалізація форм при збереженні життєвої конкретності [16]. |

#### Ніка Самофракійська
Статуя знайдена на грецькому острові Самотракі на території кладовища кабірів у квітні 1863 року французьким консулом і археологом-любителем Шарлем Шампуазо. Того ж році вона була відправлена до Франції. На початок XXI століття Ніка Самофракійська розташована на сходах Дару галереї Денон в музеї Лувр, Париж. Код: Ma 2369.
Статую замовили мешканці острова Родос на згадку про перемогу, здобуту ними над флотом сирійського царя. Вона стояла на стрімкій скелі над морем, її п'єдестал зображував ніс військового корабля. Могутня й поважна Ніка в одязі, що розвивається від вітру, представлена в нестримному русі вперед. Крізь тонкий напівпрозорий хітон просвічується прекрасна фігура, яка вражає глядача пластикою пружного і сильного тіла. Впевнений крок богині і гордий помах орлиних крил народжують почуття радісної та урочистої перемоги.

#### Пергамський вівтар
Пергамський вівтар споруджено близько 180 до н. е. на честь перемоги пергамців над галатами.
Вівтар колись розташовувався посеред міста на просторій площі. Піднятий на чотириступінчастий стереобат, майже квадратний в плані, високий монументальний подіум складався з цоколя, широкого фриза з горельєфними зображеннями і сильно винесеного вперед карниза. Дванадцять (12) колон над сходами формували урочисті пропілеї. Майданчик навколо вівтаря теж оточували стрічки спарованих колон. Такої своєрідної інтерпретації набула прийнята в архітектурі еллінізму перистильна композиція, яка доволі органічно поєднувалася з периптерною, вражаюче піднесеною на грандіозний подіум. З усіх боків подіум оточував широкий фриз (заввишки 2,3 м, завдовжки 120 м), який став однією з мистецьких вершин Античності. Високий рельєф, з трьох боків оточуючий поміст, був присвячений битві досконалих богів-олімпійців з гігантами-напівтваринами. Це — боротьба порядку та хаосу, цивілізації і варварства, розуму і грубої сили, що повинна була нагадувати нащадкам битву їх батьків з галатами, від якої колись залежала доля їх країни.

#### Лаокоон
Від грецької (грец. Λαοκόων) — троянський жрець Аполлона; застерігав земляків, щоб не вводили до Трої дерев'яного коня, спорудженого греками.
За Вергілієм, Лаокоону належить вислів «Timeo Danaos et dona ferentes» — «боюся данайців навіть тоді, коли вони приносять дари». Боги вирішили знищити Трою, тому послали двох величезних зміїв, які задушили Лаокоона та його двох синів, коли вони складали жертву на березі моря. Троянці сприйняли це як помсту богів за недовіру і ввели коня до міста.
Загибель Лаокоона та його синів відтворює славнозвісна скульптура Агесандра, Полідора й Атенодора, копія якої міститься в Ватиканському музеї. Г. Лессінг у відомому трактаті «Лаокоон» на основі аналізу цієї скульптури захищав реалізм у мистецтві й літературі. І. Франко порівнював з Лаокооном пригноблений народ, («Не люди наші вороги»).

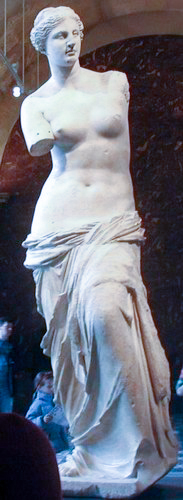
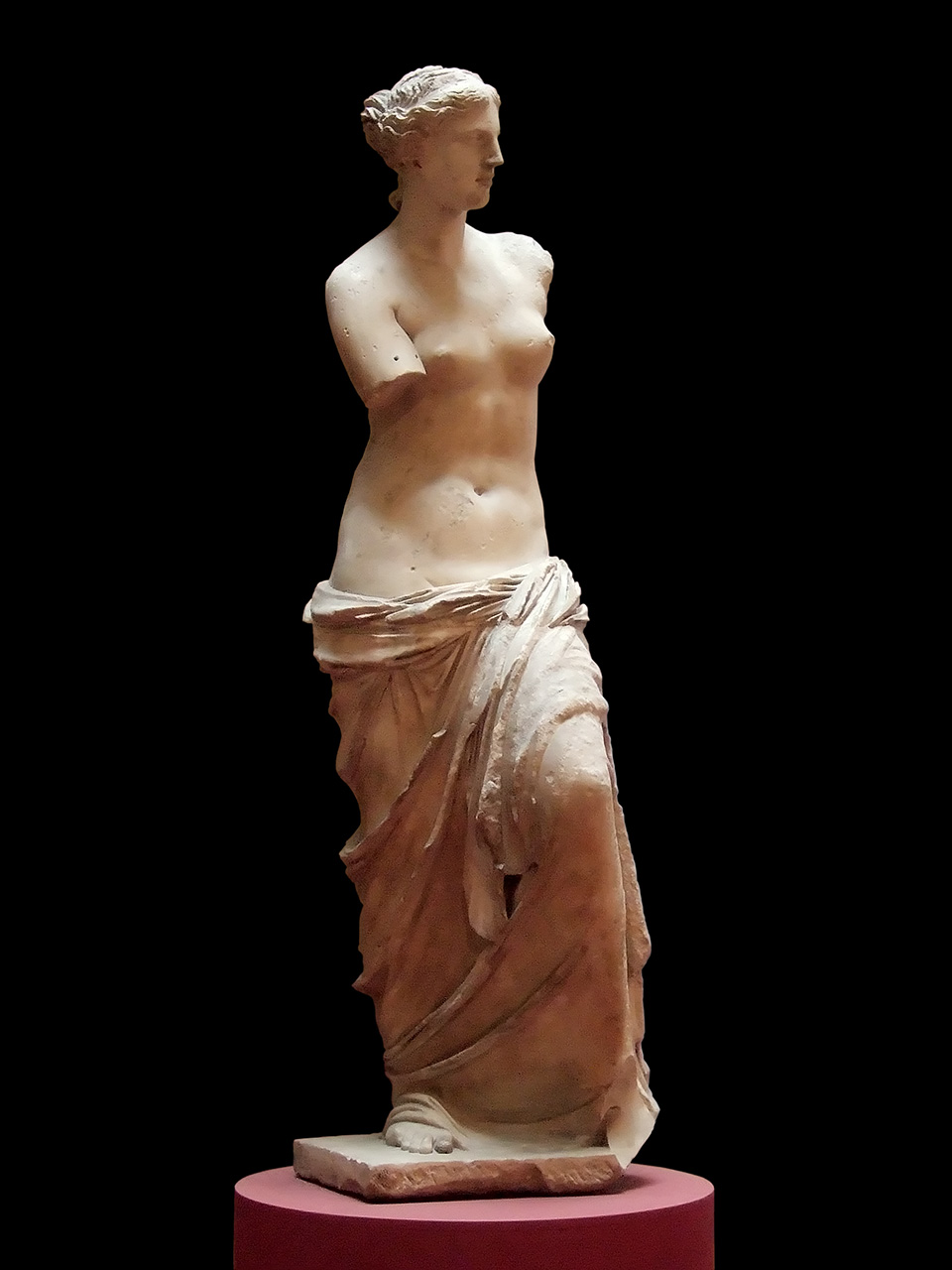
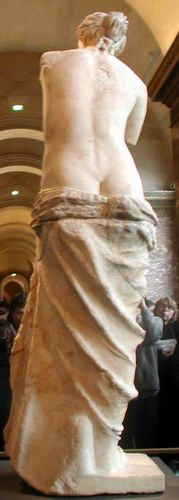
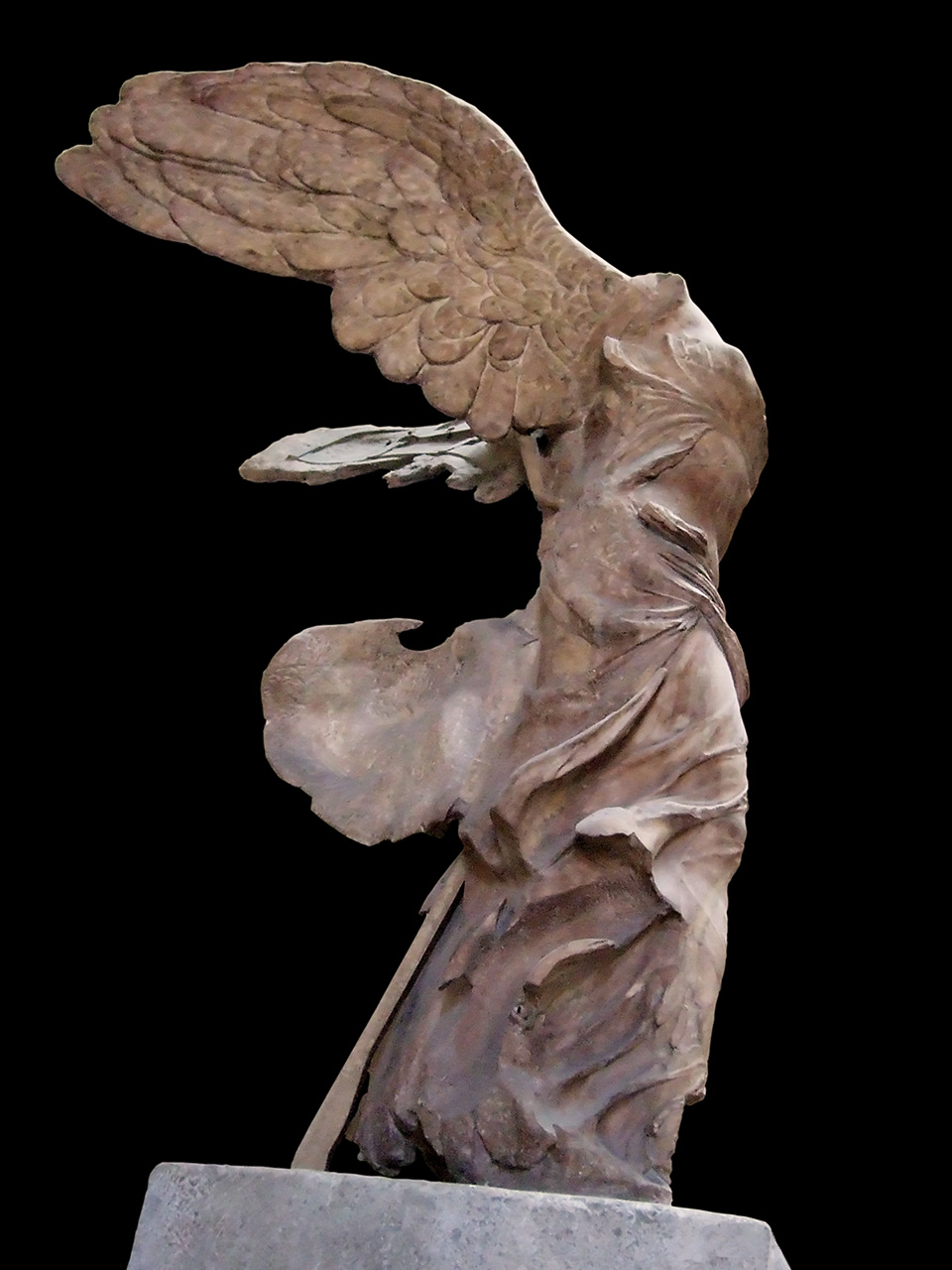
Ніка Самофракійська, Лувр, Париж
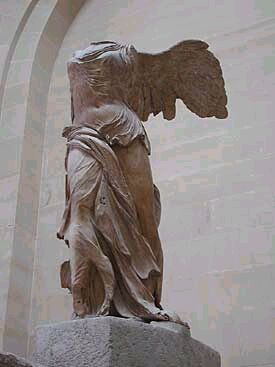
Ніка Самофракійська, Лувр, Париж
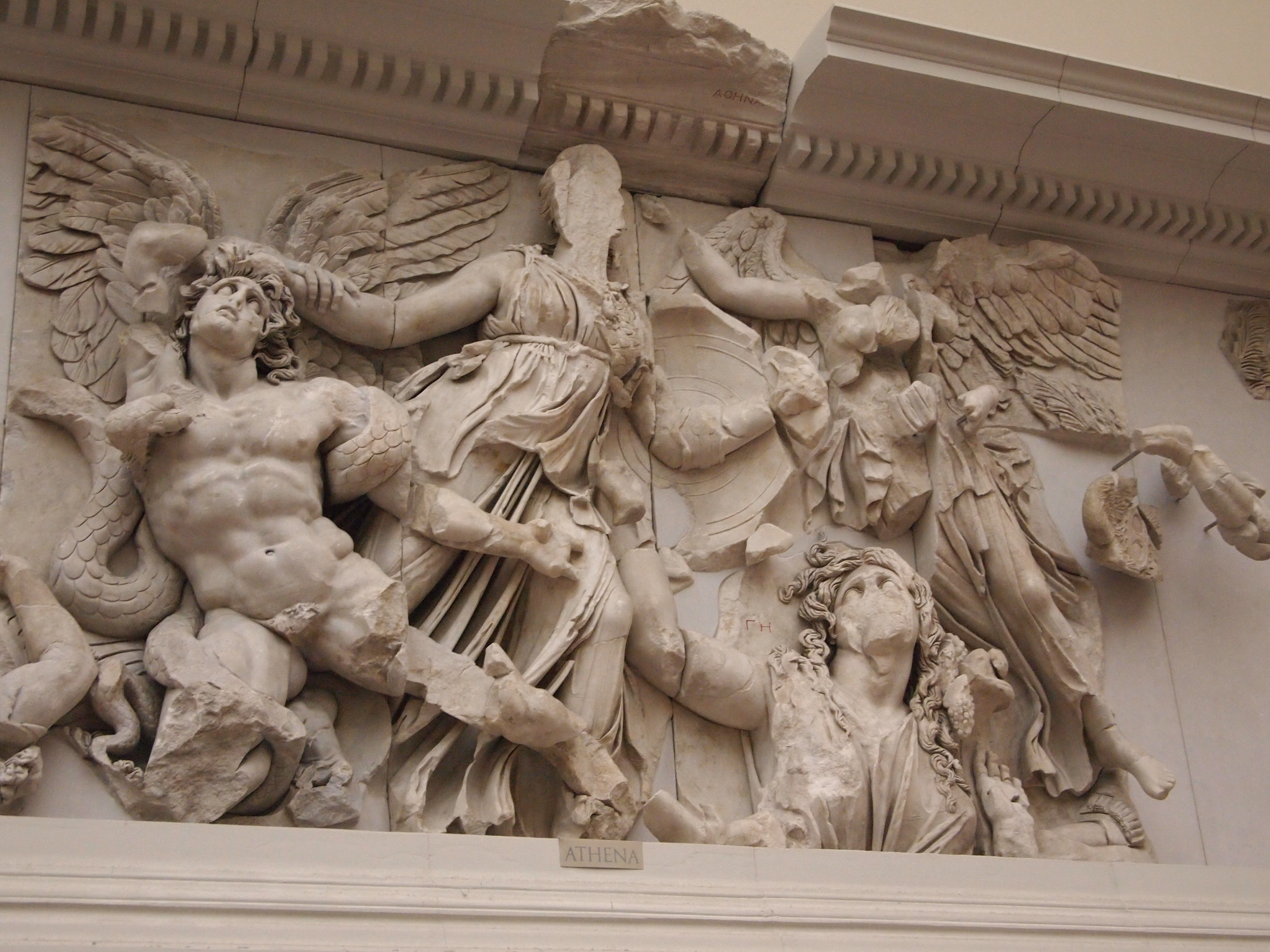
«Перемога Афіни над велетнем»
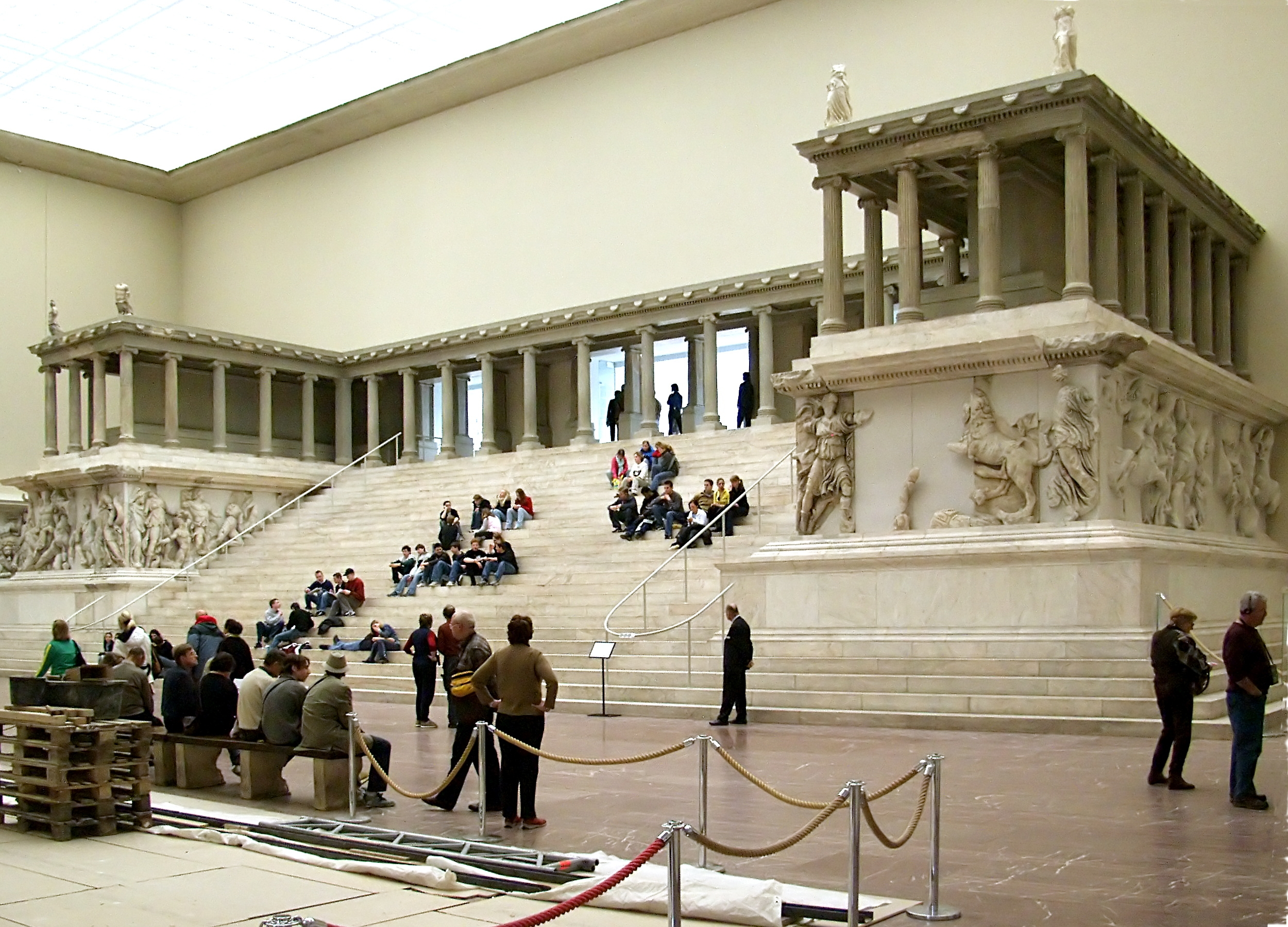
Пергамський вівтар
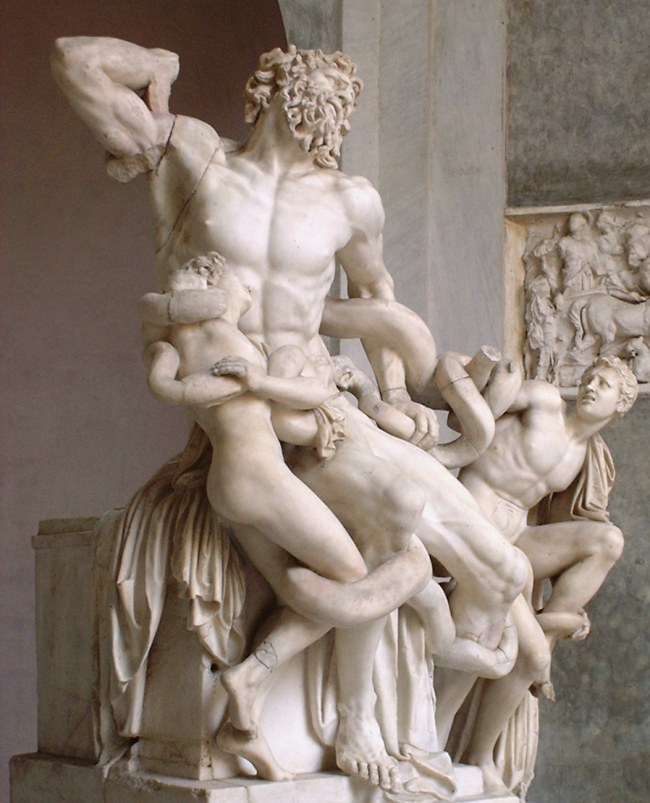

## Садово-паркова скульптура та теракота
У Стародавній Греції полісного періоду практично не існувало приватного саду як культурного феномену. Існували священні гаї та городина. Греки з часом роздивились і запозичили сади у суперників-персів. Так, відомий в Афінах сад Академа, міфічного героя, що допоміг Кастору і Поллуку звільнити принцесу Європу. Там була і могила-кенотаф Академа. Цей сад відомий тим, що тут збирались задля своїх дискусій філософ Платон та його учні. Але сад Академа не був приватною власністю і не міг бути тоді приватною власністю. Сади греків ще були громадською власністю поліса, де побудовані спортиво-військові споруди, тут збирались на галявинах задля гімнастичних вправ і змагань, військових тренувань, бесід тощо.
У священному лісі богині Деметри і Кори (між Елевсином та Мегарою) росли тільки дикі дерева, і існувала повна заборона на втручання людей чи на підстригання рослин.
Садово-паркова скульптура отримує розвиток лише в добу розквіту приватного саду навколо палацу олігарха та біля помешкань шляхетних родин в добу еллінізму. Відтепер сад має не стільки вигляд священного гаю, скільки зали просто неба. В аранжування і розпланування саду відтепер входять стежки і газони, квіти та запашні трави, вівтарі богам природи, паркові споруди. Саме цей перелік знайдений в розкішних садах грецьких владик на колонізованій греками Сицилії.
Сад царя феаків — Алкіноя був вже уособленням мрії і казки з його яблунями, оливами, грушами, інжиром, гранатами. Дерева царського саду нібито розквітали і давали плоди цілий рік, тобто мали казкову плодючість. Тому сади доби еллінізму почали насичувати деревами та вівтарями, священними храмовими спорудами, німфеями і скульптурами. Процес набув поширення через зосередження навіть багатіїв на власному, приватному житті — а не суспільному служінні.
Окрім зображень грецьких богів і міфічних героїв в садово-паркову скульптуру входять численні зображення дітей (з птахом, з іграшкою, кумедних і оголених). В зменшеному варіанті можна зустріти Геракла с немейським левом (мармурова копія великої бронзової скульптури). Колись ця скульптура входила до циклу «Тринадцять подвигів Геракла» майстра Лісіппа по замові міста Алізія (Мала Азія). Відтепер вона розходиться в малих копіях по приватним садкам. Фонтан міг мати скульптурну групу «Аура з лебедем» як натяк на богиню легкого вітерця. Поширення набули і мотиви, пов'язані з міфами про Афродіту, про Діоніса та його супутників — менад, німф, сатирів.
Набувають процеси порожньої декоративності чи навіть профанації. Скульптуру грізного бога війни Ареса еллінізована громада перетворила на служку, що ніс канделябри для вечірнього освітлення.

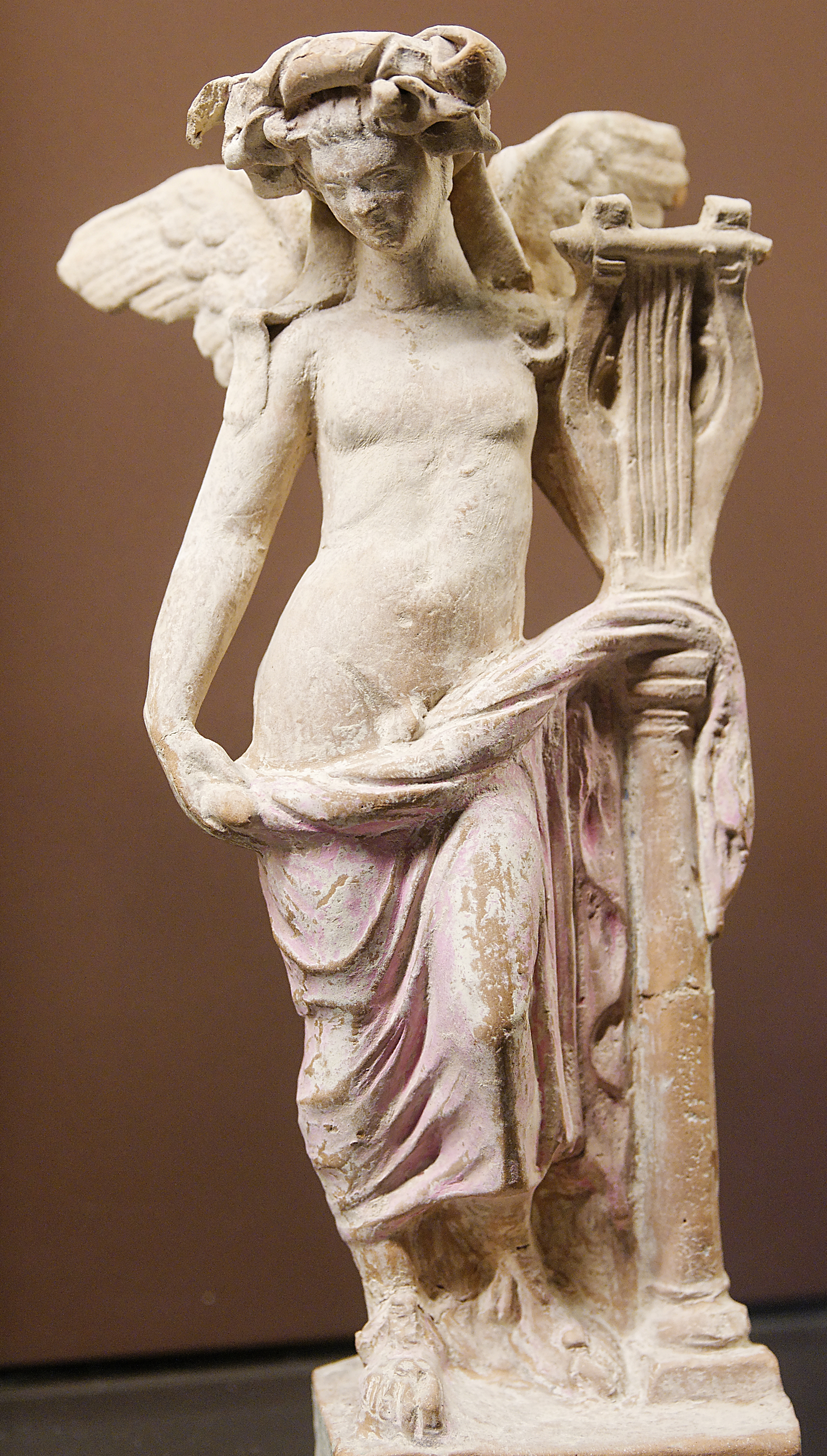
Божок Ерос з кіфарою, поліхромна теракота, вис. 23 см, Лувр Париж
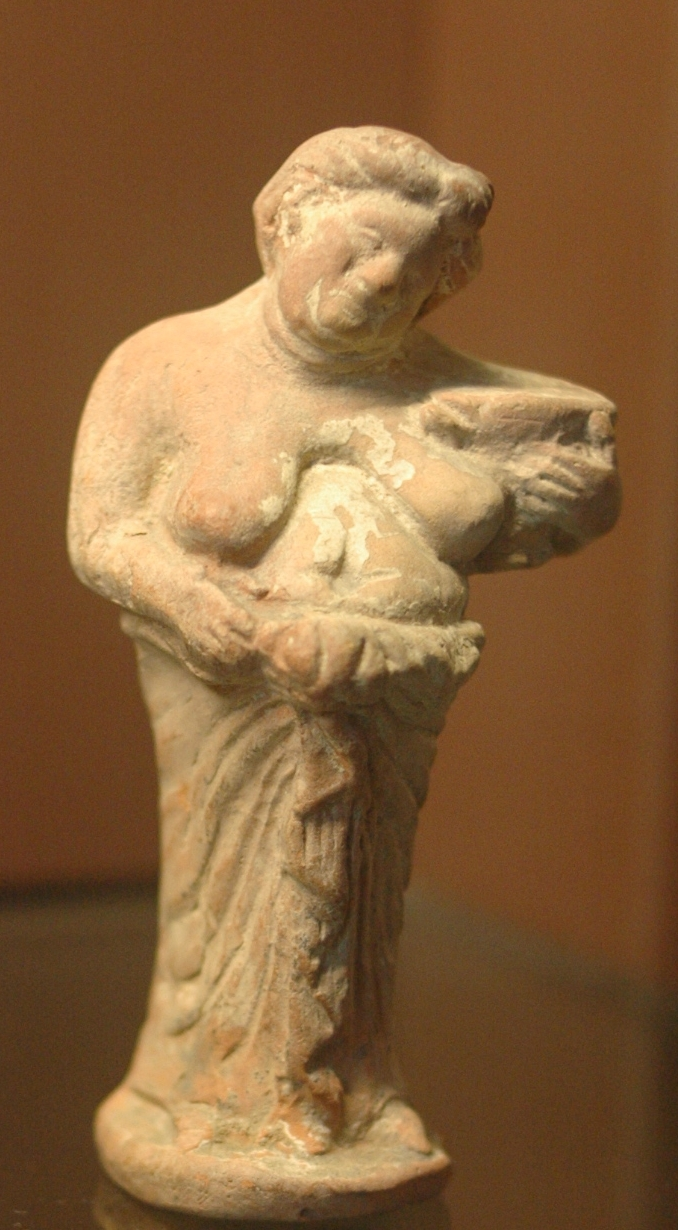
Гротескне зображення жінки з келихом вина. Теракота з Керчі, бл. 350–300 рр. до н.е. Лувр, Париж
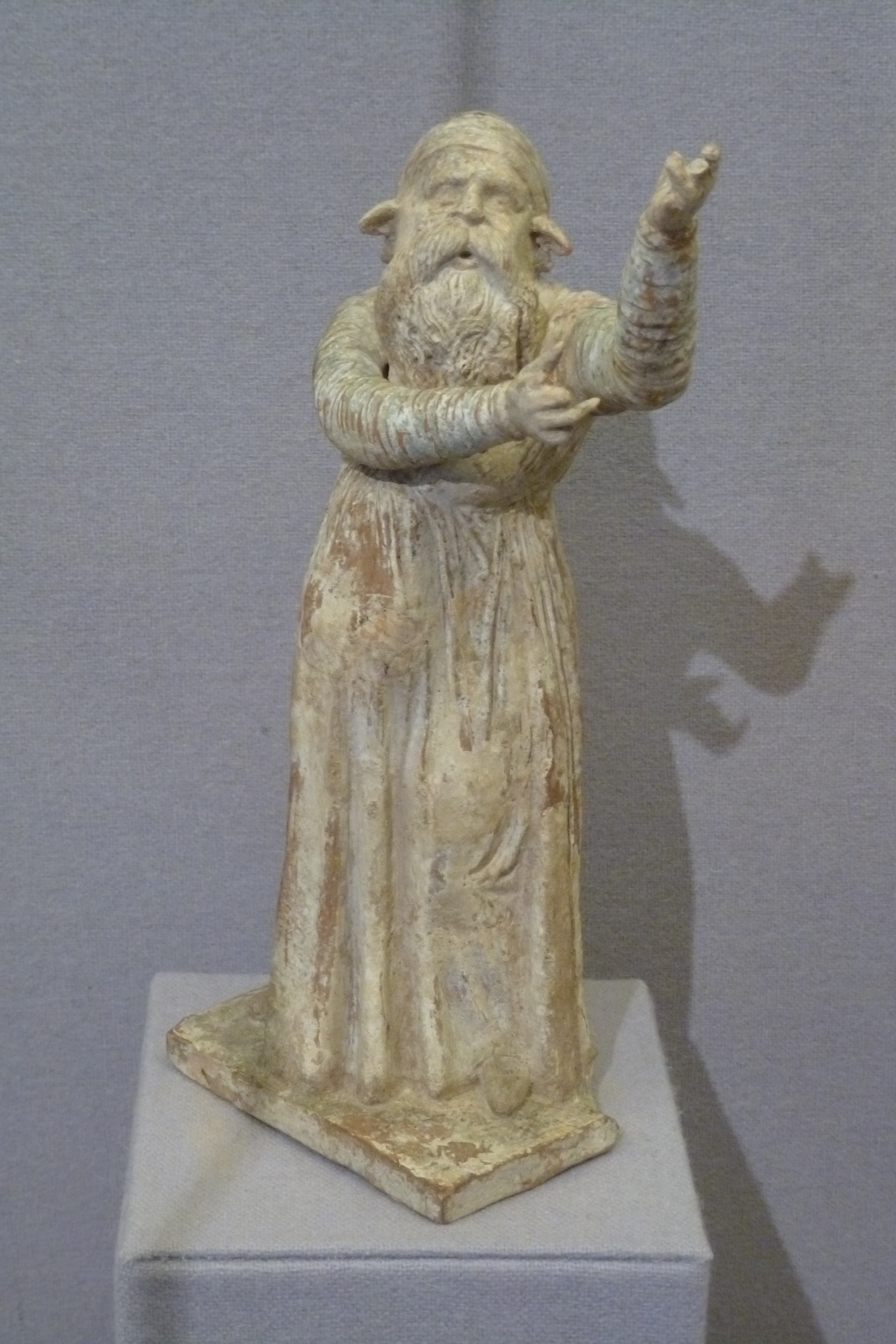
«Актор в ролі сатира». Танагра, Ермітаж
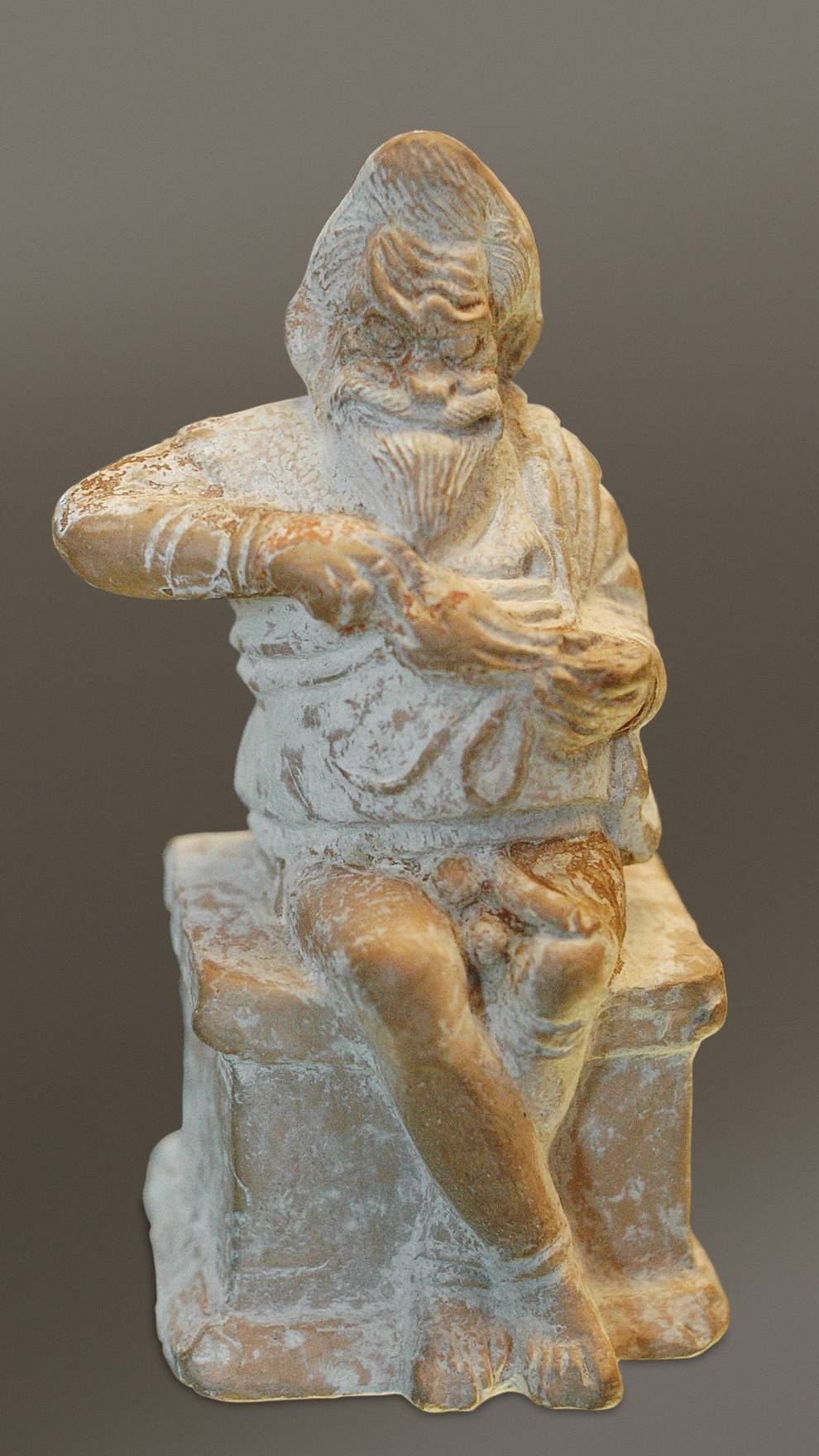
Актор в ролі, давньогрецька керамічна скульптура, Беотія, IV ст. до н. е., Лувр
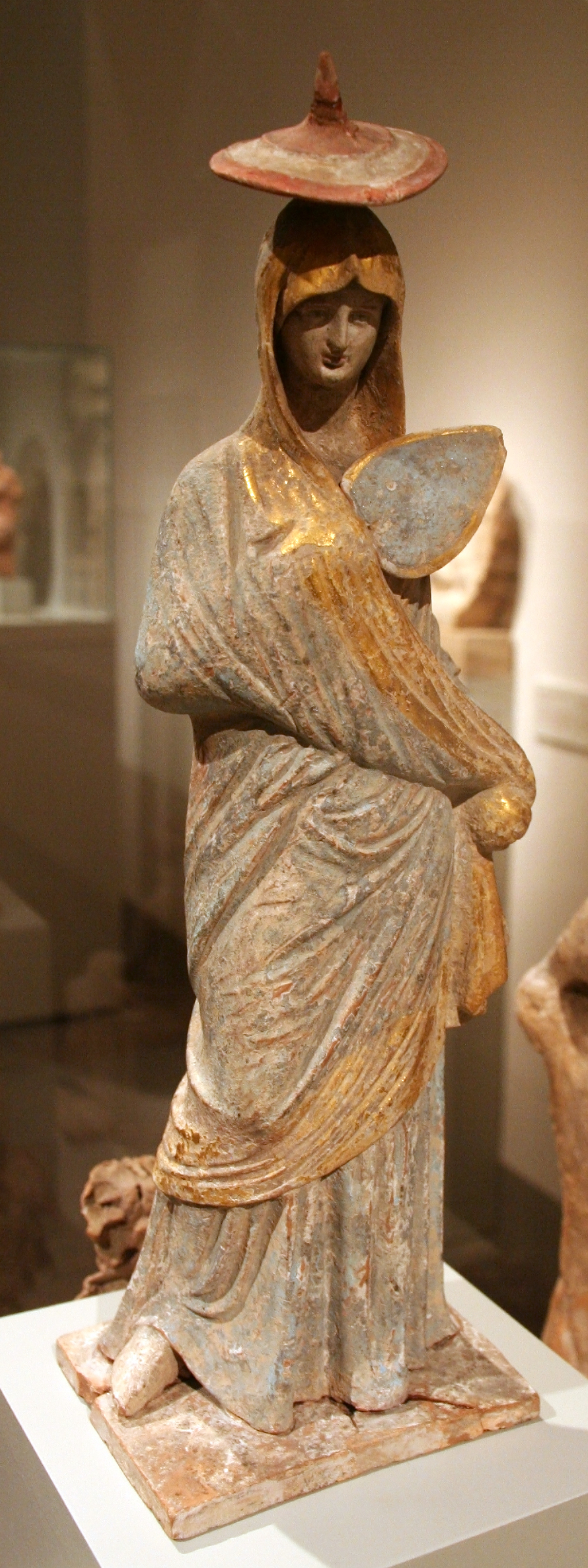
«Танагрянка», висота 33 см., Берлін
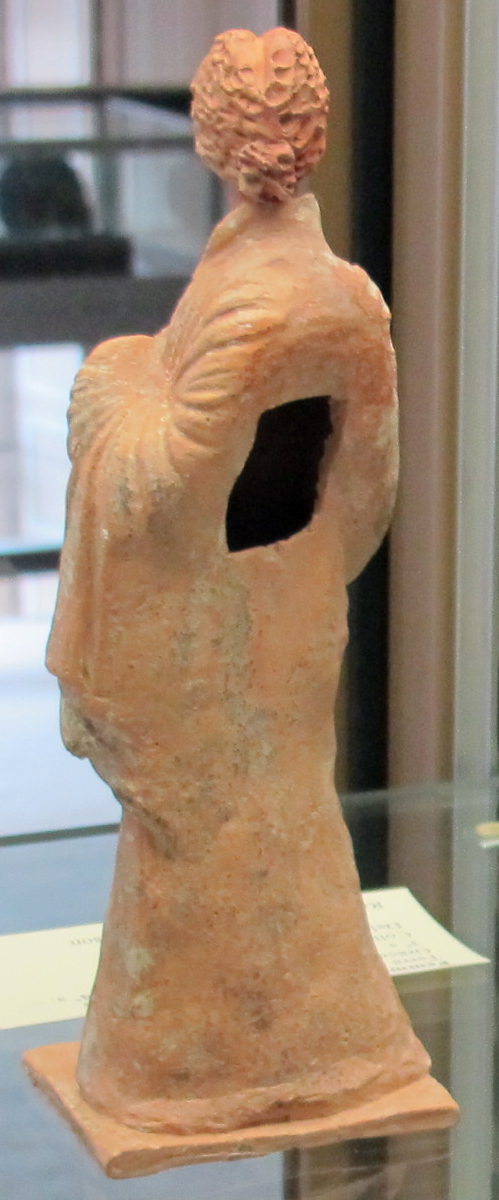
Теракота зі спини
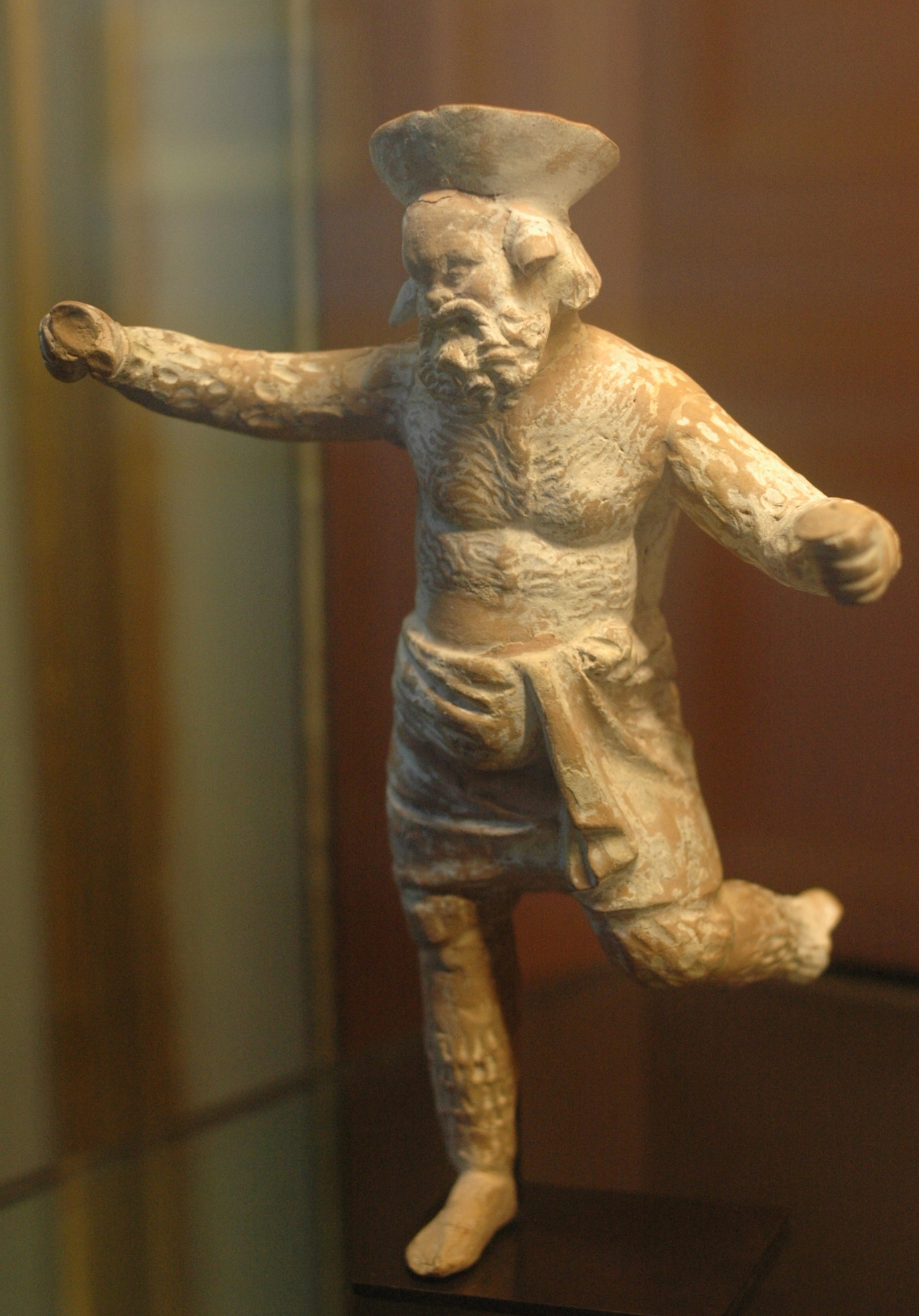
«Актор в ролі сатира», бл 350 р. до н. е., Лувр
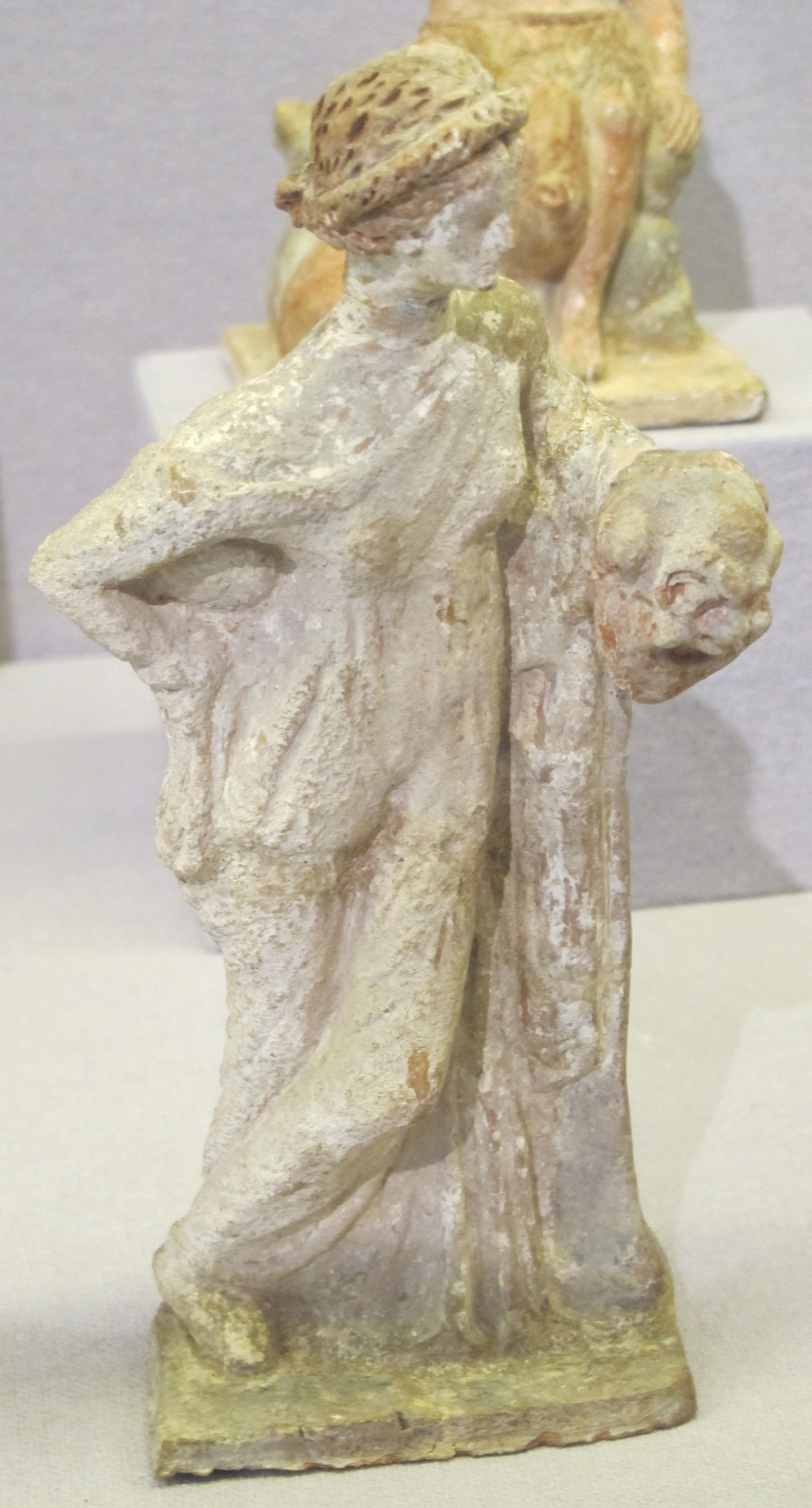
«Муза комедії Талія», 250–200 до н. е.
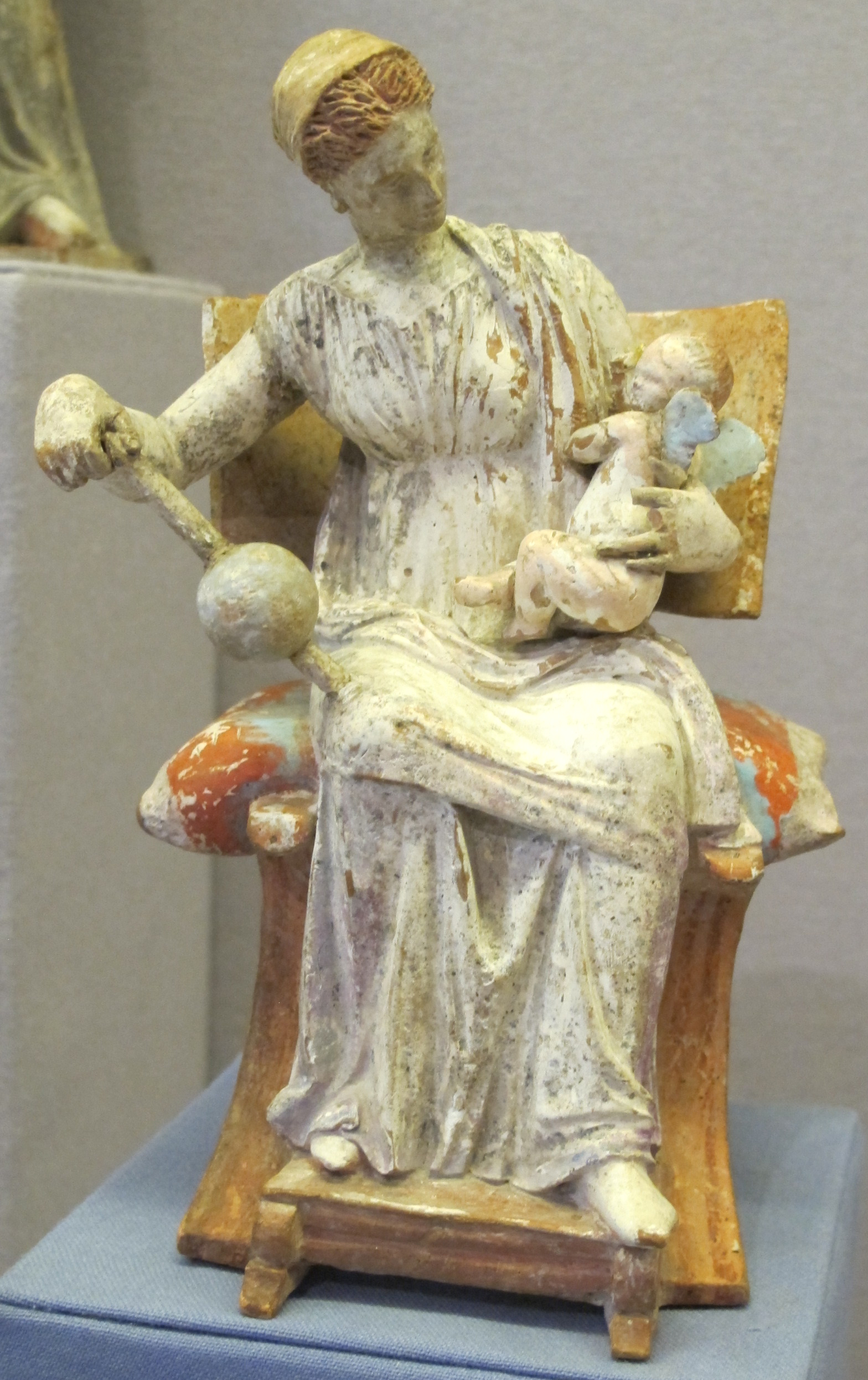
«Афродіта з Еросом-малюком»,300–275 до. н. е.
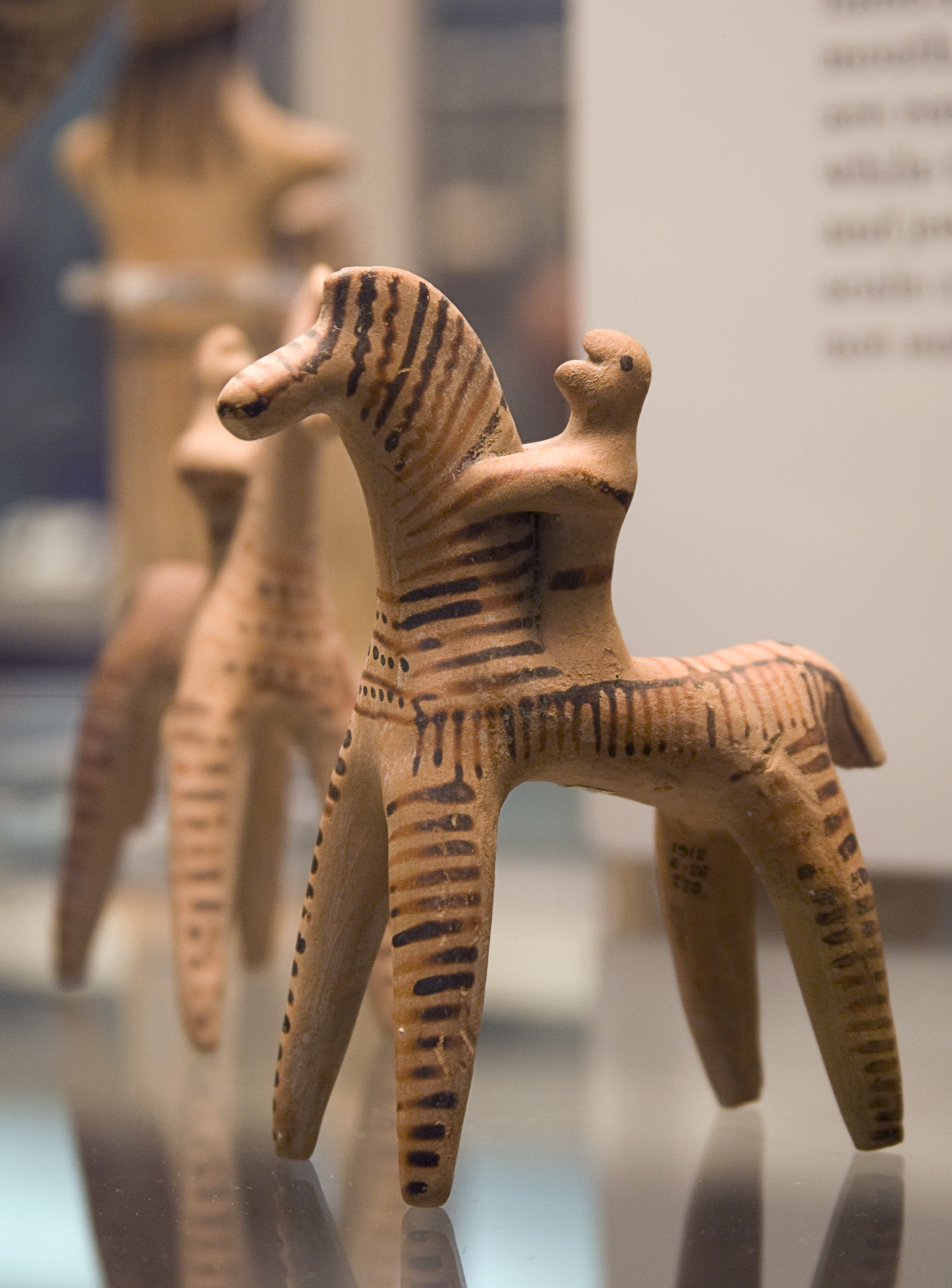
«Вершник», Танагра, бл. 580–550 рр. до н. е. Британський музей, Лондон
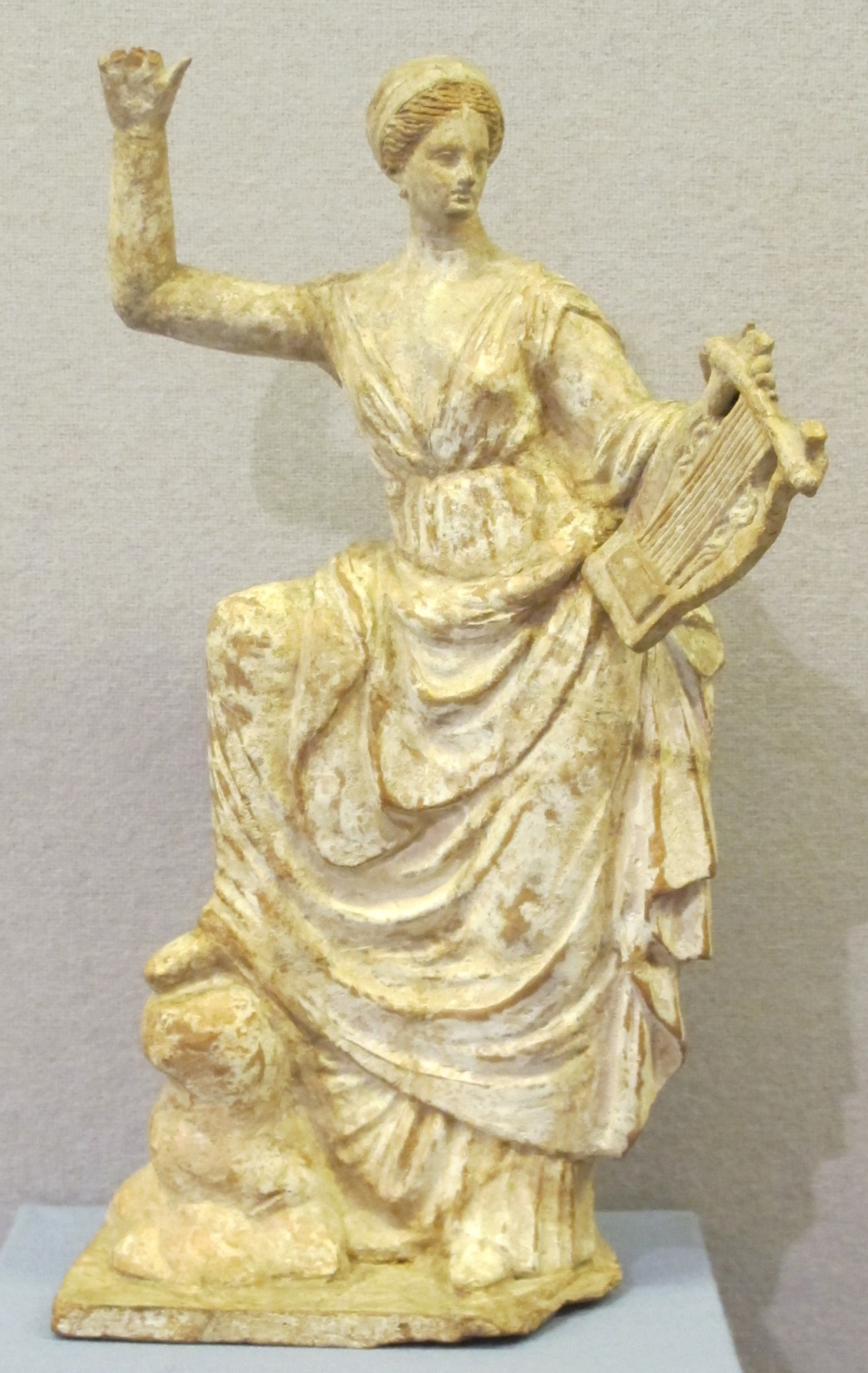
«Муза з цитрою», теракота 250–200 рр. до н. е.
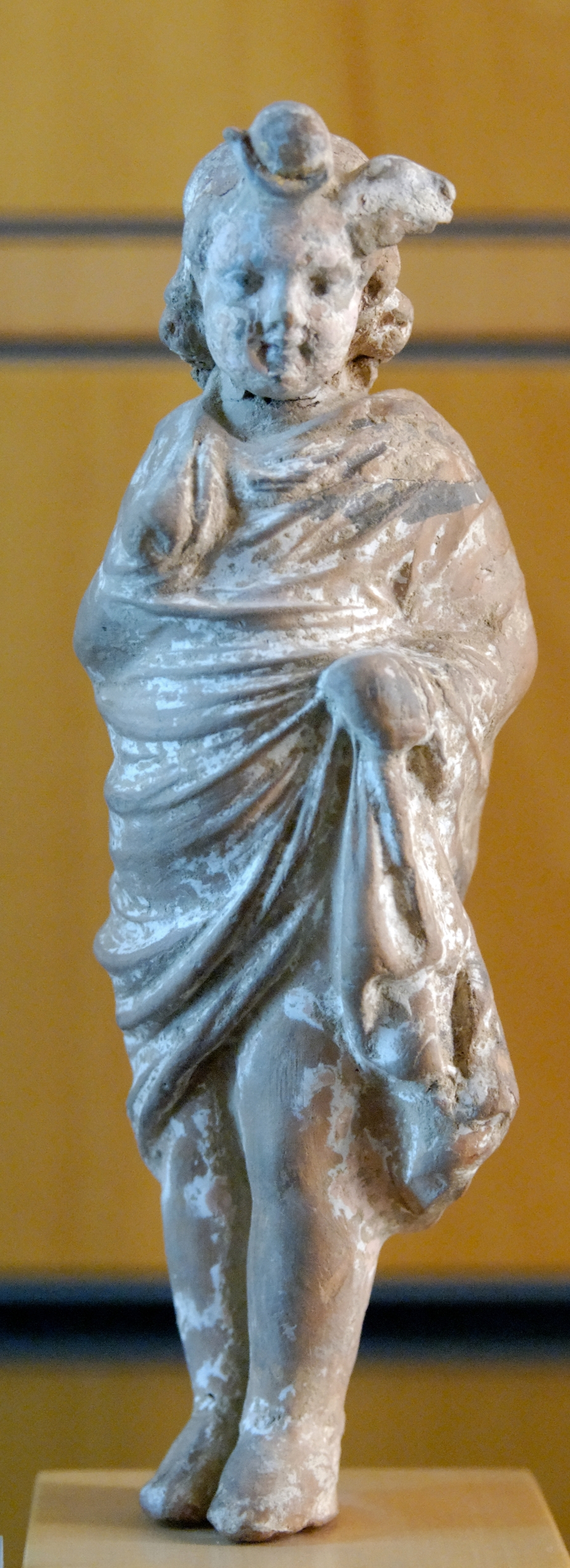
«Божок Ерос», IV ст. до н. е., Ліонський музей красних мистецтв, Франція
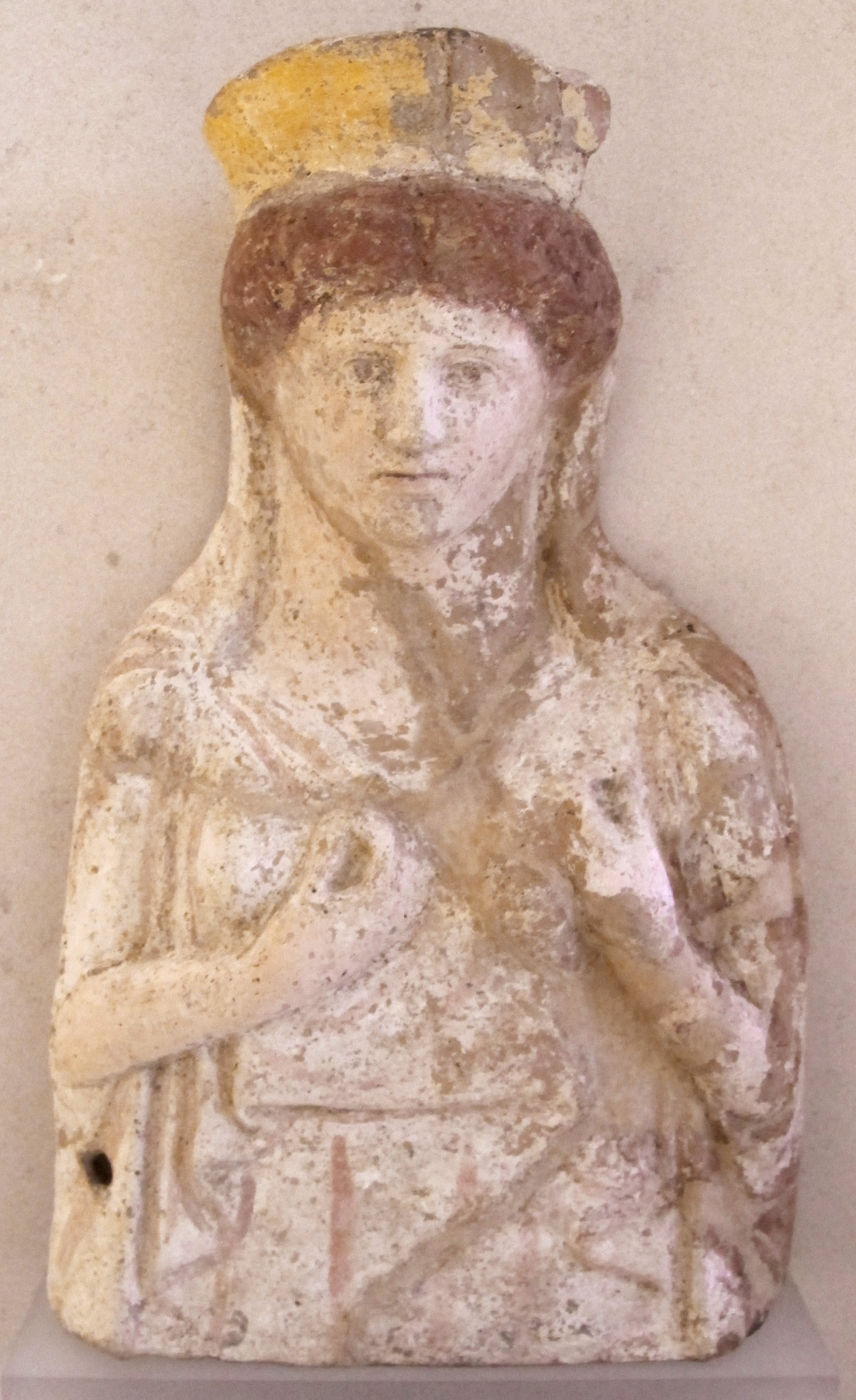
Богиня Деметра, IV ст. до н. е.
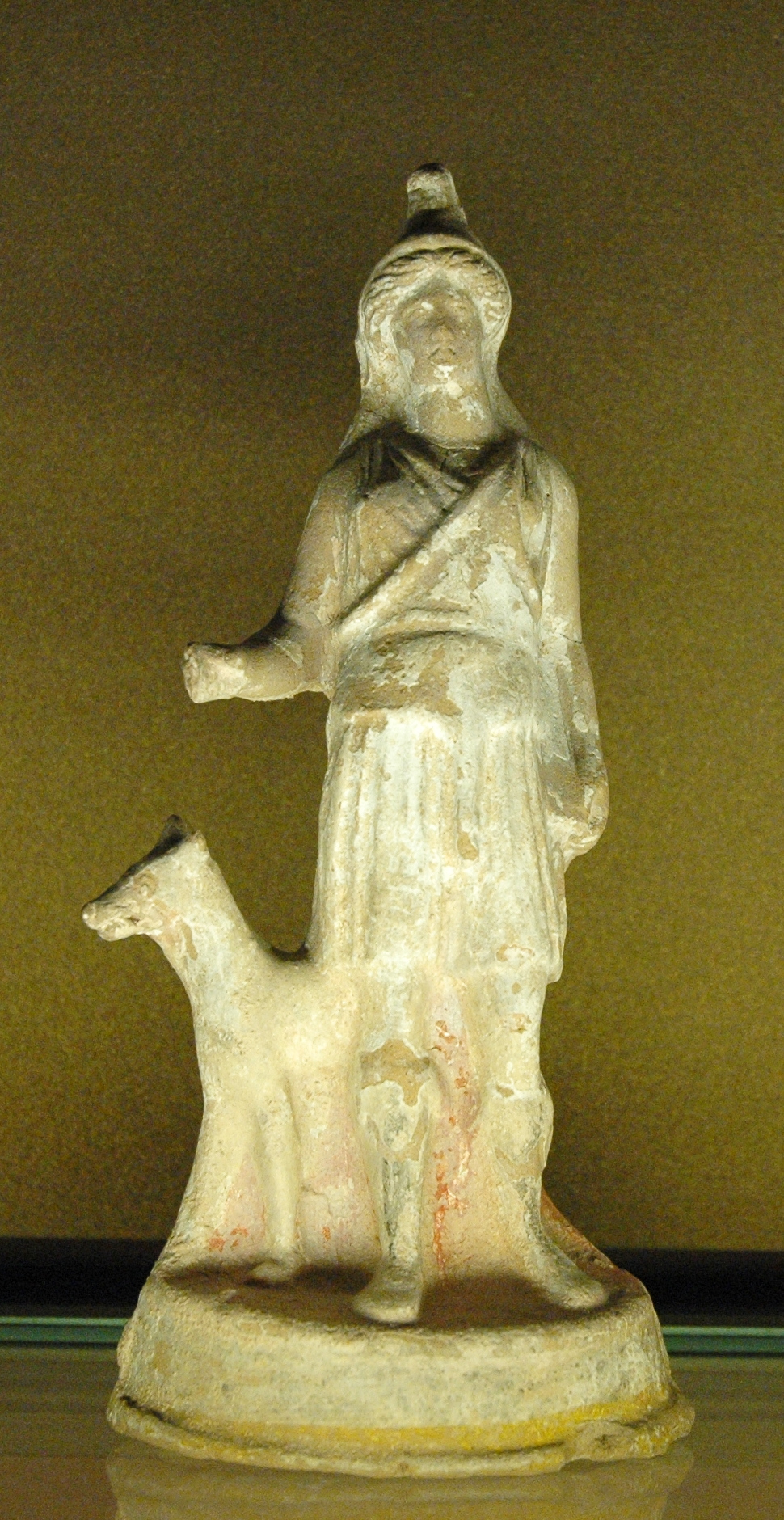
«Богиня Артеміда з собакою», бл. 350 р. до н. е., Лувр
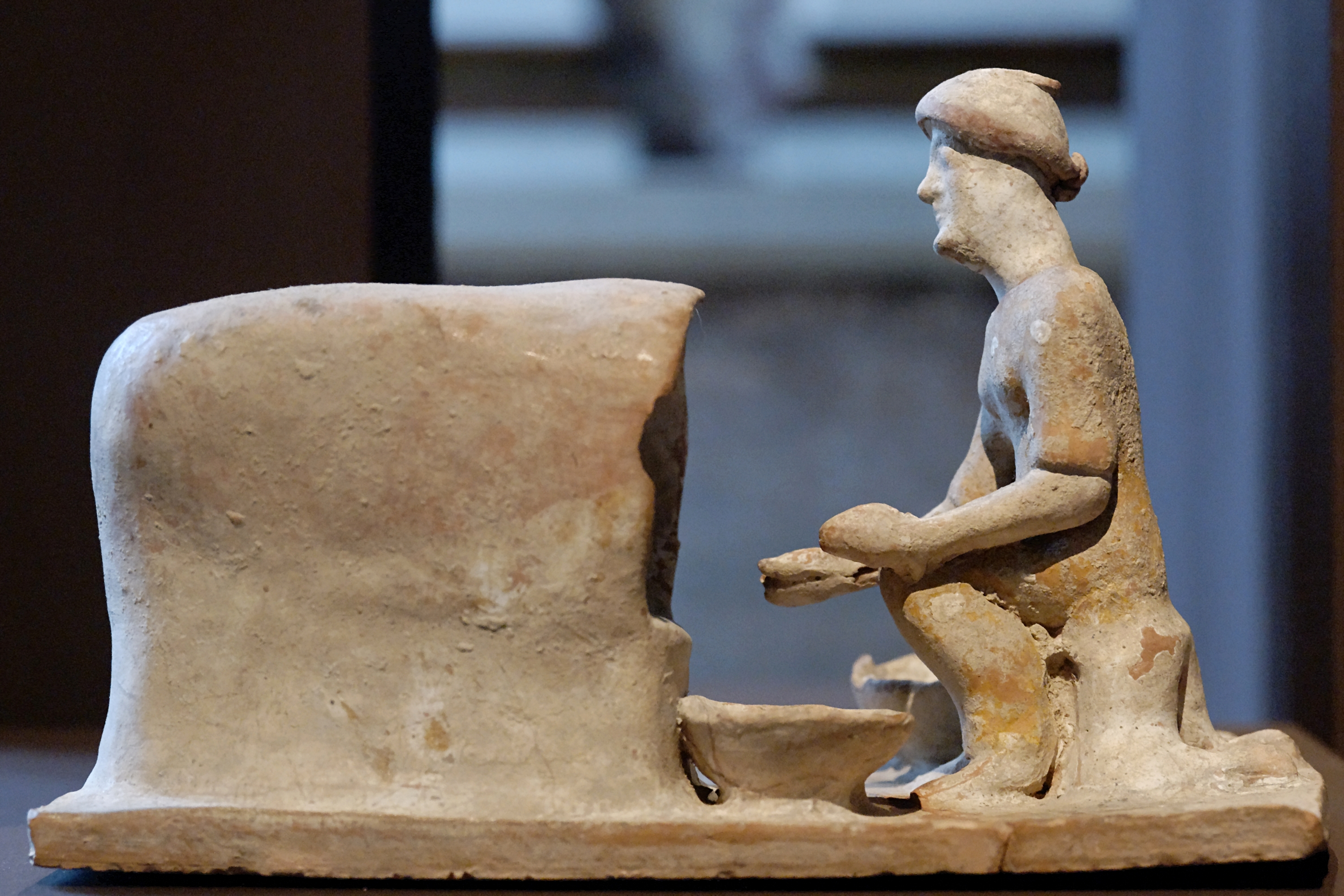
«Господиня пече хліб», теракота із Танагри, Лувр
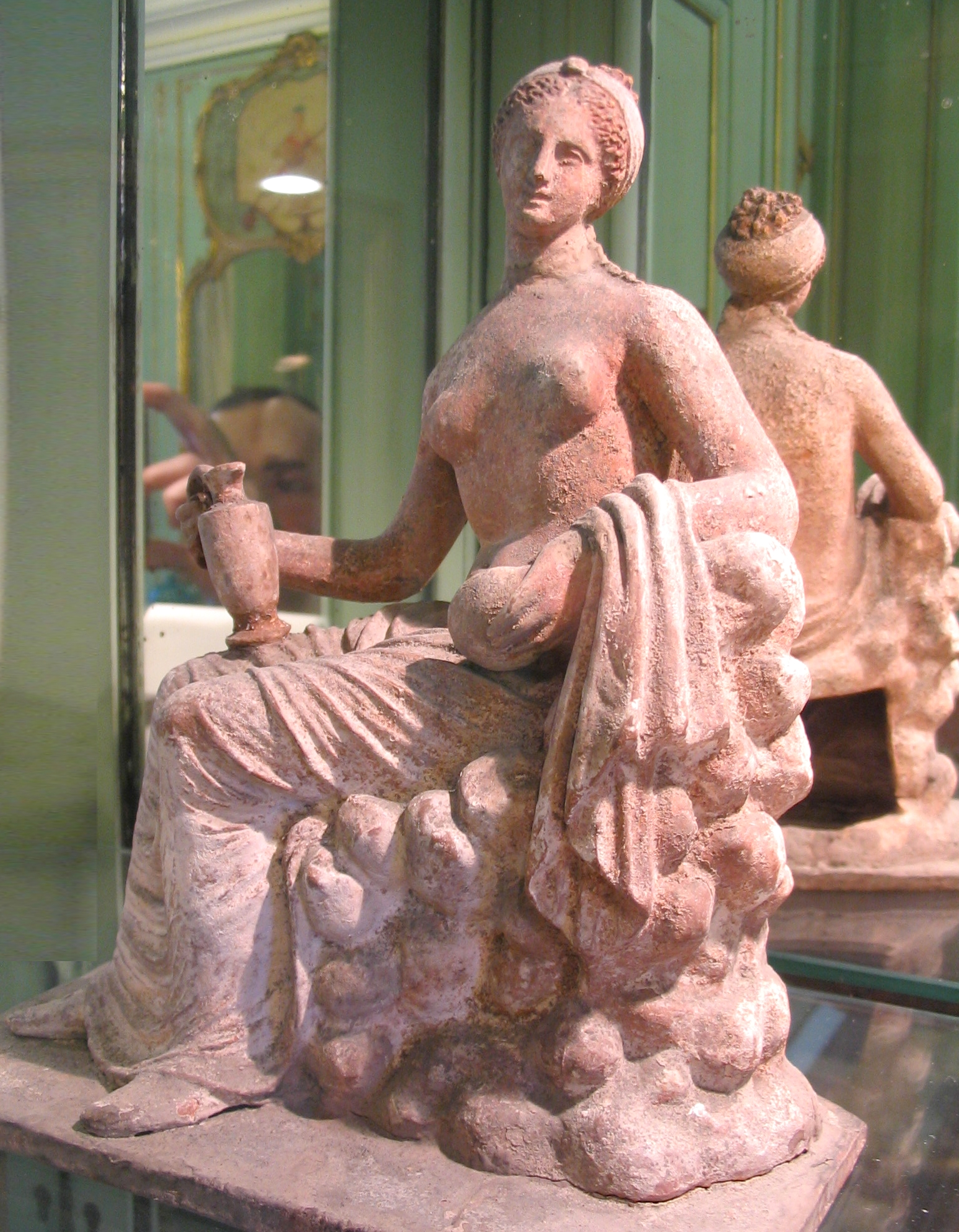
«Грекиня з посудом», Версаль
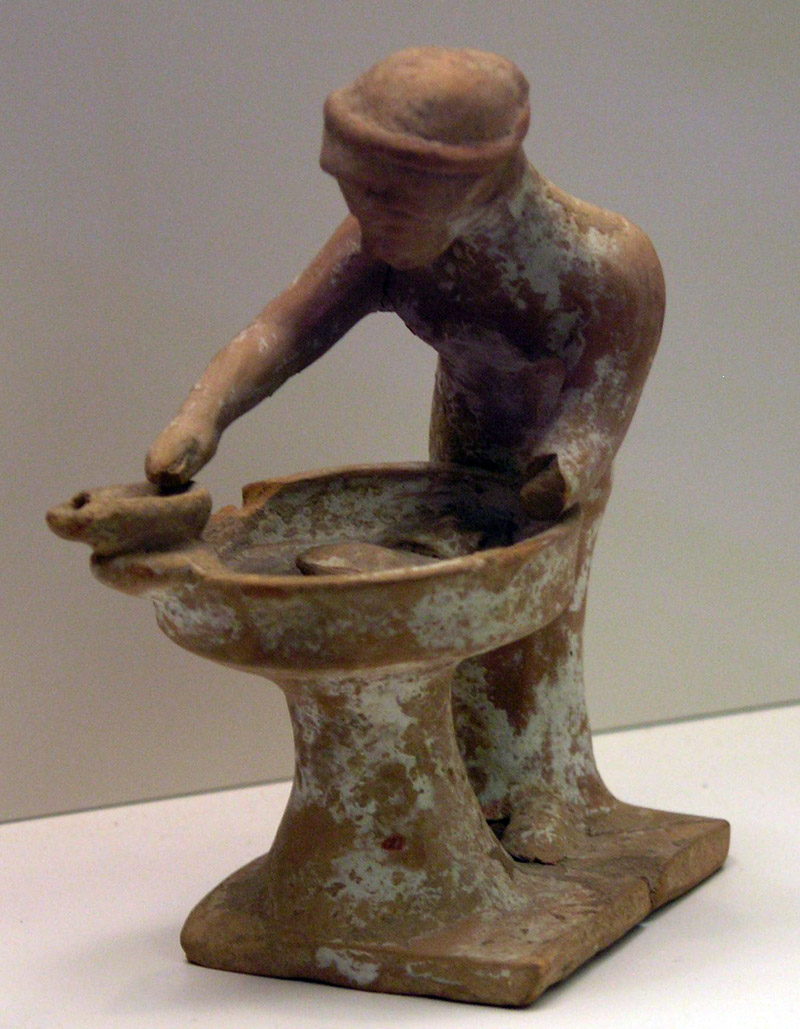
«Куховарка», 500–475 рр. до н. е. Археологічний музей Афіни
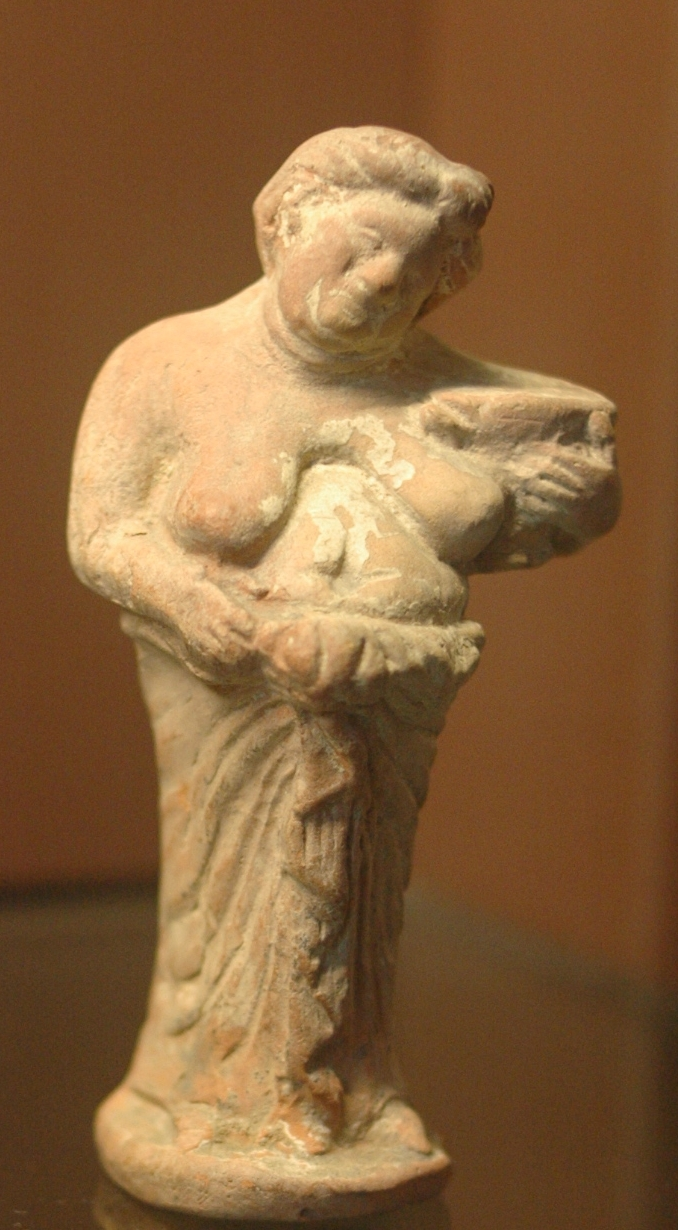
Гротескне зображення жінки з келихом вина. Теракота з Керчі, бл. 350–300 рр. до н. е. Лувр, Париж
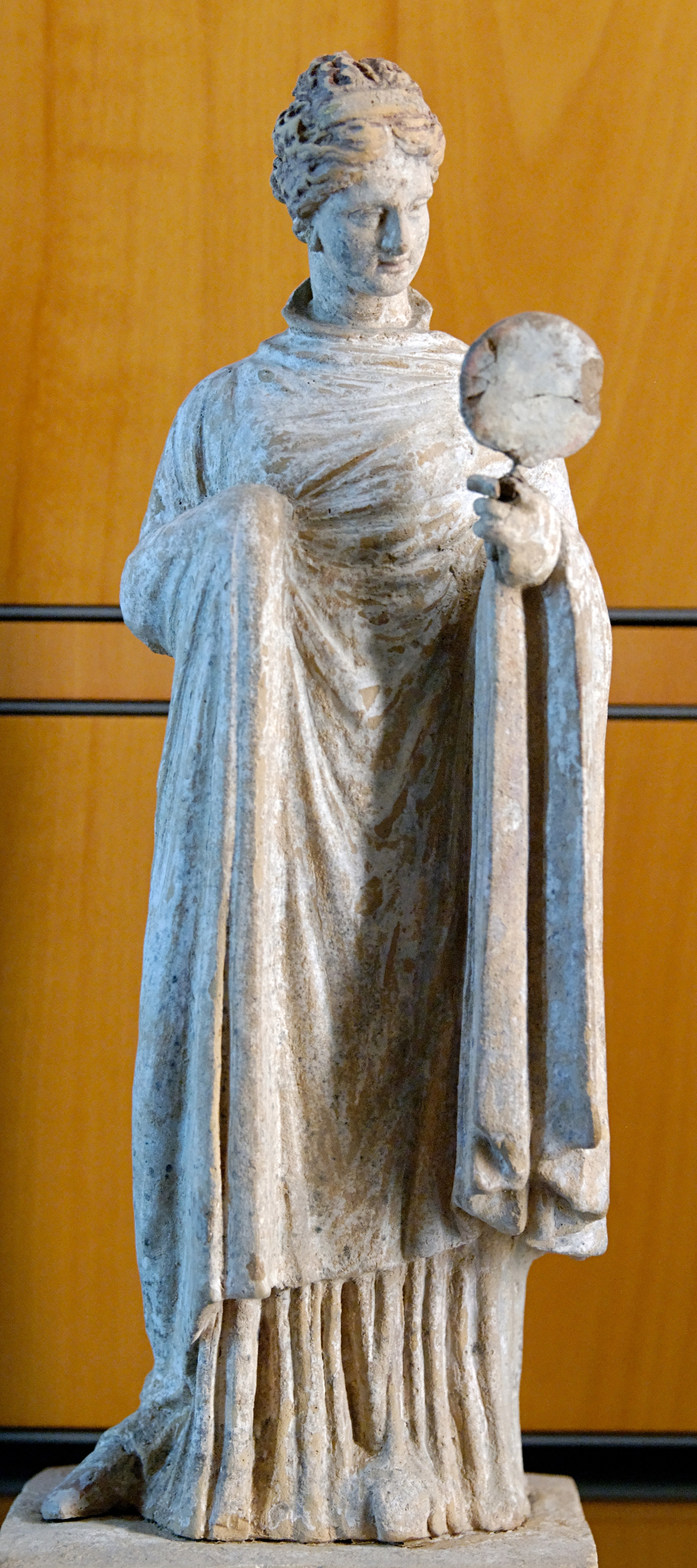
«Пані з дзеркалом», теракота, Ліонський музей красних мистецтв, Франція
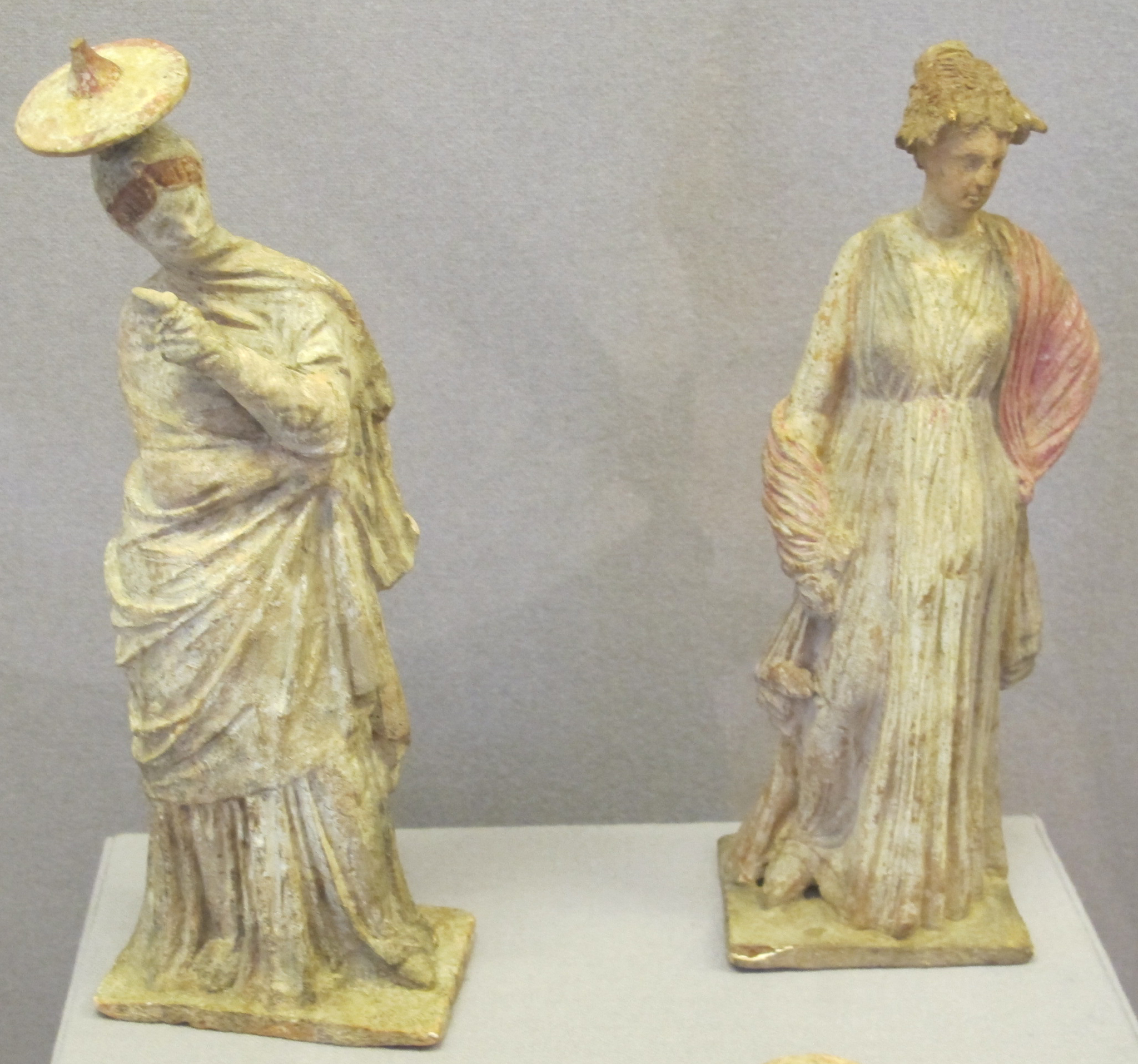
«Поліхромні жіночі фігурки», Танагра, III ст. до н. е.
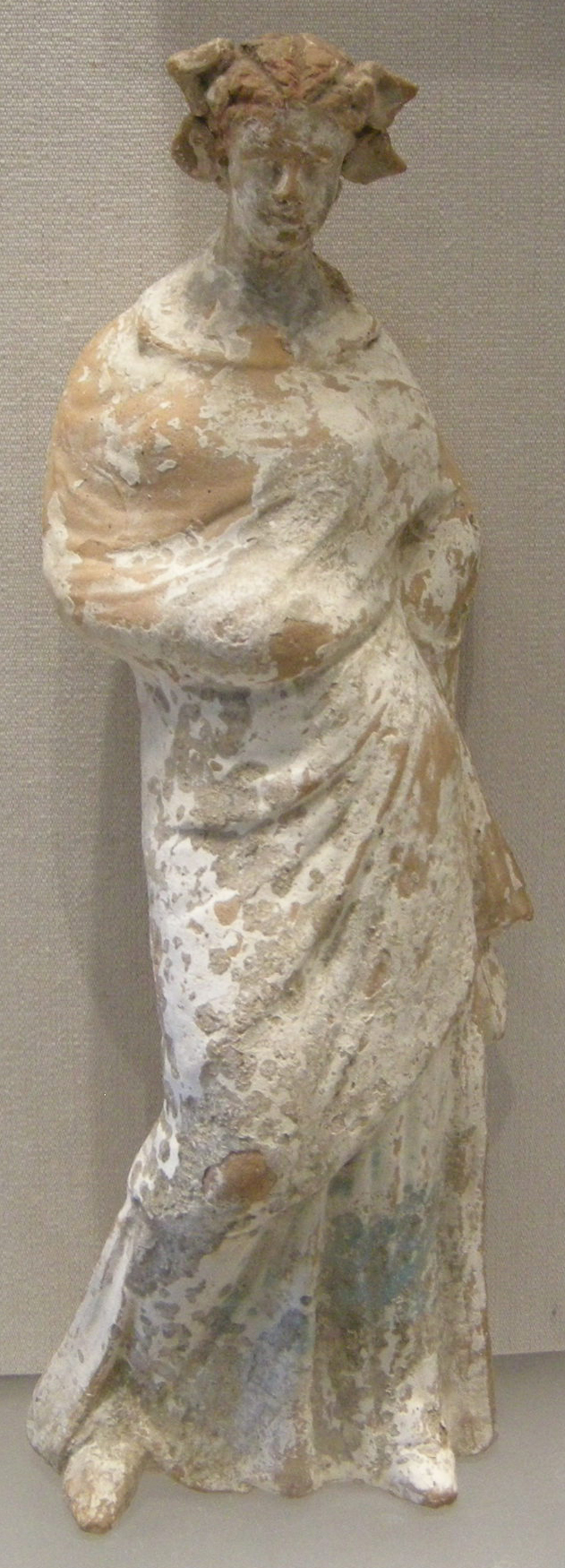
«Молода пані», теракота 330–200 до н. е. за типом танагрянських

## Занепад пізньоелліністичної скульптури

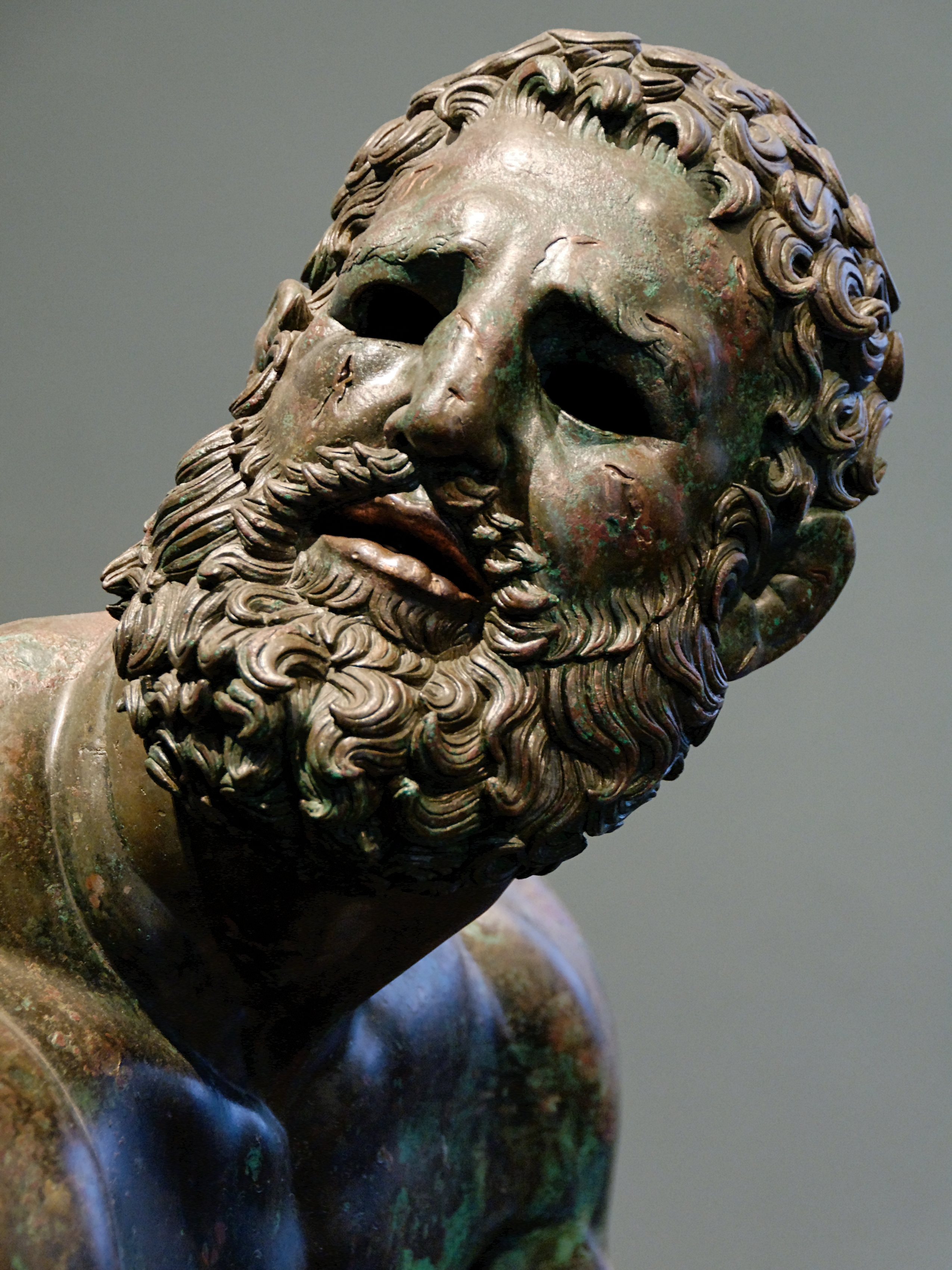
Голова кулачного борця, Музей терм, Рим.

Він припав на останні два століття до н. е. Скульптори материкової Греції зберігають високий технічний рівень праці з різними матеріалами — при втраті ідеалів, що підживлювали грецьке мистецтво впродовж століть. Серед творців цього періоду — скульптор Аполлоній, син Нестора. Він автор скульптури кулачного борця. Майстерно пророблена фігура немолодого борця, що заробляє на життя кулачними боями. Він утомлено сидить і підозріло вдивляється у бік. Огляд його гімнастичного тіла примушує жахнутися і завмерти через реалістично передані деталі: у нього зламаний ніс, розірвані вуха, череда шрамів на обличчі та на торсі, на руках — особливі рукавички з залізними вставками.
Нічого від ідеалу вільного мешканця держави-полісу чи захисника батьківщини в персонажі скульптора Аполлонія не знайти. Перед глядачами — скалічений психологічно і фізично атлет, що пройшов шлях поневірянь і спустошеності до логічного кінця. Позаду — рани і травми, попереду — повна безвихідь і нікому не потрібна старість.
Риси кризи і еклектики поглибились у творах скульпторів так званої неоаттичної школи I ст. до н. е. Центральною фігурою школи був скульптор Паситель, котрий працював в Римі. Продукція майстра — твори, стилізовані під скульптури доби грецької класики V століття до н. е. Продукція майстерні мала риси умовності та засушеності, далекі від оригіналів давньогрецьких митців при старанному відтворенні ознак давнини чи навіть архаїчності.